# Musikjahr 1949
Liste der Musikjahre

◄◄ | ◄ | 1945 | 1946 | 1947 | 1948 | Musikjahr 1949 | 1950 | 1951 | 1952 | 1953 | ► | ►►

Weitere Ereignisse · Country-Musik
Dieser Artikel behandelt das Musikjahr 1949.

The Weavers – The Hammer Song (1949)

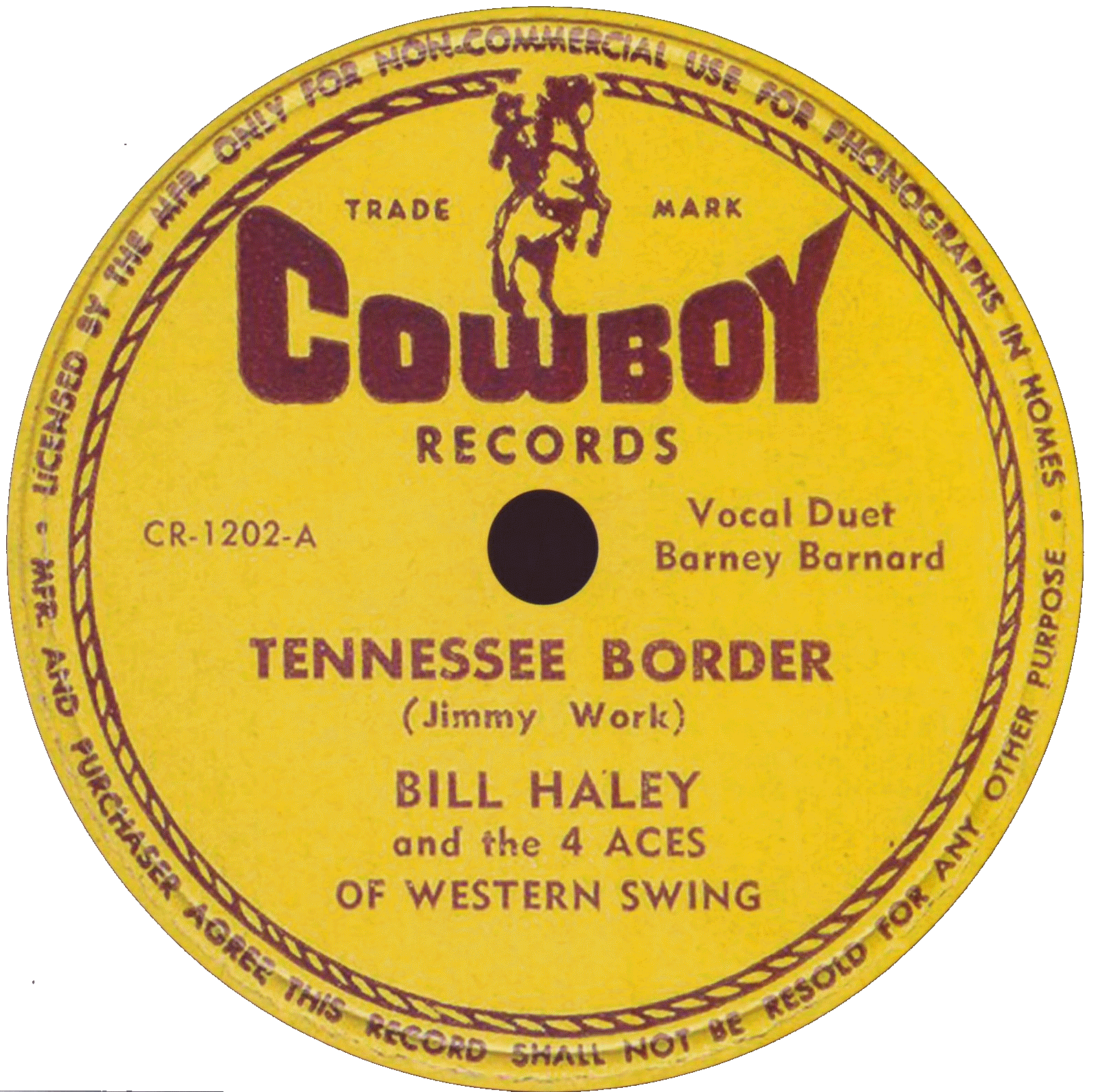
Bill Haley and his Four Aces of Western Swing – Tennessee Border (1949)

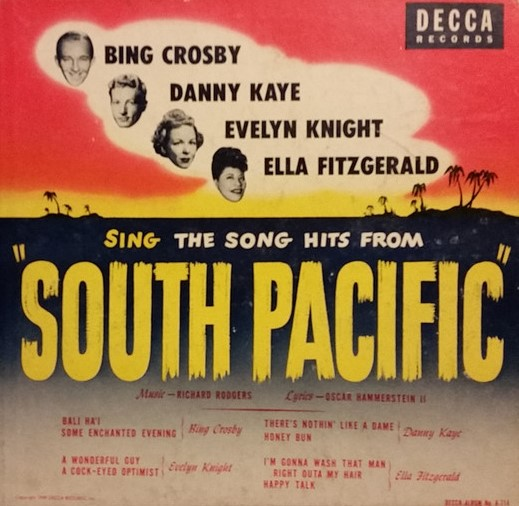
Bing Crosby, Danny Kaye, Evelyn Knight und Ella Fitzgerald – South Pacific (1949)

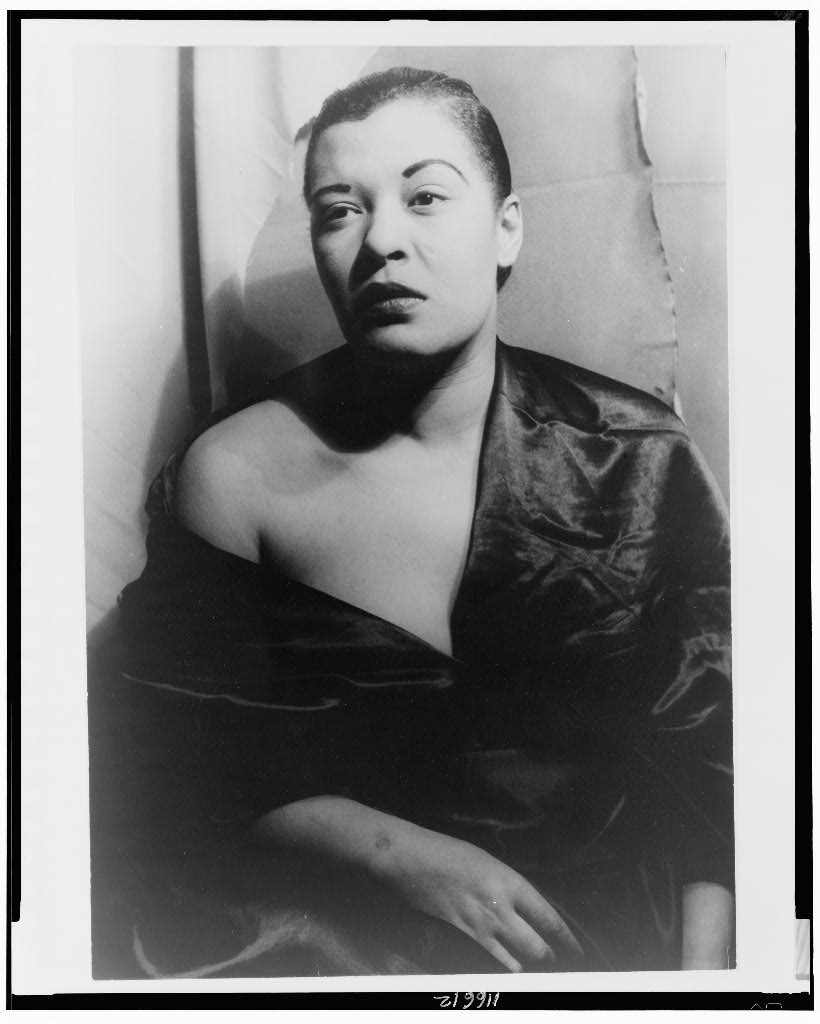
Billie Holiday (1949)

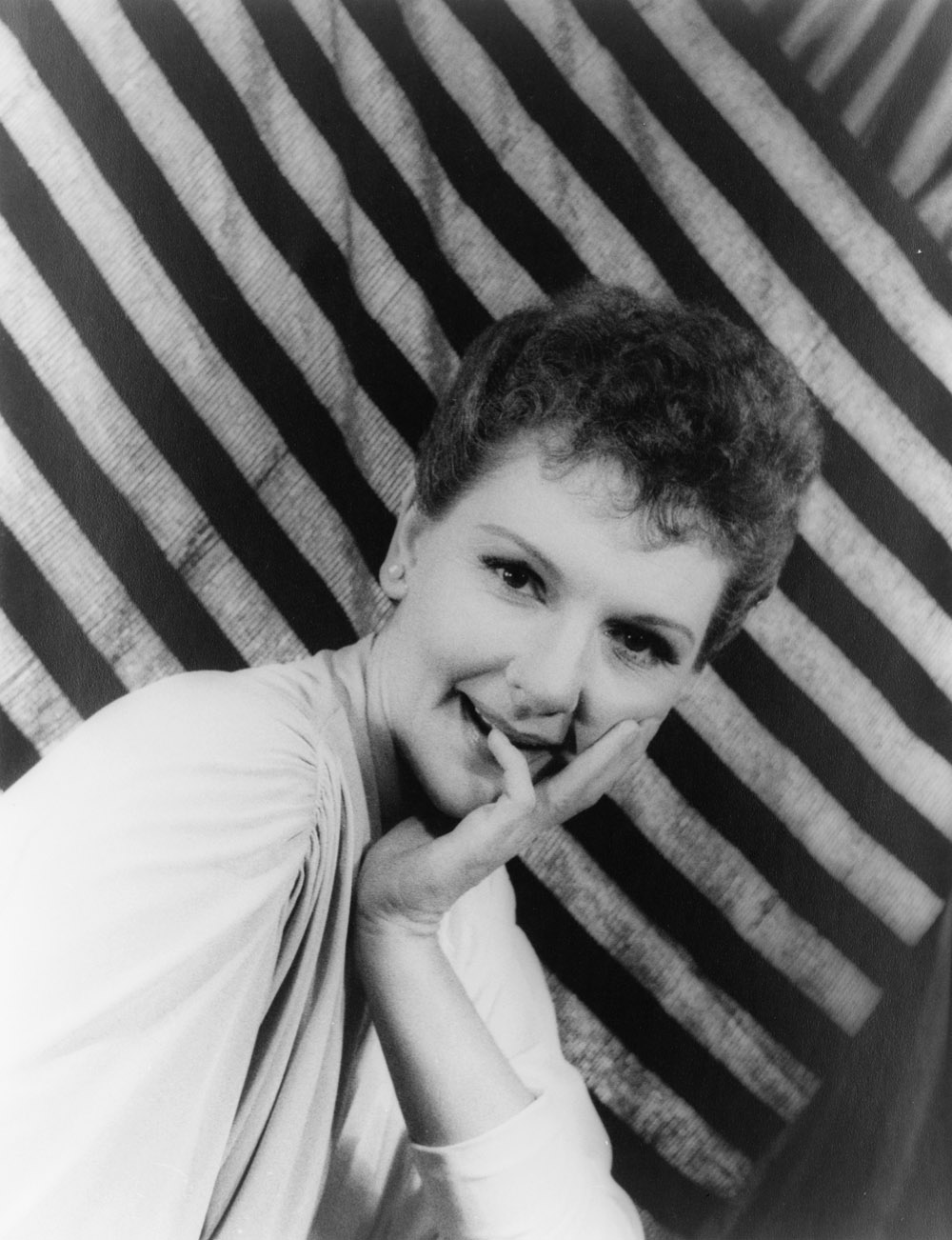
Mary Martin (1949)

## Ereignisse

### Afrika

#### Südafrika
- Dolly Rathebes Karriere beginnt mit einem Auftritt als Nachtclubsängerin in dem in Großbritannien produzierten Film Jim Comes To Jo’burg.

### Amerika

#### Uruguay
- 29. Oktober: Die Oper Die wundersame Schustersfrau von Juan José Castro wird in Montevideo uraufgeführt.

#### Vereinigte Staaten von Amerika
- 12. Januar: Maro Ajemian, dem das Werk gewidmet ist, gibt eine der ersten Aufführungen des gesamten Zyklus von John Cages Sonatas and Interludes in der Carnegie Hall in New York.
- 04. Februar: Ljuba Welitsch gibt ihr Debüt an der Metropolitan Opera in Salome.
- 31. März: Uraufführung der Oper Troubled Island von William Grant Still auf ein Libretto von Langston Hughes und Verna Arvey an der New York City Opera. Es ist die erste Oper eines Afroamerikaners, die von einem großen Opernhaus gespielt wird.
- 07. April: Uraufführung des Musicals South Pacific mit der Musik von Richard Rodgers und den Liedtexten von Oscar Hammerstein II im Majestic Theatre in New York City.
- 00. April: Goree Carter nimmt das Lied Rock Awhile auf, das als erste Rock-’n’-Roll-Platte gilt.
- 03. Juni: In New York wird das von Pete Seeger (Musik) und Lee Hays (Text) geschriebene Protestlied If I Had a Hammer erstmals aufgeführt. Das Lied mit dem ursprünglichen Titel The Hammer Song entstand als Protest gegen die Strafverfolgung von 11 Kommunisten der Fortschrittsbewegung („Progressive movement“), die gegen den Smith Act wegen Befürwortung eines Umsturzes verstoßen hatten und im Juni 1949 deswegen vor dem Foley Square Federal Courthouse angeklagt wurden.
- 25. Juni: Das Philharmonic Piano Quartet hat ihr Debüt in New York City im Lewisohn Stadium.
- 29. Juli: Das Filmmusical In the Good Old Summertime hat Premiere.
- 08. August: Leonard Bernstein komponiert 1948/49 seine 2. Sinfonie, The Age of Anxiety (Das Zeitalter der Angst) für Orchester und Klavier, die am 8. April in Boston uraufgeführt wird.
- 30. Oktober: Die musikalische Tragödie Lost in the Stars von Kurt Weill auf das Buch und die Liedtexte von Maxwell Anderson wird im Music Box Theatre in New York City uraufgeführt.
- 31. Oktober: Uraufführung der Oper Regina von Marc Blitzstein in New York.
- 02. Dezember: Uraufführung der Turangalîla-Sinfonie von Olivier Messiaen in Boston.
- 08. Dezember: Uraufführung des Musicals Blondinen bevorzugt (Musical) von Jule Styne auf das Buch von Joseph Fields und Anita Loos und die Liedtexte von Leo Robin im Ziegfeld Theatre in New York.
- 10. Dezember: Das Magazin Billboard startet die Musikcharts Country & Western Records Most Played by Folk Disk Jockeys. Es sind die ersten Charts überhaupt, die die Popularität eines Songs durch Radio-Airplay verfolgen. Der erste Nr.-1-Song der neuen Charts ist Mule Train von Tennessee Ernie Ford. Mit den neuen Charts gibt es insgesamt drei Charts, die die Beliebtheit eines Songs messen.
- 15. Dezember: Der Jazzclub Birdland, gegründet von Morris Levy, Erving Levy und Monte Kay, wird in New York City eröffnet.
- 29. Dezember: Les Paul und Mary Ford heiraten. Das Duo Les Paul & Mary Ford wird in den 1950ern sehr erfolgreich mit zahlreichen Liveauftritten und Plattenaufnahmen.
- Die Ames Brothers werden die ersten Künstler, die für Coral Records, eine Tochtergesellschaft von Decca Records, Aufnahmen machen.
- Gene Autry spielt mit Rudolph, the Red-Nosed Reindeer seine erfolgreichste Single ein, von der über neun Millionen Exemplare verkauft werden.
- Dave Bartholomew wird im Dezember 1949 bei Imperial Records zunächst Talentsucher, später dann auch Produzent, Arrangeur und Komponist. Am 10. Dezember 1949 produziert er im „J&M Studio“ insgesamt 8 Songs mit dem gerade von Imperial unter Vertrag genommenen Fats Domino.
- Teresa Brewer macht im Sommer 1949 ihre erste Aufnahme bei London Records.
- Bei einem Jazz-at-the-Philharmonic-Konzert spielt Ray Brown erstmals mit dem Jazzpianisten Oscar Peterson zusammen.
- John Cage erhält von der Guggenheim-Stiftung ein Guggenheim-Stipendium sowie eine Auszeichnung der America Academy of Arts and Letters mit einem Preisgeld von 1.000 US-Dollar, die ihm und Merce Cunningham einen Europaaufenthalt ermöglicht.
- Miles Davis macht die ersten Aufnahmen mit anderen Musikern, die gemeinsam den Cool Jazz prägen werden. Ergebnis ist das erstmals 1954 veröffentlichte Album Birth of the Cool.
- Eddie Fisher wird von Eddie Cantor entdeckt und unterschreibt einen Schallplattenvertrag bei RCA Records.[1]
- Fats Domino, der sein Klavier im Boogie-Stil spiele, wird 1949 von dem Produzenten und Bandleader Dave Bartholomew, einem ehemaligen Trompeter bei Duke Ellington, in einem Club in New Orleans entdeckt, wo er für drei Dollar in der Woche auftritt. Noch 1949 veröffentlicht Domino mit The Fat Man die erste Platte mit durchgehendem Backbeat.
- Norman Granz entdeckt 1949 Oscar Peterson und präsentiert ihn im Rahmen seiner Jazz-at-the-Philharmonic-Tournee als Überraschungsgast in der New Yorker Carnegie Hall.
- Country-Sänger Bill Haley geht eine Partnerschaft mit den Musikern Johnny Grande und Billy Williamson ein, um Bill Haley and His Saddlemen zu gründen; 1952 wird die Gruppe in Bill Haley & His Comets umbenannt.
- Bob Hope schlägt vor, dass Anthony Benedetto seinen Künstlernamen von „Joe Bari“ in Tony Bennett ändert.
- Lena Horne tritt im Film Some of the Best auf.
- Spike Jones hat 1949 einen Gastauftritt in dem Comicstrip Dick Tracy.
- Al Jolson nimmt den Soundtrack zu Jolson Sings Again auf, der Fortsetzung seines äußerst erfolgreichen Biopics The Jolson Story (1946).
- Frankie Laine nimmt Mule Train auf, was von einigen Kritikern als Beginn der Rock-Ära angesehen wird.
- Mitch Miller beginnt seine Karriere als einer der erfolgreichsten Plattenproduzenten des 20. Jahrhunderts bei Mercury Records.
- Liza Minnelli gibt ihr Debüt im Alter von drei Jahren im Film In the Good Old Summertime.
- Oscar Petersons Jazzmusik wird visuell in dem Animationsfilm Begone Dull Care von Norman McLaren und Evelyn Lambart präsentiert.
- Johnnie Ray tritt in der Flame Showbar in Detroit auf.
- Sonny Rollins macht seine erste Aufnahme gemeinsam mit Babs Gonzales.
- Jule Styne und Leo Robin schreiben für das Broadway-Musical Blondinen bevorzugt (engl. Originaltitel Gentlemen Prefer Blondes) das Lied Diamonds Are a Girl’s Best Friend.
- Tennessee Ernie Ford bekommt 1949 auf Vermittlung seines Managers Cliffie Stone einen Plattenvertrag beim Label Capitol Records.
- Sarah Vaughan hat ihren ersten Auftritt mit einem Symphonieorchester bei einer Benefizveranstaltung für das Philadelphia Orchestra mit dem Titel „100 Men and a Girl“ (100 Männer und ein Mädchen).
- Die Waring’s Pennsylvanians, eine Dixieland-Band, haben 1949 ihre eigene TV-Show.
- Mary Lou Williams gibt das erste Jazzkonzerte im Village Vanguard. In diesem New Yorker Club fanden vorher vor allem Folkkonzerte statt.
- Stefan Wolpe erhält von der American Academy of Arts and Letters einen Preis für sein „originelles kompositorisches Werk“.
- Der Film My Foolish Heart mit Dana Andrews und Susan Hayward in den Hauptrollen wird von der Kritik verrissen, aber der Titelsong My Foolish Heart wird ein Hit und wird zum Jazzstandard.
- Capitol Records und Decca Records stellen ihre ersten LPs (33-1/3/min) vor. Als Reaktion darauf veröffentlicht RCA Records die ersten 45/min-Schallplatten.
- Columbia Records eröffnet ihr CBS 30th Street Studio in Manhattan.
- Die Fender-Telecaster-Gitarre wird vorgestellt und Gibson bringt seine Gitarren ES-165, ES-175 und ES-5 auf den Markt.
- Universal Audio erhält ein Patent für „Double Feature“, eine Methode, bei der zwei Songs auf jeder Seite einer 10-Zoll-Schallplatte platziert werden können.

### Asien

#### Indien
- Ravi Shankar wird bis 1956 Musikdirektor bei All India Radio.

### Europa

#### Deutschland

##### Westliche Besatzungszonen / Bundesrepublik Deutschland (seit 7. September 1949)
- 07. Mai: Die Oper Das Wundertheater von Hans Werner Henze auf ein Libretto von Adolf Friedrich von Schack nach einem Text von Miguel de Cervantes wird im Theater der Stadt Heidelberg uraufgeführt. Es ist Henzes Operndebüt.
- 25. Juni: Uraufführung der Oper Das verzauberte Ich von Ottmar Gerster in Wuppertal.
- 08. September: In Garmisch stirbt der deutsche Komponist, Dirigent und Theaterleiter Richard Strauss, der vor allem für seine orchestrale Programmmusik (Tondichtungen), sein Liedschaffen und seine Opern bekannt wurde.
- 10. September: Mit einer Inszenierung der Oper Carmen wird das von Friedrich Hetzelt wieder aufgebaute, noch heute bestehende Gebäude des Theaters Oberhausen eröffnet.
- 00. Dezember: Das Große Haus des Theaters Freiburg wird mit einer Aufführung von Richard Wagners Meistersingern von Nürnberg wieder eröffnet.
- Theodor W. Adorno würdigt die Zwölftonmusik in seiner Philosophie der neuen Musik (1949).
- Hans Werner Henze studiert bei René Leibowitz in Darmstadt und Paris die Schönberg’sche Kompositionstechnik, die er sich zuvor selbst beigebracht hat.
- Bruno Maderna besucht 1949 zum ersten Mal die Darmstädter Ferienkurse für Neue Musik.
- Theater Freiburg

##### Sowjetische Besatzungszone / Deutsche Demokratische Republik (seit 7. Oktober 1949)
- Herbst: Im Auftrag des Politbüros der Sozialistischen Einheitspartei Deutschlands (SED) und des Präsidenten der DDR, Wilhelm Pieck, dichtet Johannes R. Becher den Text und komponiert Hanns Eisler die Melodie von Auferstanden aus Ruinen. Anfangs noch als deutsche Nationalhymne aufgefasst, wird das Lied am 5. November 1949 zur Nationalhymne der DDR.
- Max Butting vollendet 1949 seine Sinfonie Nr. 7 op. 67, die in Zwickau uraufgeführt wird.
- Hanns Eisler lebt von 1949 bis zu seinem Tod 1962 im Ostteil Berlins, wo er bis zuletzt die Meisterklasse für Komposition an der Deutschen Akademie der Künste leitet.
- Louis Fürnberg komponiert und textet das Lied der Partei.
- Die Kindergärtnerin Erika Schirmer aus Nordhausen schreibt das Lied Kleine weiße Friedenstaube, ein in der DDR beliebtes und verbreitetes Kinderlied.

#### Frankreich
- Vom 8. bis 15. Mai findet das Festival International 1949 de Jazz statt.
- Die Tribune internationale des compositeurs (englisch: International Rostrum of Composers) wird als Forum des Internationalen Musikrates (IMC) der UNESCO in Paris gegründet.[2]

#### Italien
- 30. April: Uraufführung der Oper Il Dottor Antonio von Franco Alfano am Teatro dell’Opera in Rom.
- 12. Mai: Die Oper Il Cordovano von Goffredo Petrassi nach dem Roman El ingenioso hidalgo Don Quixote de la Mancha von Miguel de Cervantes wird an der Teatro alla Scala in Mailand uraufgeführt.
- 01. Dezember: Die Oper in einem Prolog und einem Akt Il prigioniero von Luigi Dallapiccola (Musik und Libretto) wird konzertant in Turin uraufgeführt.
- Das Boccherini-Quintett wird in Rom gegründet.
- Gorni Kramer beginnt für die Musikimpresarios Garinei und Giovannini zu arbeiten.

#### Niederlande
- 14. Juli: Kathleen Ferrier tritt in Amsterdam bei der Weltpremiere von Benjamin Brittens Spring Symphony mit Eduard van Beinum und dem Concertgebouw-Orchester auf, einem Werk, das speziell für sie geschrieben wurde.[3]

#### Norwegen
- Das Department of Traditional Music wird in Tromsø von Arnt Bakke gegründet.[4]

#### Österreich
- 09. Juni: Die rumänische Opernsängerin Maria Cebotari stirbt im Alter von 39 Jahren in Wien.
- 09. August: In der Felsenreitschule in Salzburg erfolgt bei den Salzburger Festspielen die Uraufführung des Trauerspiels in fünf Akten Antigonae von Carl Orff. das Libretto stammt von Sophokles in der Übersetzung von Friedrich Hölderlin.
- 08. September: Im Wiener Bürgertheater wird die Operette in zwei Akten Abschiedswalzer von Ludwig Schmidseder auf ein Libretto von Hubert Marischka und Rudolf Österreicher uraufgeführt.
- 14. September: Arnold Schönberg wird die Bürgerurkunde seiner Heimatstadt Wien verliehen.
- Anton Karas komponiert für den Film Der dritte Mann das Harry-Lime-Thema (englisch The Third Man Theme).
- George London wird von Karl Böhm entdeckt und an die Wiener Staatsoper geholt.
- Leonie Rysanek debütiert 1949 am Landestheater Innsbruck als „Agathe“ in Der Freischütz von Carl Maria von Weber.

#### Sowjetunion
- Anton Lebedynez komponiert die Hymne der Ukrainischen Sozialistischen Sowjetrepublik (ukrainisch Державний Гі́мн Украї́нської Радя́нської Соціалісти́чної Респу́бліки/ Derschawnyj Himn Ukrajinskoji Radjanskoji Sozialistytschnoji Respubliky). Der Text der Hymne stammt von dem ukrainischen Dichter und Politiker Pawlo Tytschyna.

#### Vatikanstadt
- 24. Dezember: Inno e Marcia Pontificale von Charles Gounod wird Nationalhymne der Vatikanstadt.

#### Vereinigtes Königreich
- 11. Februar: Die London Mozart Players haben ihr Debütkonzert in der Wigmore Hall.
- 14. Juni: In Aldeburgh wird die Kinderoper mit Theaterstück Let’s Make an Opera von Benjamin Britten nach dem Libretto von Eric Crozier uraufgeführt.
- 31. August: Carol Reeds Film noir Der dritte Mann über einen Kriminalfall im besetzten Wien der Nachkriegszeit wird in London uraufgeführt. Die Filmmusik stammt von Anton Karas.
- 05. September: Der Wagner-Tenor Walter Widdop hat seinen letzten Auftritt bei den Proms und singt eine Arie aus Lohengrin, nur einen Tag vor seinem plötzlichen Tod.

## Musikcharts

### Vereinigte Staaten
Die längsten Nummer-eins-Singles
Lieder, die die meiste Zeit während eines anderen Jahres auf Platz 1 der Charts verbrachten, werden hier nicht aufgeführt.
1. Vaughn Monroe & His Orchestra – Riders in the Sky (A Cowboy Legend) (11 Wochen)
2. Frankie Laine & Judd Conlon’s Rhythmaires with Harry Geller & His Orchestra – That Lucky Old Sun (8 Wochen)
3. Evelyn Knight & The Stardusters – A Little Bird Told Me; Russ Morgan & His Orchestra – Cruising Down the River (jeweils 7 Wochen)

Die längsten Nummer-eins-Alben
Alben, die die meiste Zeit während eines anderen Jahres auf Platz 1 der Charts verbrachten, werden hier nicht aufgeführt.
1. Mary Martin & Ezio Pinza with The Original Broadway Cast – South Pacific (29 Wochen)
2. Alfred Drake & Patricia Morison with The Original Broadway Cast – Kiss Me Kate (10 Wochen)
3. Original Motion Picture Soundtrack – Words and Music (6 Wochen)

Alle Nummer-eins-Hits und die Hits des Jahres

### Charts in weiteren Ländern
Siehe auch: Nummer-eins-Hits 1949 in  Australien und den Vereinigten Staaten.

### Weitere Hit-Singles
- „A“ – You’re Adorable (The Alphabet Song) – Perry Como und the Fontane Sisters
- A Dreamer’s Holiday – Perry Como und the Fontane Sisters
- A Little Bird Told Me – Evelyn Knight
- Again – Gordon Jenkins and His Orchestra
- All I Want for Christmas Is My Two Front Teeth – Spike Jones
- Anticipation Blues – Tennessee Ernie Ford
- Blue Christmas – Ernest Tubb
- Blues Stay Away From Me – The Delmore Brothers
- Candy Kisses – George Morgan
- Cruising Down the River aufgenommen von:
  - Blue Barron and His Orchestra
  - Russ Morgan and His Orchestra
- Don’t Cry, Joe (Let Her Go, Let Her Go, Let Her Go) – Gordon Jenkins and His Orchestra
- Don’t Rob Another Man’s Castle – Eddy Arnold, The Tennessee Plowboy and His Guitar
- Far Away Places aufgenommen von:
  - Bing Crosby
  - Margaret Whiting
- Forever and Ever aufgenommen von:
  - Russ Morgan and His Orchestra
  - Perry Como
- Have You Ever Been Lonely? (Have You Ever Been Blue) – Ernest Tubb
- Here Comes Santa Claus (Right Down Santa Claus Lane) – Gene Autry
- I Can Dream, Can’t I? – The Andrews Sisters mit dem Gordon Jenkins Orchestra
- I Love You So Much It Hurts – Jimmy Wakely
- I Never See Maggie Alone – Kenny Roberts
- I’ll Never Slip Around Again – Margaret Whiting und Jimmy Wakely
- I’m Bitin’ My Fingernails and Thinking of You – Andrews Sisters und Ernest Tubb
- I’m Throwing Rice (At the Girl That I Love) – Eddy Arnold, The Tennessee Plowboy and His Guitar
- Jealous Heart – Al Morgan
- Lovesick Blues – Hank Williams with His Drifting Cowboys
- Mind Your Own Business – Hank Williams with His Drifting Cowboys
- Mule Train aufgenommen von:
  - Bing Crosby
  - Frankie Laine
  - Tennessee Ernie Ford
- My Bucket’s Got a Hole in It – Hank Williams with His Drifting Cowboys
- Never Again (Will I Knock on Your Door) – Hank Williams with His Drifting Cowboys
- One Kiss Too Many – Eddy Arnold, The Tennessee Plowboy and His Guitar
- Please Don’t Let Me Love You – George Morgan
- Powder Your Face with Sunshine – Evelyn Knight
- Red Roses for a Blue Lady – Vaughn Monroe and His Orchestra
- Room Full of Roses – Swing And Sway With Sammy Kaye (Gesang Don Cornell)
- Rudolph, the Red-Nosed Reindeer – Gene Autry and the Pinafores
- Slippin’ Around aufgenommen von:
  - Ernest Tubb
  - Margaret Whiting und Jimmy Wakely
- So Tired – Russ Morgan
- Some Enchanted Evening – Perry Como
- Someday (You’ll Want Me To Want You) – Vaughn Monroe and His Orchestra
- Tennessee Border – Red Foley
- Tennessee Polka – Red Foley
- Tennessee Saturday Night – Red Foley and the Cumberland Valley Boys
- The Echo of Your Footsteps – Eddy Arnold, The Tennessee Plowboy and His Guitar
- The Fat Man – Fats Domino
- There’s Not A Thing (I Wouldn’t Do For You) – Eddy Arnold, The Tennessee Plowboy and His Guitar
- Wedding Bells – Hank Williams with His Drifting Cowboys
- When Things Go Wrong With You (It Hurts Me Too) – Tampa Red
- Why Don’t You Haul Off and Love Me – Wayne Raney
- You’re Breaking My Heart – Vic Damone
- You’re Gonna Change (Or I’m Gonna Leave) – Hank Williams with His Drifting Cowboys

## Musikfestivals
- Das Festival International 1949 de Jazz findet vom 8. bis 15. Mai im Pariser Salle Pleyel statt. Zu den mitwirkenden Bands und Musikern gehören Sidney Bechet, The Miles Davis/Tadd Dameron Quintet mit James Moody, Barney Spieler und Kenny Clarke, das Charlie Parker Quintett mit Kenny Dorham, Al Haig, Tommy Potter und Max Roach sowie Pete Johnson, Big Chief Russell Moore und Hot Lips Page.

## Gründungen

### Clubs
- Birdland in New York City
- Lighthouse Café in Hermosa Beach
- The Black Hawk in San Francisco

### Musiklabels
- Coral Records
- EMS Recordings
- Fantasy Records
- Good Time Jazz Records
- Jazzology Records
- New Orleans Records
- Peacock Records
- Prestige Records
- Roost Records
- Tempo Records

### Organisationen
- Tribune internationale des compositeurs

## Musikpreisverleihungen und Ehrungen

### Oscarverleihung
- Beste Filmmusik (Drama/Komödie): Brian Easdale – Die roten Schuhe (The Red Shoes)
- Beste Filmmusik (Musikfilm): Roger Edens, Johnny Green – Osterspaziergang (Easter Parade)
- Bester Filmsong: Buttons and Bows aus Sein Engel mit den zwei Pistolen (The Paleface) – Ray Evans, Jay Livingston
- Bester Ton: Thomas T. Moulton – Die Schlangengrube (The Snake Pit)

### Pulitzerpreis
- Pulitzerpreis/Musik: Virgil Thomson, Musik für den Film Louisiana Story

### Tony Awards
- Bestes Musical: Cole Porter (Musik und Liedtexte), Bella Spewack und Samuel Spewack (Buch) – Kiss Me, Kate
- Bester Hauptdarsteller Musical: Ray Bolger in Where's Charley?
- Beste Hauptdarstellerin Musical: Nanette Fabray in Love Life
- Beste Choreographie: Gower Champion für Lend an Ear
- Bester Dirigent und Musikdirektor: Max Meth für As the Girls Go
- Beste Originalmusik: Cole Porter – Kiss Me, Kate

### Weitere
- Förderpreis Musik der Landeshauptstadt München: Werner Egk
- Preis der Stadt Wien für Musik: Theodor Berger

## Neuveröffentlichungen (Auswahl)

### Lieder und Kompositionen
| Lied                                                | Text                                                                      | Musik                                                                     | Erstinterpret                           | Label                    | Veröffentlichung | Genre            | Album                             | Weitere Informationen |
| --------------------------------------------------- | ------------------------------------------------------------------------- | ------------------------------------------------------------------------- | --------------------------------------- | ------------------------ | ---------------- | ---------------- | --------------------------------- | --- |
| A Cock-Eyed Optimist                                | Oscar Hammerstein II                                                      | Richard Rodgers                                                           |                                         |                          | 1949             |                  |                                   | Gesungen von Mary Martin im Musical South Pacific, von Mitzi Gaynor in der Filmversion.                                                        |
| A Dream Is A Wish Your Heart Makes                  | Mack David, Al Hoffman & Jerry Livingston                                 | Mack David, Al Hoffman & Jerry Livingston                                 |                                         |                          | 1949             |                  |                                   | Ilene Woods lieferte den Gesang für den Animationsfilm Cinderella.                                                                             |
| A Dreamer’s Holiday                                 | Kim Gannon                                                                | Mabel Wayne                                                               |                                         |                          | 1949             |                  |                                   | |
| A Little Girl from Little Rock                      | Leo Robin                                                                 | Jule Styne                                                                |                                         |                          | 1949             |                  |                                   | Gesungen von Carol Channing im Musical Gentlemen Prefer Blondes. Jane Russell und Marilyn Monroe waren in der Filmversion zwei kleine Mädchen. |
| A Strawberry Moon (In A Blueberry Sky)              | Bob Hilliard & Sammy Mysels                                               | Bob Hilliard & Sammy Mysels                                               |                                         |                          | 1949             |                  |                                   | |
| A Wonderful Guy                                     | Oscar Hammerstein II                                                      | Richard Rodgers                                                           |                                         |                          | 1949             |                  |                                   | Gesungen von Mary Martin im Musical South Pacific.                                                                                             |
| Again                                               | Dorcas Cochran                                                            | Lionel Newman                                                             | Stan Jones                              |                          | 1949             |                  |                                   | |
| Bali Ha’i                                           | Oscar Hammerstein II                                                      | Richard Rodgers                                                           |                                         |                          |                  |                  |                                   | Gesungen von Juanita Hall im Musical South Pacific                                                                                             |
| Bamboo                                              | Buddy Bernier                                                             | Nat Simon                                                                 |                                         |                          | 1949             |                  |                                   | |
| Beyond the Reef                                     | Jack Pitman                                                               | Jack Pitman                                                               |                                         |                          | 1949             |                  |                                   | |
| Bibbidi-Bobbidi-Boo                                 | Jerry Livingston, Al Hoffman und Mack David                               | Jerry Livingston, Al Hoffman und Mack David                               | Verna Felton                            | RCA Victor               | 26. Oktober 1949 | Filmmusik        | Cinderella                        | Lied aus dem Soundtrack des Films Cinderella, Oscarnominierung 1951 als „Bester Song“                                                          |
| Blame My Absent-Minded Heart                        | Sammy Cahn                                                                | Jule Styne                                                                |                                         |                          | 1949             |                  |                                   | |
| Bloody Mary                                         | Oscar Hammerstein II                                                      | Richard Rodgers                                                           |                                         |                          | 1949             |                  |                                   | Aus dem Musical South Pacific. |
| Blue Ribbon Gal                                     | Irwin Dash & Ross Parker                                                  | Irwin Dash & Ross Parker                                                  |                                         |                          | 1949             |                  |                                   | |
| Bluebird on Your Windowsill                         | Elizabeth Clarke & Robert Mellin                                          | Elizabeth Clarke & Robert Mellin                                          |                                         |                          | 1949             |                  |                                   | |
| Bonapartes Retreat                                  | Pee Wee King                                                              | Pee Wee King                                                              |                                         |                          | 1949             |                  |                                   | |
| Bye Bye Baby                                        | Leo Robin                                                                 | Jule Styne                                                                |                                         |                          | 1949             |                  |                                   | Gesungen von Carol Channing und Jack McCauley im Musical Gentlemen Prefer Blondes, von Marilyn Monroe in der Filmversion.                      |
| Cafe Mozart Waltz                                   |                                                                           | Anton Karas                                                               |                                         |                          | 1949             |                  |                                   | Gespielt von Anton Karas im Soundtrack des Films The Third Man.                                                                                |
| Clopin Clopant                                      | Bruno Coquatrix, Pierre Dudan & Kermit Goell                              | Bruno Coquatrix, Pierre Dudan & Kermit Goell                              |                                         |                          | 1949             |                  |                                   | |
| Count Every Star                                    | Sammy Gallop                                                              | Bruno Coquatrix                                                           |                                         |                          | 1949             |                  |                                   | |
| Crazy, He Calls Me                                  | Bob Russell                                                               | Carl Sigman                                                               |                                         |                          | 1949             |                  |                                   | |
| Daddy’s Little Girl                                 | Bobby Burke & Horace Gerlach                                              | Bobby Burke & Horace Gerlach                                              |                                         |                          | 1949             |                  |                                   | |
| Das Lied der Taube                                  | Ralph Maria Siegel unter Mitarbeit von Rolf Marbot                        | Ralph Maria Siegel unter Mitarbeit von Rolf Marbot                        |                                         |                          | 1949             |                  |                                   | Version auf Basis des populären mexikanischen Liedes La Golondrina.                                                                            |
| Dear Hearts and Gentle People                       | Bob Hilliard                                                              | Sammy Fain                                                                |                                         |                          | 1949             |                  |                                   | |
| Diamonds Are A Girl’s Best Friend                   | Leo Robin                                                                 | Jule Styne                                                                | Carol Channing                          |                          | 1949             | Jazz             |                                   | Gesungen von Carol Channing im Musical Gentlemen Prefer Blondes, von Marilyn Monroe in der Filmversion.                                        |
| Did You See Jackie Robinson Hit That Ball?          | Buddy Johnson                                                             | Buddy Johnson                                                             |                                         |                          | 1949             |                  |                                   | |
| Dirty Old Town                                      | Ewan MacColl                                                              | Ewan MacColl                                                              | Ewan MacColl                            |                          | 1949             |                  |                                   | Das Lied bezieht sich auf die Stadt Salford, Lancashire, England, in der MacColl aufwuchs.                                                     |
| Dites-Moi                                           | Oscar Hammerstein II                                                      | Richard Rodgers                                                           |                                         |                          | 1949             |                  |                                   | Gesungen von Michael de Leon und Barbara Luna im Musical South Pacific.                                                                        |
| Don’t Cry, Joe (Let Her Go, Let Her Go, Let Her Go) | Joe Marsala                                                               | Joe Marsala                                                               |                                         |                          | 1949             |                  |                                   | |
| Dreamer With A Penny                                | Allan Roberts & Lester Lee                                                | Allan Roberts & Lester Lee                                                |                                         |                          | 1949             |                  |                                   | |
| Enjoy Yourself (It’s Later than You Think)          | Herb Magidson                                                             | Carl Sigman                                                               |                                         |                          | 1949             |                  |                                   | |
| Everybody’s Somebody’s Fool                         | Ace Adams, Regina Adams & Gladys Hampton                                  | Ace Adams, Regina Adams & Gladys Hampton                                  | Little Jimmy Scott                      |                          | 1949             |                  |                                   | |
| Happy Talk                                          | Oscar Hammerstein II                                                      | Richard Rodgers                                                           |                                         |                          | 1949             |                  |                                   | Gesungen von Juanita Hall im Musical South Pacific.                                                                                            |
| He’s a Real Gone Guy                                | Nellie Lutcher                                                            | Nellie Lutcher                                                            |                                         |                          | 1949             |                  |                                   | |
| Herr, wohin sollen wir gehen                        | Alfred Stier                                                              | Alfred Stier                                                              |                                         |                          | 1949             |                  |                                   | Kirchenlied |
| Homework                                            | Irving Berlin                                                             | Irving Berlin                                                             |                                         |                          | 1949             |                  |                                   | |
| Honey Bun                                           | Oscar Hammerstein II                                                      | Richard Rodgers                                                           |                                         |                          | 1949             |                  |                                   | Gesungen von Mary Martin im Musical South Pacific, von Mitzi Gaynor in der Filmversion.                                                        |
| Hop-Scotch Polka                                    | William "Billy" Whitlock, Carl Sigman & Gene Rayburn                      | William "Billy" Whitlock, Carl Sigman & Gene Rayburn                      |                                         |                          | 1949             |                  |                                   | |
| How Can You Buy Killarney?                          | Hamilton Kennedy, Ted Steels, Freddie Grant (Grundland) & Gerard Morrison | Hamilton Kennedy, Ted Steels, Freddie Grant (Grundland) & Gerard Morrison |                                         |                          | 1949             |                  |                                   | |
| How It Lies, How It Lies, How It Lies!              | Paul Francis Webster                                                      | Sonny Burke                                                               |                                         |                          | 1949             |                  |                                   | |
| Hymne à l’amour                                     | Édith Piaf                                                                | Marguerite Monnot                                                         |                                         |                          | 1949             |                  |                                   | |
| I Didn’t Know the Gun Was Loaded                    | Hank Fort & Herb Leighton                                                 | Hank Fort & Herb Leighton                                                 |                                         |                          | 1949             |                  |                                   | |
| I Don’t See Me in Your Eyes Anymore                 | Bennie Benjamin & George David Weiss                                      | Bennie Benjamin & George David Weiss                                      |                                         |                          | 1949             |                  |                                   | |
| I Love You Because                                  | Leon Payne                                                                | Leon Payne                                                                |                                         |                          | 1949             |                  |                                   | |
| I Said My Pajamas                                   | Edward Pola & George Wyle                                                 | Edward Pola & George Wyle                                                 |                                         |                          | 1949             |                  |                                   | |
| I Yust Go Nuts At Christmas                         | Harry Stewart                                                             | Harry Stewart                                                             |                                         |                          | 1949             |                  |                                   | |
| If I Had a Hammer                                   | Lee Hays                                                                  | Pete Seeger                                                               | The Weavers                             | Hootenanny               | 1949             | Folk             |                                   | |
| I’ll Never Slip Around Again                        | Floyd Tillman                                                             | Floyd Tillman                                                             |                                         |                          | 1949             |                  |                                   | |
| I’m Gonna Wash That Man Right Outa My Hair          | Oscar Hammerstein II                                                      | Richard Rodgers                                                           |                                         |                          | 1949             |                  |                                   | Gesungen von Mary Martin im Musical South Pacific.                                                                                             |
| I’m So Lonesome I Could Cry                         | Hank Williams                                                             | Hank Williams                                                             | Hank Williams                           | MGM                      | 8. November 1949 | Country          | Moanin’ The Blues                 | |
| It’s a Great Feeling                                | Sammy Cahn                                                                | Jule Styne                                                                |                                         |                          | 1949             |                  |                                   | Gesungen von Doris Day im Film It’s a Great Feeling.                                                                                           |
| It’s So Nice to Have a Man Around The House         | John Elliot                                                               | Harold Spina                                                              |                                         |                          | 1949             |                  |                                   | |
| Just One Way to Say I Love You                      | Irving Berlin                                                             | Irving Berlin                                                             |                                         |                          | 1949             |                  |                                   | Gesungen von Eddie Albert und Allyn Ann McLerie im Musical Miss Liberty.                                                                       |
| Kleine weiße Friedenstaube                          | Erika Schirmer                                                            | Erika Schirmer                                                            |                                         |                          | 1949             |                  |                                   | DDR-Kinderlied |
| La múcura                                           | Antonio „Toño“ Fuentes                                                    | Crescencio Salcedo                                                        | Trovadores de Barú con el Trio Nacional |                          | 1949             |                  |                                   | |
| La Seine                                            | Geoffrey Parsons                                                          | Berkeley Fase                                                             |                                         |                          | 1949             |                  |                                   | |
| Lavender Blue                                       | Larry Morey                                                               | Eliot Daniel                                                              |                                         |                          | 1949             | Folk             |                                   | Basiert auf einem englischen Folksong und wird als Disney-Filmsong veröffentlicht.                                                             |
| Let’s Take An Old Fashioned Walk                    | Irving Berlin                                                             | Irving Berlin                                                             |                                         |                          | 1949             |                  |                                   | Gesungen von Eddie Albert und Allyn Ann McLerie im Musical Miss Liberty.                                                                       |
| Mambo No. 5                                         | Pérez Prado                                                               | Pérez Prado                                                               |                                         |                          | 1949             | Jive, Mambo, Pop |                                   | |
| Maybe It’s Because                                  | Harry Ruby                                                                | Johnnie Scott                                                             |                                         |                          | 1949             |                  |                                   | |
| Melodie d’Amour                                     | Leo Johns (Eng)                                                           | Henri Salvador                                                            |                                         |                          | 1949             |                  |                                   | |
| Mule Train                                          | Johnny Lange, Hy Heath & Fred Glickman                                    | Johnny Lange, Hy Heath & Fred Glickman                                    | Tennessee Ernie Ford                    | Capitol                  | November 1949    | Country, Folk    | Sixteen Tons                      | Das Lied erhält 1951 eine Oscar-Nominierung in der Kategorie Bester Song                                                                       |
| Music! Music! Music!                                | Stephen Weiss & Bernie Baum                                               | Stephen Weiss & Bernie Baum                                               |                                         |                          | 1949             |                  |                                   | |
| My Bolero                                           | Kennedy, Simon                                                            | Kennedy, Simon                                                            |                                         |                          | 1949             |                  |                                   | |
| My Foolish Heart                                    | Ned Washington                                                            | Victor Young                                                              |                                         |                          | 1949             | Jazz             |                                   | Jazzstandard, Gesungen von Susan Hayward im Film My Foolish Heart, für einen Oscar als „bester Filmsong“ 1950 nominiert                        |
| My One and Only Highland Fling                      | Ira Gershwin                                                              | Harry Warren                                                              |                                         |                          | 1949             |                  |                                   | Gesungen von Fred Astaire und Ginger Rogers im Film The Barkleys of Broadway                                                                   |
| Nobody’s Child                                      | Cy Coben / Mel Foree                                                      | Cy Coben / Mel Foree                                                      | Hank Snow                               |                          | 1949             | Pop              |                                   | |
| Now That I Need You                                 | Frank Loesser                                                             | Frank Loesser                                                             |                                         |                          | 1949             |                  |                                   | Gesungen von Betty Hutton im Film Red, Hot and Blue.                                                                                           |
| Paloma Querida                                      | José Alfredo Jiménez                                                      | José Alfredo Jiménez                                                      |                                         |                          | 1949             |                  |                                   | |
| Paris Wakes up and Smiles                           | Irving Berlin                                                             | Irving Berlin                                                             |                                         |                          | 1949             |                  |                                   | Gesungen von Johnny V. R. Thompson und Allyn Ann McLerie im Musical Miss Liberty.                                                              |
| Peter Cottontail                                    | Jack Rollins & Steve Nelson                                               | Jack Rollins & Steve Nelson                                               |                                         |                          | 1949             |                  |                                   | |
| Pigalle                                             | Georges Konyn, Charles Newman & Georges Ulmer                             | Georges Konyn, Charles Newman & Georges Ulmer                             |                                         |                          | 1949             |                  |                                   | |
| Portrait of Jennie                                  | Gordon Burge                                                              | J. Russell Robinson                                                       |                                         |                          | 1949             |                  |                                   | |
| Put Your Shoes on, Lucy                             | Hank Fort                                                                 | Hank Fort                                                                 |                                         |                          | 1949             |                  |                                   | |
| Quicksilver                                         | Irving Taylor, George Wyle & Edward Pola                                  | Irving Taylor, George Wyle & Edward Pola                                  |                                         |                          | 1949             |                  |                                   | |
| Rag Mop                                             | Johnnie Lee Wills & Deacon Anderson                                       | Johnnie Lee Wills & Deacon Anderson                                       |                                         |                          | 1949             |                  |                                   | |
| Release Me                                          | Eddie Miller & Robert Yount                                               | Eddie Miller & Robert Yount                                               | Eddie Miller                            | Four Star Records        | 1949             | Pop              |                                   | |
| Room Full Of Roses                                  | Tim Spencer                                                               | Tim Spencer                                                               |                                         |                          | 1949             |                  |                                   | |
| Rudolph, the Red Nosed Reindeer                     | Johnny Marks                                                              | Johnny Marks                                                              | Gene Autry                              | Columbia                 | September 1949   | Country, Jazz    |                                   | Auf einem Malbuch für Kinder basierendes Weihnachtslied.                                                                                       |
| Saaremaa-Walzer                                     | Raimond Valgre                                                            | Raimond Valgre                                                            |                                         |                          | 1949             | Schlager         |                                   | Bis heute einer der bekanntesten und erfolgreichsten Schlager in Estland.                                                                      |
| Saturday Night Fish Fry                             | Louis Jordan, Ellis Walsh & Al Carters                                    | Louis Jordan, Ellis Walsh & Al Carters                                    | Louis Jordan and his Tympany Five       | Decca                    | 8. Oktober 1949  | Rhythm and Blues |                                   | |
| Scarlet Ribbons                                     | Jack Segal                                                                | Evelyn Danzig                                                             |                                         |                          | 1949             |                  |                                   | |
| Sentimental Me w.m.                                 | James T. Morehead & James Cassin                                          | James T. Morehead & James Cassin                                          |                                         |                          | 1949             |                  |                                   | |
| Sing Soft, Sing Sweet, Sing Gentle                  | Jimmy Durante & Jack Barnett                                              | Jimmy Durante & Jack Barnett                                              |                                         |                          | 1949             |                  |                                   | |
| Slippin’ Around                                     | Floyd Tillman                                                             | Floyd Tillman                                                             |                                         |                          | 1949             |                  |                                   | |
| Some Day My Heart Will Awake                        | Christopher Hassall                                                       | Ivor Novello                                                              |                                         |                          | 1949             |                  |                                   | Gesungen von Vanessa Lee im Musical King’s Rhapsody.                                                                                           |
| Some Enchanted Evening                              | Oscar Hammerstein II                                                      | Richard Rodgers                                                           |                                         |                          | 1949             |                  |                                   | Gesungen von Ezio Pinza im Musical South Pacific, Giorgio Tozzi synchronisierte für Rossano Brazzi im Film                                     |
| Sunshine Cake                                       | Johnny Burke                                                              | Jimmy Van Heusen                                                          |                                         |                          | 1949             |                  |                                   | |
| Swamp Girl                                          | Michael Brown                                                             | Michael Brown                                                             |                                         |                          | 1949             |                  |                                   | |
| That Lucky Old Sun                                  | Haven Gillespie                                                           | Beasley Smith                                                             |                                         |                          | 1949             |                  |                                   | |
| The Fat Man                                         | Antoine Domino                                                            | Dave Bartholomew                                                          | Fats Domino                             | Imperial                 | Dezember 1949    | Rhythm and Blues | Rock and Rollin’ with Fats Domino | |
| The Four Winds And The Seven Seas                   | Hal David                                                                 | Don Rodney                                                                |                                         |                          | 1949             |                  |                                   | |
| The Horse Told Me                                   | Johnny Burke                                                              | Jimmy Van Heusen                                                          |                                         |                          | 1949             |                  |                                   | Gesungen von Bing Crosby im Film Riding High.                                                                                                  |
| The Hot Canary                                      |                                                                           | Paul Nero                                                                 |                                         |                          | 1949             |                  |                                   | |
| The Hucklebuck                                      | Roy Alfred                                                                | Andy Gibson                                                               |                                         |                          | 1949             |                  |                                   | |
| The Old Master Painter                              | Haven Gillespie                                                           | Beasley Smith                                                             |                                         |                          | 1949             |                  |                                   | |
| The Right Girl for Me                               | Betty Comden & Adolph Green                                               | Roger Edens                                                               |                                         |                          | 1949             |                  |                                   | Gesungen von Frank Sinatra im Film Take Me Out to the Ball Game.                                                                               |
| The River Seine                                     | Allan Roberts & Alan Holt (Eng)                                           | Guy La Forge                                                              |                                         |                          | 1949             |                  |                                   | |
| The Wedding Of Lili Marlene                         | Tommie Connor & Johnny Reine                                              | Tommie Connor & Johnny Reine                                              |                                         |                          | 1949             |                  |                                   | |
| There Is Nothin’ Like a Dame                        | Oscar Hammerstein II                                                      | Richard Rodgers                                                           |                                         |                          | 1949             |                  |                                   | Aus dem Musical South Pacific. |
| Third Man Theme                                     |                                                                           | Anton Karas                                                               |                                         | Decca (UK) / London (US) | Dezember 1949    |                  |                                   | Gespielt von Anton Karas im Soundtrack des Films The Third Man. Auch bekannt als Harry Lime Theme.                                             |
| This Nearly Was Mine                                | Oscar Hammerstein II                                                      | Richard Rodgers                                                           |                                         |                          | 1949             |                  |                                   | Gesungen von Ezio Pinza im Musical South Pacific. Giorgio Tozzi synchronisierte für Rossano Brazzi im Film.                                    |
| Through a Long and Sleepless Night                  | Mack Gordon                                                               | Alfred Newman                                                             | Eileen Wilson und Ken Darby             |                          | 1949             | Filmmusik        |                                   | Lied aus dem Soundtrack des Films …und der Himmel lacht dazu, Oscarnominierung 1950 als „Bester Song“                                          |
| Too-Whit! Too-Whoo!                                 | Billy Reid                                                                | Billy Reid                                                                |                                         |                          | 1949             |                  |                                   | |
| Twenty-Four Hours of Sunshine                       | Carl Sigman                                                               | Peter De Rose                                                             |                                         |                          | 1949             |                  |                                   | |
| Up Above My Head                                    | Sister Rosetta Tharpe                                                     | Sister Rosetta Tharpe                                                     |                                         |                          | 1949             |                  |                                   | |
| Wer soll das bezahlen?                              | Kurt Feltz                                                                | Jupp Schmitz                                                              |                                         |                          | 1949             |                  |                                   | Karnevalslied |
| When the Wind Was Green                             | Don Hunt                                                                  | Don Hunt                                                                  |                                         |                          | 1949             |                  |                                   | |
| You Can Have Him                                    | Irving Berlin                                                             | Irving Berlin                                                             |                                         |                          | 1949             |                  |                                   | Aus dem Musical Miss Liberty. |
| Younger Than Springtime                             | Oscar Hammerstein II                                                      | Richard Rodgers                                                           |                                         |                          | 1949             |                  |                                   | Gesungen von William Tabbert im Musical South Pacific.                                                                                         |
| You’ve Got to Be Carefully Taught                   | Oscar Hammerstein II                                                      | Richard Rodgers                                                           |                                         |                          | 1949             |                  |                                   | Gesungen von William Tabbert im Musical South Pacific.                                                                                         |

### Alben
| Album                                   | Interpret                            | Label            | Veröffentlichung | Genre | Weitere Informationen                                          |
| --------------------------------------- | ------------------------------------ | ---------------- | ---------------- | ----- | -------------------------------------------------------------- |
| Bob Wilber And His Jazz Band (Volume 1) | Bob Wilber                           | Circle Records   | 1949             |       |                                                                |
| Frankie Laine Favorites                 | Frankie Laine                        | Mercury Records  | 1949             |       |                                                                |
| Jerome Kern Songs                       | Bing Crosby                          | Decca Records    | 1949             |       |                                                                |
| Jolson Sings Again                      | Al Jolson                            | Decca Records    | 1949             |       |                                                                |
| Liberian Suite                          | Duke Ellington                       | Columbia Records | 1949             |       |                                                                |
| The Bird Returns                        | Charlie Parker                       | Savoy Records    | 1949             | Jazz  |                                                                |
| The Jazz Scene                          | Kompilation (Hrsg. von Norman Granz) | Mercury Records  | 1949             | Jazz  |                                                                |
| The King Cole Trio                      | Nat King Cole                        | Capitol Records  | 1949             | Jazz  | Albumreihe des King Cole Trio, Volume 4 in 1949 veröffentlicht |
| You’re My Thrill                        | Doris Day                            | Columbia Records | 1949             |       |                                                                |

## Musiktheater

### Musical (Auswahl)
| Datum Uraufführung / Wiederaufnahme | Musical                  | Komponist                          | Buch und Liedtexte                                              | Theater               | Ort           | Weitere Informationen                                                                           |
| ----------------------------------- | ------------------------ | ---------------------------------- | --------------------------------------------------------------- | --------------------- | ------------- | ----------------------------------------------------------------------------------------------- |
| 07. April                           | South Pacific            | Richard Rodgers                    | Oscar Hammerstein II                                            | Majestic Theatre      | New York City | Broadway-Produktion mit 1925 Vorstellungen                                                      |
| 14. April                           | Brigadoon                | Frederick Loewe                    | Alan Jay Lerner                                                 | His Majesty’s Theatre | London        | Produktion in London mit 685 Vorstellungen                                                      |
| 22. Juni                            | Her Excellency           | Manning Sherwin und Harold Purcell | Archie Menzies und Max Kester                                   | London Hippodrome     | London        | Produktion in London mit 252 Vorstellungen. Mit Cicely Courtneidge                              |
| 30. Juni                            | Belinda Fair             | Jack Strachey                      | Eric Maschwitz & Gilbert Lennox                                 | Strand Theatre        | London        | Produktion in London mit 131 Vorstellungen. Mit Adele Dixon                                     |
| 15. Juli                            | Miss Liberty             | Irving Berlin                      | Robert E. Sherwood                                              | Imperial Theatre      | New York City | Broadway-Produktion mit 308 Vorstellungen. Mit Eddie Albert, Allyn Ann McLerie und Mary McCarty |
| 15. September                       | King’s Rhapsody          | Ivor Novello                       | Christopher Hassall                                             | Palace Theatre        | London        | Produktion in London mit 838 Vorstellungen                                                      |
| 30. Oktober                         | Lost in the Stars        | Kurt Weill                         | Maxwell Anderson                                                | Music Box Theatre     | New York City | Broadway-Produktion mit 273 Vorstellungen                                                       |
| 08. Dezember                        | Gentlemen Prefer Blondes | Jule Styne                         | Joseph Fields und Anita Loos (Buch) sowie Leo Robin (Liedtexte) | Ziegfeld Theatre      | New York City | Broadway-Produktion mit 740 Vorstellungen                                                       |

### Oper und Operette (Auswahl)
| Datum der Uraufführung | Oper                                   | Komponist           | Libretto                                                                       | Opernhaus                    | Ort           |
| ---------------------- | -------------------------------------- | ------------------- | ------------------------------------------------------------------------------ | ---------------------------- | ------------- |
| 29. Januar             | Puck                                   | Marcel Delannoy     | André Boll nach A Midsummer Night’s Dream von William Shakespeare              | Opéra national du Rhin       | Straßburg     |
| 31. März               | Troubled Island                        | William Grant Still | Langston Hughes und Verna Arvey                                                | New York City Opera          | New York City |
| 30. April              | Il Dottor Antonio                      | Franco Alfano       |                                                                                | Teatro dell’Opera            | Rom           |
| 07. Mai                | Das Wundertheater                      | Hans Werner Henze   |                                                                                | Theater der Stadt Heidelberg | Heidelberg    |
| 14. Juni               | Let’s Make an Opera (The Little Sweep) | Benjamin Britten    | Eric Crozier                                                                   | Jubilee Hall                 | Aldeburgh     |
| 25. Juni               | Das verzauberte Ich                    | Ottmar Gerster      |                                                                                |                              | Wuppertal     |
| 09. August             | Antigonae                              | Carl Orff           | Sophokles in der Übersetzung von Friedrich Hölderlin                           | Felsenreitschule             | Salzburg      |
| 08. September          | Abschiedswalzer                        | Ludwig Schmidseder  | Hubert Marischka und Rudolf Österreicher                                       | Wiener Bürgertheater         | Wien          |
| 29. September          | The Olympians                          | Arthur Bliss        | J. B. Priestley                                                                | Royal Opera House            | London        |
| 29. Oktober            | Die wundersame Schustersfrau           | Juan José Castro    |                                                                                |                              | Montevideo    |
| 31. Oktober            | Regina                                 | Marc Blitzstein     | Marc Blitzstein auf Basis des Schauspiels The Little Foxes von Lillian Hellman | 46th Street Theatre          | New York City |
| 01. Dezember           | Il prigioniero                         | Luigi Dallapiccola  | Luigi Dallapiccola                                                             |                              | Turin         |
| 10. Dezember           | Krútňava                               | Eugen Suchoň        | Eugen Suchoň und Štefan Hoza                                                   | Slowakisches Nationaltheater | Bratislava    |
|                        | Il dottor Antonio (opera)              | Franco Alfano       | Mario Ghisalberti                                                              |                              |               |

## Klassische Musik

### Premieren (Auswahl)
| Datum der Uraufführung | Komponist                             | Komposition                                                                                  | Ort                          |
| ---------------------- | ------------------------------------- | -------------------------------------------------------------------------------------------- | ---------------------------- |
| 02. Januar             | Frederick Delius                      | Summer Evening; Winter Night; Spring Morning (1890)                                          | London                       |
| 04. Januar             | Darius Milhaud                        | Kentuckiana (1948)                                                                           | Louisville                   |
| 05. Januar             | Henry Cowell                          | Sinfonie Nr. 5 (1948)                                                                        | Washington, D.C.             |
| 23. Januar             | George Enescu                         | Konzertouvertüre sur des thèmes dans le caractère populaire roumain A-Dur op. 32 (1948)      | Washington, D.C.             |
| 23. Januar             | Herbert Howells                       | Music for a Prince (1948)                                                                    | London                       |
| 24. Januar             | Alexandre Tansman                     | Musique pour cordes, „Quatuor n° 7“, für Streichquartett und Streichorchester (1947)         | Barcelona                    |
| 26. Januar             | Edmund Rubbra                         | 5. Sinfonie B-Dur op. 63 (1947)                                                              | London                       |
| 03. Februar            | Gian Francesco Malipiero              | Mondi celesti (1947)                                                                         | Capri                        |
| 06. Februar            | Hans Werner Henze                     | Chor gefangener Trojer (1948)                                                                | Bielefeld                    |
| 09. Februar            | Gottfried von Einem                   | Orchestersuite aus Dantons Tod                                                               | Baden-Baden                  |
| 11. Februar            | Gian Francesco Malipiero              | Sinfonia degli archi (Sinfonie Nr. 6 für Streicher)                                          | Basel                        |
| 12. Februar            | Darius Milhaud                        | Concerto pour Marimbaphone, Vibraphone et Orchestre, Op. 278                                 | St. Louis                    |
| 26. Februar            | William Schuman                       | Sinfonie Nr. 6                                                                               | Dallas                       |
| 27. Februar            | Elliott Carter                        | Woodwind Quintet                                                                             | New York City                |
| 27. Februar            | Michail Iwanowitsch Glinka            | Streichquartett (1824)                                                                       | Moskau                       |
| 02. März               | Giorgio Federico Ghedini              | Concerto funebre in memoria di Duccio Galimberti (1948)                                      | Rom                          |
| 05. März               | Nikolai Jakowlewitsch Mjaskowski      | Cellosonate Nr. 2                                                                            | Moskau                       |
| 18. März               | Peter Mennin                          | The Cycle (Sinfonie Nr. 4)                                                                   | New York City                |
| 24. März               | Gösta Nystroem                        | Sinfonia del mare (Sinfonie Nr. 3) (1948)                                                    | Göteborg                     |
| 03. April              | Marcel Landowski                      | Jean de la Peur (Sinfonie Nr. 1)                                                             | Paris                        |
| 05. April              | Roy Harris                            | Kentucky Spring                                                                              | Louisville                   |
| 08. April              | Leonard Bernstein                     | The Age of Anxiety (2. Sinfonie)                                                             | Boston                       |
| 29. April              | Maurice Ohana                         | La venta encantada (1940)                                                                    | Paris                        |
| 06. Mai                | Arthur Honegger                       | Concerto da camera                                                                           | Zürich                       |
| 13. Mai                | Andrzej Panufnik                      | Sinfonia rustica (Sinfonie Nr. 1) (1948)                                                     | Warschau                     |
| 15. Mai                | Paul Hindemith                        | Konzert für Holzbläser, Harfe und Orchester                                                  | New York City                |
| 15. Mai                | Randall Thompson                      | Sinfonie Nr. 3                                                                               | New York City                |
| 18. Mai                | Francis Poulenc                       | Sonate für Violoncello und Klavier op. 143 (1948)                                            | Paris                        |
| 22. Mai                | Norman Dello Joio                     | Concertante for Clarinet and Orchestra                                                       | Chautauqua                   |
| 27. Mai                | Mátyás Seiber                         | Ulysses                                                                                      | London                       |
| 09. Juni               | André Jolivet                         | Étude sur les modes antiques (1944)                                                          | Paris                        |
| 17. Juni               | Hans Werner Henze                     | Variationen (1948) für Klavier                                                               | Frankfurt                    |
| 26. Juni               | Hans Werner Henze                     | Apollo et Hyazinthus. Improvisationen für Cembalo, Altstimme und 8 Soloinstrumente (1948/49) | Frankfurt                    |
| 27. Juni               | Alan Bush                             | Nottingham Symphony (Sinfonie Nr. 2)                                                         | Nottingham                   |
| 09. Juli               | Benjamin Britten                      | Spring Symphony für Sopran, Alt, Tenor, gem. Chor und Knabenchor op. 44                      | Amsterdam (Holland Festival) |
| 09. Juli               | Klaus Egge                            | Sinfonia giocosa (Sinfonie Nr. 2) (1947)                                                     | Oslo                         |
| 25. Juli               | Bernd Alois Zimmermann                | Konzert für Streicher                                                                        | Köln                         |
| 13. September          | Arnold Schönberg                      | Phantasy for Violin with Piano Accompaniment op. 47                                          | Los Angeles                  |
| 26. September          | Hans Werner Henze                     | Ballett-Variationen                                                                          | Düsseldorf                   |
| 08. Oktober            | Galina Iwanowna Ustwolskaja           | Der Traum des Stepan Rasin                                                                   | Leningrad                    |
| 24. Oktober            | Alberto Ginastera                     | Streichquartett Nr. 1 op. 20 (1948)                                                          | Buenos Aires                 |
| 28. Oktober            | Giacinto Scelsi                       | La nascita del Verbo                                                                         | Paris                        |
| 29. Oktober            | Alberto Ginastera                     | Ollantay (1947)                                                                              | Buenos Aires                 |
| 09. November           | Witold Lutosławski                    | Ouvertüre für Streicher                                                                      | Prag                         |
| 20. November           | Bohuslav Martinů                      | Klavierkonzert Nr. 3 H 316                                                                   | Dallas                       |
| 30. November           | Mieczysław Weinberg                   | Rhapsodie über moldawische Themen, op. 47/1                                                  | Moskau                       |
| 01. Dezember           | Hans Werner Henze                     | 2. Sinfonie für großes Orchester                                                             | Stuttgart                    |
| 02. Dezember           | Béla Bartók                           | Bratschenkonzert (1945)                                                                      | Minneapolis                  |
| 02. Dezember           | Olivier Messiaen                      | Turangalîla-Sinfonie für Klavier, Ondes Martenot und Orchester (1948)                        | Boston                       |
| 09. Dezember           | Samuel Barber                         | Klaviersonate op. 26 in es-Moll                                                              | Havanna                      |
| 10. Dezember           | Bernd Alois Zimmermann                | Symphonische Variationen und Fuge über In dulci jubilo                                       | Koblenz                      |
| 11. Dezember           | André Jolivet                         | Symphonische Suite aus Guignol et Pandore (1943)                                             | Paris                        |
| 11. Dezember           | Dmitri Dmitrijewitsch Schostakowitsch | Das Lied von den Wäldern. Oratorium op. 81                                                   | Leningrad                    |
| 19. Dezember           | Aaron Copland                         | Preamble for a Solemn Occasion                                                               | New York City                |

### Kompositionen (Auswahl)
- Malcolm Arnold – Symphonie Nr. 1, Op. 22
- Aaron Avshalomov – Symphonie Nr. 2
- Henk Badings – Symphonie Nr. 5
- Samuel Barber – Klaviersonate op. 26
- Leonard Bernstein – Prelude, Fugue and Riffs für Soloklarinette und Jazzensemble
- Marcel Bitsch – Six Esquisses symphoniques
- Pierre Boulez – Klaviersonate Nr. 1
- Havergal Brian – Sinfonie Nr. 8 in b-Moll
- Benjamin Britten – Spring Symphony[5]
- Max Butting – Sinfonie Nr. 7 op. 67
- Jani Christou – Phoenix Musik (für Orchester)
- George Crumb – Sonata for Violin and Piano
- André Jolivet – Flötenkonzert
- Hans Werner Henze – Sinfonie Nr. 2
- Paul Hindemith
  - Sonate für Kontrabass und Klavier
  - Sinfonietta in E-Dur
- Vagn Holmboe
  - Streichquartett Nr. 2
  - Cantata Nr. 7
- Dmitri Borissowitsch Kabalewski – Violoncellokonzert Nr. 1 g-Moll op. 49 (1948–9)
- Wojciech Kilar – Suite für Piano
- Ernst Krenek – Sinfonie Nr. 5, op. 119
- Rued Langgaard – Sinfonie Nr. 15 Søstormen (Der Seesturm) nach Worten von Thøger Larsen mit Baritonsolo und Männerchor (1937/49)
- Olivier Messiaen – Neumes rythmiques und „Mode de valeurs et d’intensités“ für Piano
- Bruno Maderna – Composizione n.1
- Nikolai Jakowlewitsch Mjaskowski
  - 2. Violoncellosonate in a-Moll, Op. 81 (1948–9)
  - Klaviersonaten Nr. 7–9, Opp. 82–4
  - 27. Sinfonie in c-Moll, Op. 85
  - 13. Streichquartett in a-Moll, Op. 86
- Allan Pettersson – Konzert für Violine und Streichquartett
- Sergei Sergejewitsch Prokofjew – Sonate C-Dur für Violoncello und Klavier, Op. 119
- Othmar Schoeck – Vision, Op. 63 für Männerchor und Orchester
- Arnold Schönberg
  - Fünf Orchesterstücke
  - Phantasy for Violin with Piano Accompaniment, Op. 47
- Dmitri Dmitrijewitsch Schostakowitsch
  - Das Lied von den Wäldern. Oratorium op. 81
  - Streichquartett Nr. 4 D-Dur op. 83
- Kaikhosru Shapurji Sorabji – Sequentia cyclica super „Dies irae“
- Galina Iwanowna Ustwolskaja
  - 2. Klaviersonate
  - Trio für Klarinette, Violine und Klavier
- Fartein Valen – Sinfonie Nr. 4 op. 43
- Edgard Varèse – Dance for Burgess für Kammerorchester
- Heitor Villa-Lobos
  - Guia prático (Album n° 1–10) pièces en recueil für Klavier
  - Homenagem a Chopin für Klavier
- William Walton – Sonate für Violine und Piano (geschrieben für Yehudi Menuhin und Louis Kentner)
- Mieczysław Weinberg – Rhapsodie über moldawische Themen, op. 47/1
- Stefan Wolpe – Sonate für Violine und Piano

## Film und Fernsehen

### Filmmusik (Auswahl)
| Komponist           | Originaltitel               | deutscher Titel             | Besetzung                                                                            | Regie                 |
| ------------------- | --------------------------- | --------------------------- | ------------------------------------------------------------------------------------ | --------------------- |
| Richard Addinsell   | The Passionate Friends      | Die große Leidenschaft      | mit Ann Todd, Trevor Howard und Claude Rains in den Hauptrollen                      | David Lean            |
| Arthur Bliss        | Christopher Columbus        | Columbus                    | mit Fredric March, Florence Eldridge und Francis L. Sullivan in den Hauptrollen      | David MacDonald       |
| Aaron Copland       | The Heiress                 | Die Erbin                   | mit Olivia de Havilland und Montgomery Clift in den Hauptrollen                      | William Wyler         |
| Aaron Copland       | The Red Pony                | Gabilan, mein bester Freund | mit Myrna Loy und Robert Mitchum in den Hauptrollen                                  | Lewis Milestone       |
| Ernest Irving       | Kind Hearts and Coronets    | Adel verpflichtet           | mit Alec Guinness in der Hauptrolle                                                  | Robert Hamer          |
| Ernest Irving       | A Run for Your Money        | Kampf ums Geld              | mit Donald Houston und Meredith Edwards in den Hauptrollen                           | Charles Frend         |
| Ernest Irving       | Whisky Galore!              | Das Whisky-Schiff           | mit Basil Radford, Bruce Seton, Joan Greenwood und Gordon Jackson in den Hauptrollen | Alexander Mackendrick |
| Aram Chatschaturjan | Die Schlacht von Stalingrad |                             |                                                                                      |                       |

### Musikfilme (Auswahl)
| Originaltitel                               | deutscher Titel                                          | Besetzung | Regie                                       |
| ------------------------------------------- | -------------------------------------------------------- | --- | ------------------------------------------- |
| The Adventures of Ichabod and Mr. Toad      | Die Abenteuer von Ichabod und Taddäus Kröte              | Zeichentrickfilm | Clyde Geronimi, Jack Kinney und James Algar |
| The Barkleys of Broadway                    | Tänzer vom Broadway                                      | mit Fred Astaire und Ginger Rogers in den Hauptrollen, die hier u. a. zum Jazzstandard They Can’t Take That Away from Me tanzen                         | Charles Walters                             |
| A Connecticut Yankee in King Arthur’s Court | Ritter Hank, der Schrecken der Tafelrunde                | mit Bing Crosby, Rhonda Fleming, Cedric Hardwicke und William Bendix in den Hauptrollen                                                                 | Tay Garnett                                 |
| Dancing in the Dark                         | Dancing in the Dark                                      | mit William Powell, Mark Stevens und Betsy Drake | Irving Reis                                 |
| Everybody Does It                           | Wenn meine Frau das wüßte                                | mit Paul Douglas, Linda Darnell und Celeste Holm | Edmund Goulding                             |
| Holiday in Havana                           |                                                          | mit Desi Arnaz und Mary Hatcher in den Hauptrollen | Jean Yarbrough                              |
| In the Good Old Summertime                  | Damals im Sommer                                         | mit Judy Garland, Van Johnson, S. Z. Sakall und Buster Keaton in den Hauptrollen. Liza Minnelli hatte hier mit drei Jahren ihr Filmdebüt                | Robert Z. Leonard und Buster Keaton         |
| The Inspector General                       | Die sündige Stadt / Alternativtitel: Der falsche Revisor | mit Danny Kaye in der Hauptrolle | Henry Koster                                |
| It’s a Wonderful Day                        |                                                          | mit John Blythe, Dorothee Baroone in den Hauptrollen | Hal Wilson                                  |
| Look for the Silver Lining                  | Stern vom Broadway                                       | mit June Haver, Ray Bolger und Gordon MacRae in den Hauptrollen                                                                                         | David Butler                                |
| Make Believe Ballroom                       |                                                          | mit Jerome Courtland und Ruth Warrick in den Hauptrollen und mit dem King Cole Trio und Frankie Carle & His Orchestra.                                  | Joseph Santley                              |
| Make Mine Laughs                            |                                                          | mit Ray Bolger, Anne Shirley, Dennis Day, Joan Davis, Jack Haley, Leon Errol, Frances Langford in den Hauptrollen und mit Frankie Carle & his Orchestra | Richard Fleischer                           |
| Maytime in Mayfair                          |                                                          | mit Anna Neagle und Michael Wilding in den Hauptrollen                                                                                                  | Herbert Wilcox                              |
| Melody in the Dark                          |                                                          | mit Eunice Gayson in der Hauptrolle | Robert Jordan Hill                          |
| My Dream Is Yours                           | Mein Traum bist Du                                       | mit Jack Carson and Doris Day in den Hauptrollen und mit Bugs Bunny                                                                                     | Michael Curtiz                              |
| Neptune’s Daughter                          | Neptuns Tochter                                          | mit Esther Williams, Red Skelton, Ricardo Montalbán und Betty Garrett in den Hauptrollen                                                                | Eddie Buzzell                               |
| Oh, You Beautiful Doll                      | Der Schlagerkönig                                        | mit June Haver, Mark Stevens und S. Z. Sakall in den Hauptrollen                                                                                        | John M. Stahl                               |
| An Old-Fashioned Girl                       |                                                          | mit Gloria Jean und Jimmy Lydon in den Hauptrollen | Arthur Dreifuss                             |
| On the Town                                 | Heut’ gehn wir bummeln                                   | mit Gene Kelly, Frank Sinatra, Betty Garrett, Ann Miller, Jules Munshin und Vera-Ellen in den Hauptrollen                                               | Gene Kelly und Stanley Donen                |
| Red, Hot and Blue                           |                                                          | mit Betty Hutton, Victor Mature, William Demarest, June Havoc und Frank Loesser in den Hauptrollen                                                      | John Farrow                                 |
| Slightly French                             | Leicht französisch                                       | mit Dorothy Lamour und Don Ameche in den Hauptrollen | Douglas Sirk                                |
| Take Me Out to the Ball Game                | Spiel zu dritt                                           | mit Frank Sinatra, Gene Kelly, Betty Garrett, Esther Williams und Jules Munshin in den Hauptrollen                                                      | Busby Berkeley                              |
| That Midnight Kiss                          | Kuß um Mitternacht                                       | mit Kathryn Grayson, José Iturbi, Ethel Barrymore, Mario Lanza und Jules Munshin in den Hauptrollen                                                     | Norman Taurog                               |
| Top o’ the Morning                          | Diebstahl in Irland                                      | mit Bing Crosby, Ann Blyth, Barry Fitzgerald und Hume Cronyn in den Hauptrollen                                                                         | David Miller                                |
| Trottie True                                | Die Tingeltangelgräfin                                   | mit Jean Kent und Hugh Sinclair in den Hauptrollen | Brian Desmond Hurst                         |

## Geboren

### Januar
- 01. Januar: Paula Tsui, Sängerin und Schauspielerin aus Hong Kong
- 02. Januar: Nadia Cassini, italienische Schauspielerin und Sängerin († 2025)
- 02. Januar: Chick Churchill, britischer Bluesrock-Keyboarder (Ten Years After und Jaybirds)
- 04. Januar: Margaret Anne Marshall, schottische Sopranistin
- 05. Januar: Wilhelmenia Fernandez, US-amerikanische Opernsängerin († 2024)
- 06. Januar: Chris Laurence, britischer Kontrabassist
- 06. Januar: Stefan Soltész, österreichischer Dirigent und Intendant († 2022)
- 07. Januar: Peter Gläser alias Cäsar, deutscher Rockmusiker († 2008)
- 08. Januar: Bogdan Dowlasz, polnischer Akkordeonist, Musikpädagoge und Komponist († 2025)
- 08. Januar: Zoot Horn Rollo, US-amerikanischer Gitarrist

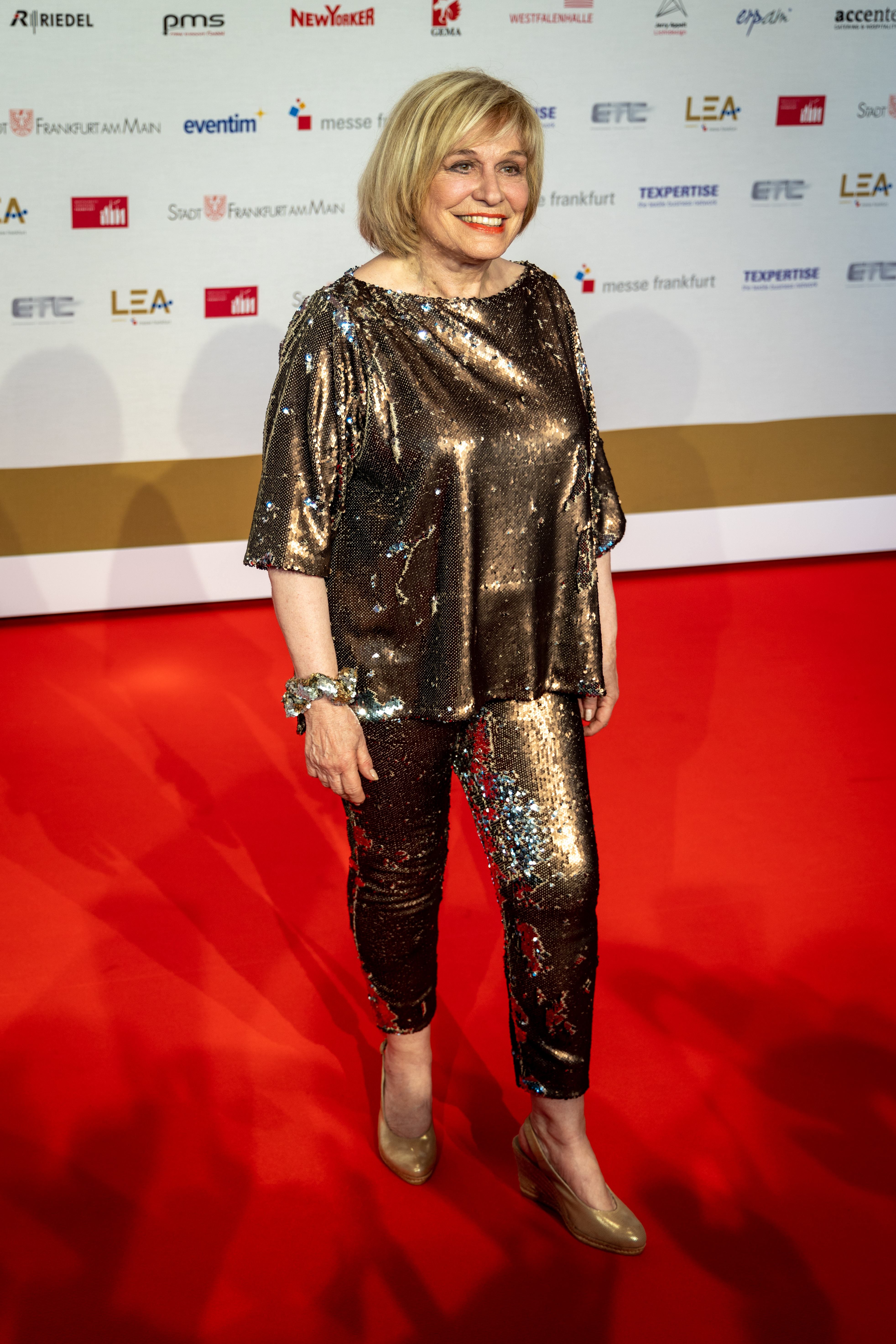
Mary Roos; * 9. Januar

- 09. Januar: Mary Roos, deutsche Schlagersängerin
- 11. Januar: Denny Greene, Doo-Wop-Sänger und Choreograf (Sha Na Na)
- 12. Januar: George Meyer-Goll, deutscher Schauspieler und Musiker († 2023)
- 14. Januar: Kurt Hauenstein, österreichischer Musiker († 2011)
- 15. Januar: George Brown, US-amerikanischer Keyboarder (Kool & the Gang)

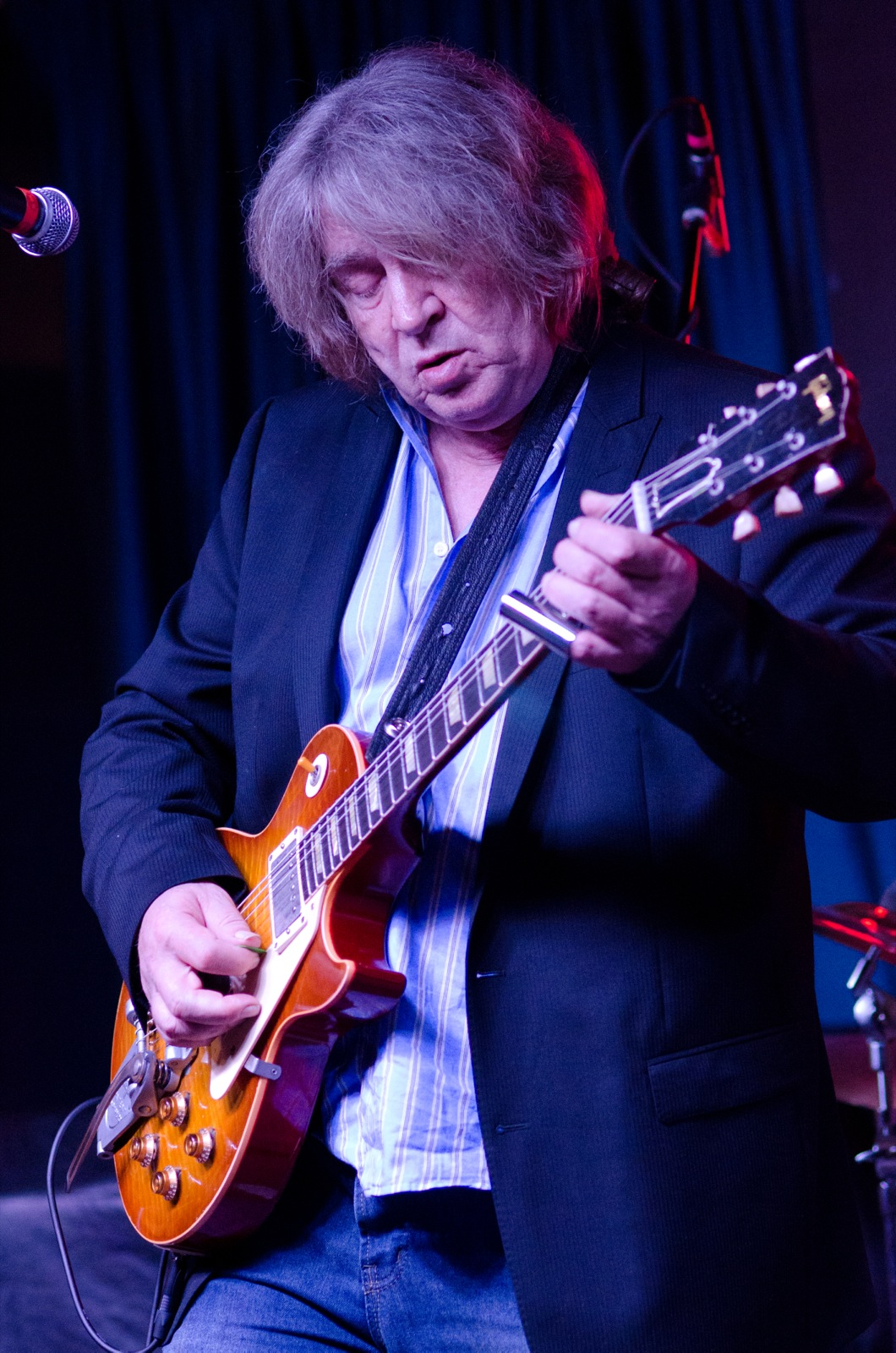
Mick Taylor; * 17. Januar

- 17. Januar: Mick Taylor, britischer Gitarrist (John Mayall’s Bluesbreakers, The Rolling Stones)
- 18. Januar: Håkon Banken, norwegischer Sänger († 2018)[8]
- 19. Januar: Ludwig Adam, österreichischer Musiker
- 19. Januar: Robert Palmer, britischer Musiker († 2003)
- 19. Januar: Khalil Shaheed, US-amerikanischer Musiker († 2012)
- 21. Januar: David Moss, US-amerikanischer Perkussionist, Vokalist, Improvisationsmusiker, Komponist und Organisator musikalischer Performanceprojekte
- 22. Januar: Joseph Hill, jamaikanischer Sänger, Gitarrist und Songschreiber († 2006)
- 22. Januar: Phil Miller, britischer Fusion- und Progressive-Rock-Gitarrist († 2017)
- 22. Januar: Steve Perry, US-amerikanischer Sänger (Journey)
- 22. Januar: Mike Westhues, amerikanisch-finnischer Singer-Songwriter und Gitarrist († 2013)
- 24. Januar: John Belushi, US-amerikanischer Sänger und Schauspieler († 1982)
- 24. Januar: Hellmuth Vivell, deutscher Pianist und Komponist
- 25. Januar: Paul Murphy, US-amerikanischer Jazz-Schlagzeuger
- 27. Januar: Djavan, brasilianischer Musiker
- 29. Januar: Stefan Diestelmann, deutscher Bluesmusiker († 2007)
- 29. Januar: Matthias Kaul, deutscher Perkussionist und Komponist († 2020)
- 29. Januar: Vincent Klink, deutscher Koch, Autor, Fernsehkoch, Musiker und Herausgeber und Verleger von kulinarischer Literatur

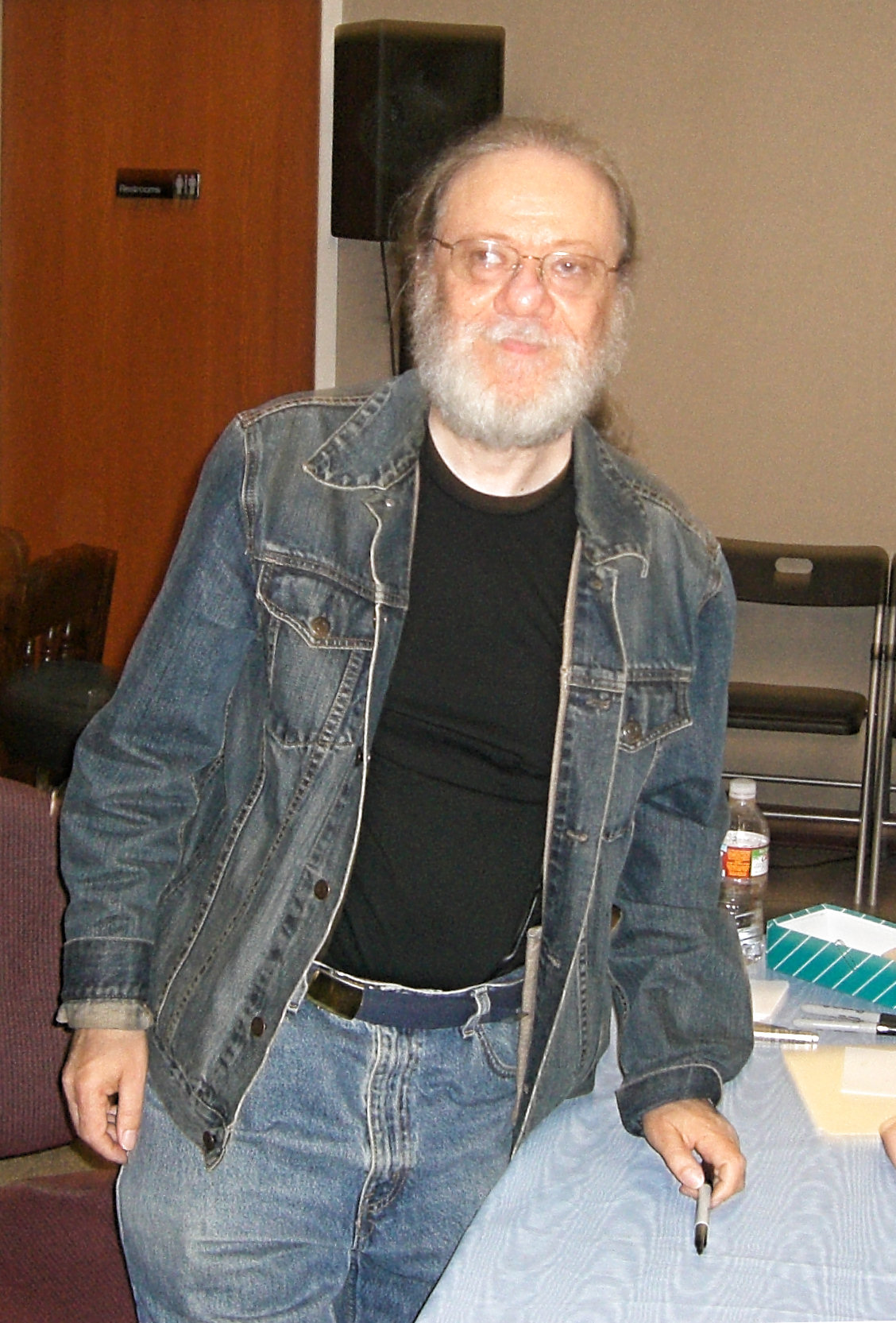
Tommy Ramone; * 29. Januar

- 29. Januar: Tommy Ramone, US-amerikanischer Musiker († 2014)

### Februar
- 03. Februar: Oscar Benton, niederländischer Sänger († 2020)
- 03. Februar: Arthur Kane, US-amerikanischer Musiker (New York Dolls) († 2004)
- 06. Februar: Mike Batt, britischer Musiker und Komponist
- 06. Februar: Reinhard Fißler, deutscher Rocksänger und Gitarrist († 2016)
- 07. Februar: Rachel Galinne, israelische Komponistin
- 07. Februar: Joe English, US-amerikanischer Schlagzeuger (Wings und Sea Level)
- 07. Februar: Alan Lancaster, britischer Bassist, Sänger und Gründungsmitglied der Rockgruppe Status Quo († 2021)
- 10. Februar: Jim Corcoran, kanadischer Singer-Songwriter und Gitarrist
- 10. Februar: Nigel Olsson, britischer Schlagzeuger
- 11. Februar: Ernst Kahl, deutscher Cartoonist, Maler, Sänger, Filmemacher († 2025)
- 11. Februar: George Winston, US-amerikanischer Pianist, Komponist und Arrangeur († 2023)
- 12. Februar: Stanley Knight, US-amerikanischer Gitarrist (Black Oak Arkansas)
- 12. Februar: Joaquín Sabina, spanischer Sänger und Liedermacher
- 13. Februar: Judy Dyble, britische Folkrocksängerin († 2020)
- 15. Februar: Dan Ar Braz, französischer Singer-Songwriter und Gitarrist
- 15. Februar: Hans Graf, österreichischer Dirigent
- 15. Februar: Anneli Saaristo, finnische Sängerin
- 16. Februar: Michel Herr, belgischer Jazzpianist, Komponist und Arrangeur
- 16. Februar: Lyn Paul, britische Sängerin und Schauspielerin (The New Seekers)
- 17. Februar: Doyle Bramhall, US-amerikanischer Bluesrockgitarrist, -sänger und -schlagzeuger († 2011)
- 17. Februar: Coco Briaval, französischer Jazzmusiker (Gitarre, Komposition)
- 17. Februar: Fred Frith, britischer Komponist, Improvisator und Hochschullehrer
- 17. Februar: Ady Zehnpfennig, deutscher Musiker
- 18. Februar: Justo Almario, kolumbianischer Flötist und Saxophonist
- 19. Februar: Eddie Hardin, britischer Rockmusiker († 2015)
- 20. Februar: Stefan Waggershausen, deutscher Sänger, Komponist und Autor
- 21. Februar: Jerry Harrison, US-amerikanischer Keyboarder und Gitarrist (Talking Heads)

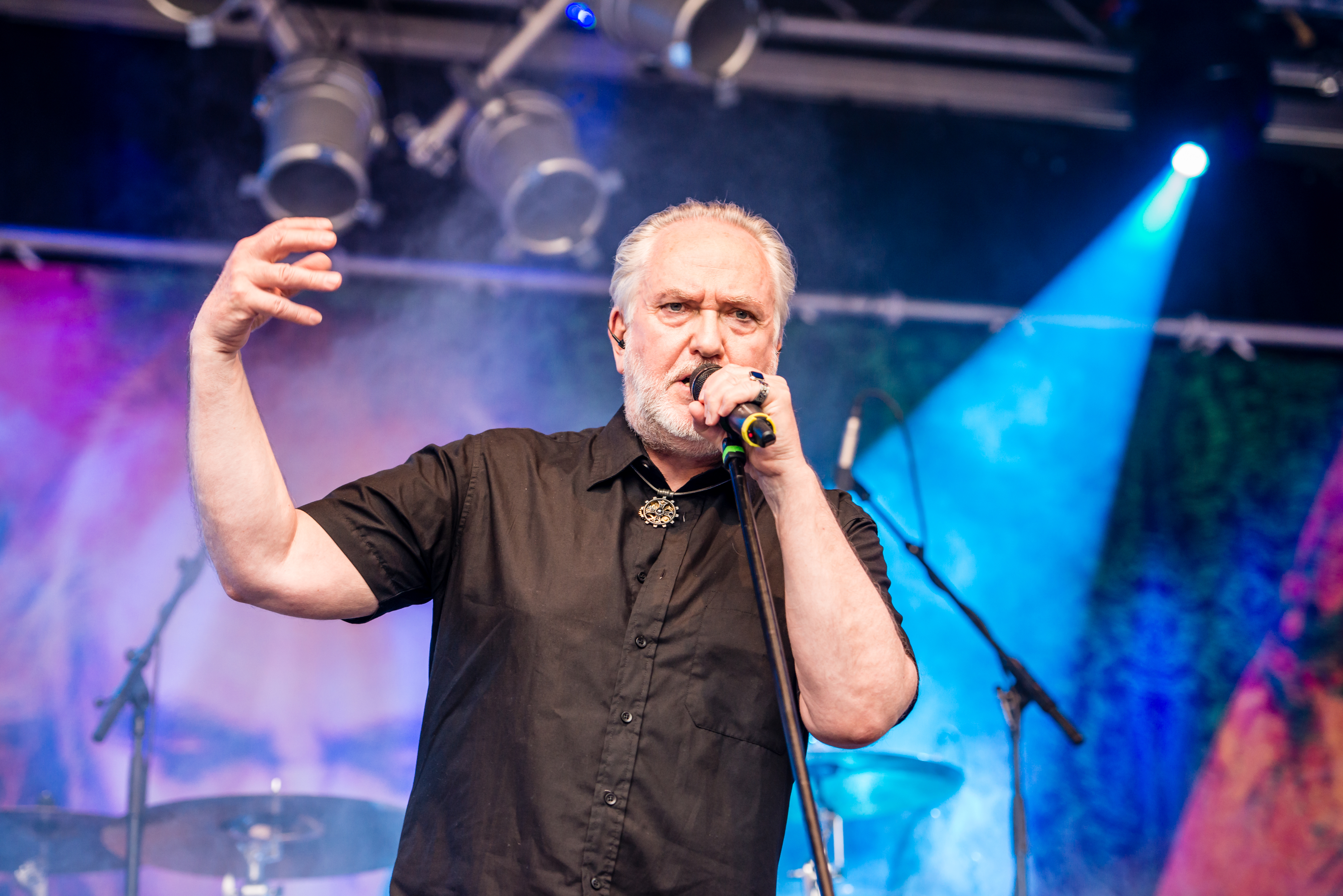
Joachim Witt; * 22. Februar

- 22. Februar: Joachim Witt, deutscher Musiker
- 24. Februar: Ulrik Remy, deutscher Schriftsteller, Komponist und Liedermacher († 2024)
- 24. Februar: Walentina Iwanowna Starikowa, sowjetische bzw. russische Pianistin und Hochschullehrerin
- 25. Februar: Esmeray, türkische Sängerin († 2002)
- 25. Februar: Ireen Sheer, deutsch-britische Schlagersängerin

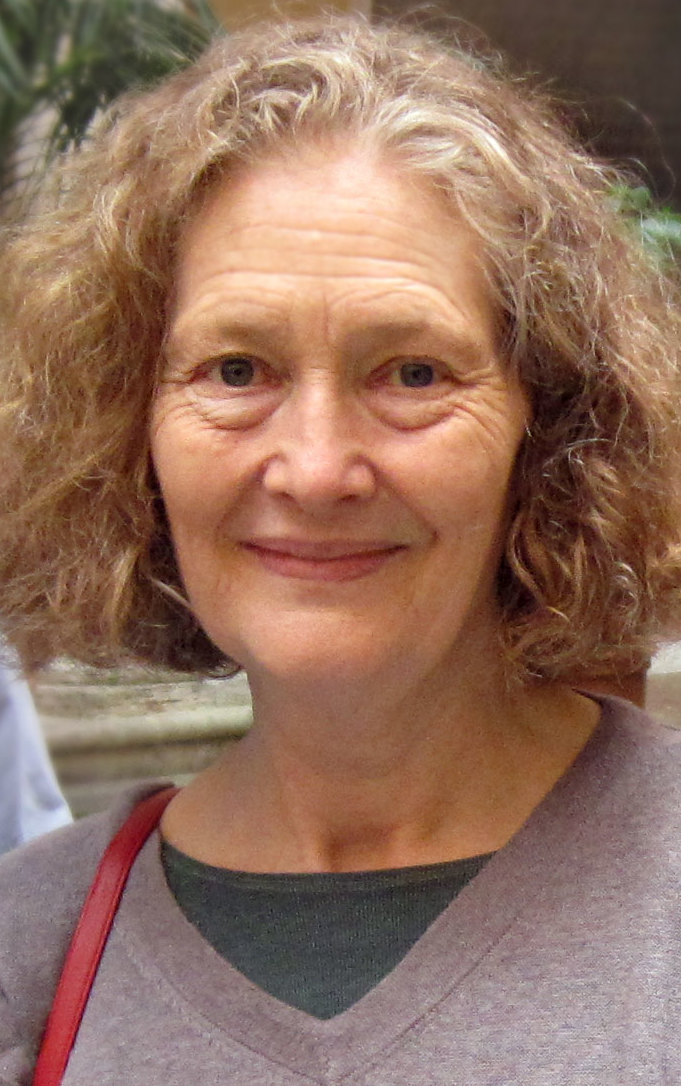
Emma Kirkby; * 26. Februar

- 26. Februar: Emma Kirkby, britische Sopranistin
- 26. Februar: Bruno Strobl, österreichischer Komponist und Dirigent

### März
- 02. März: Alain Chamfort, französischer Sänger, Komponist und Schauspieler
- 03. März: Roberta Alexander, US-amerikanische Sopranistin
- 06. März: Mariko Takahashi, japanische Sängerin
- 08. März: Antonello Venditti, italienischer Liedermacher
- 08. März: Barthold Kuijken, belgischer Flötist und Dirigent
- 09. März: Kalevi Aho, finnischer Komponist
- 10. März: Michael Udow, US-amerikanischer Perkussionist, Komponist und Musikpädagoge
- 12. März: Bill Payne, US-amerikanischer Rockpianist und -keyboarder
- 13. März: Donald York, US-amerikanischer Sänger (Sha Na Na)
- 14. März: Dennis Báthory-Kitsz, US-amerikanischer Komponist

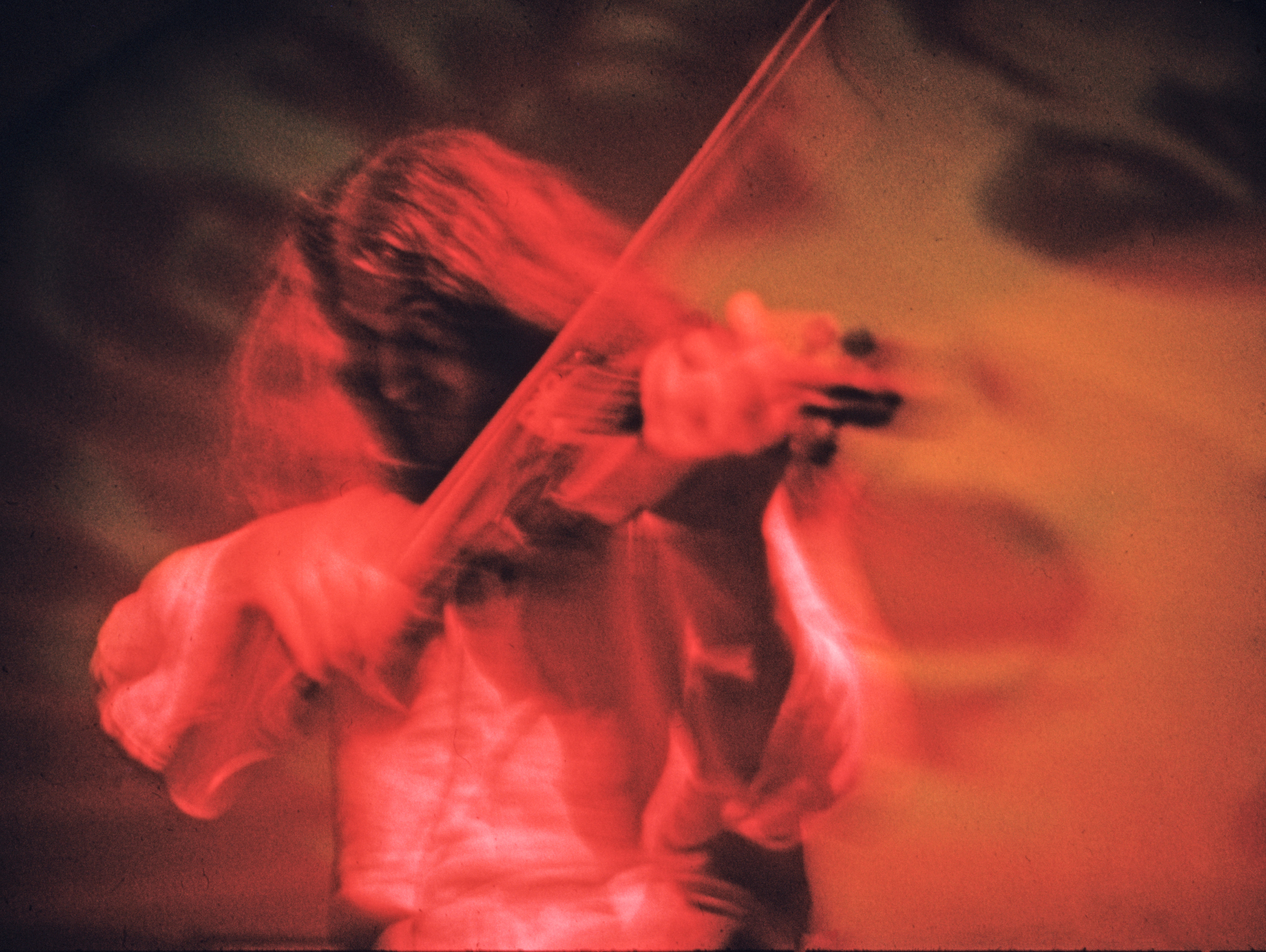
Jerry Goodman; * 16. März

- 16. März: Jerry Goodman, US-amerikanischer Rockmusiker

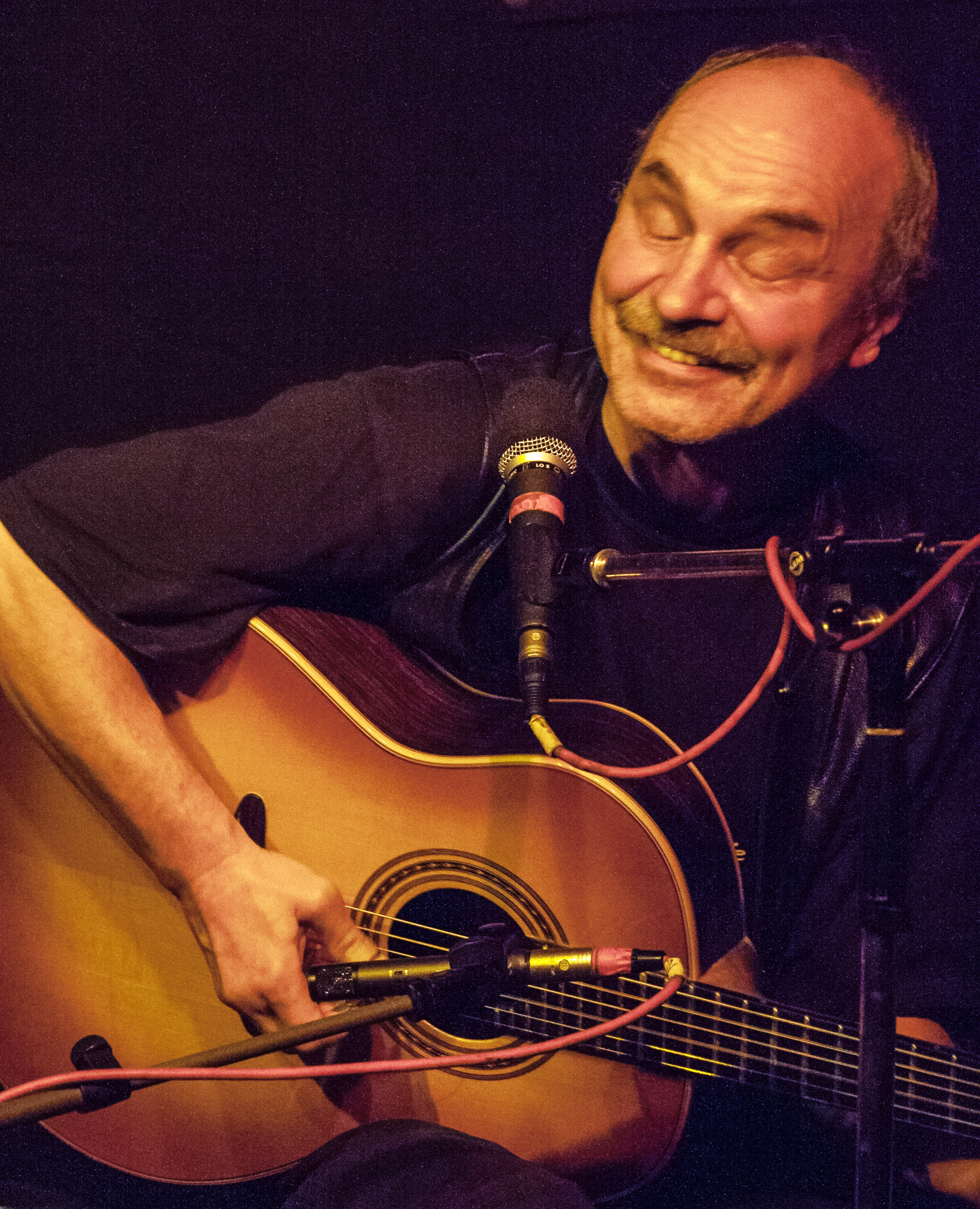
Werner Lämmerhirt; * 17. März

- 17. März: Werner Lämmerhirt, deutscher Gitarrist († 2016)
- 17. März: Daniel Lavoie, kanadischer Singer-Songwriter
- 18. März: Michael Bernhard, deutscher Musikhistoriker, mittellateinischer Philologe und Orgelforscher († 2022)
- 18. März: Martine Clémenceau, französische Pop- und Chansonsängerin und Komponistin
- 18. März: Åse Kleveland, schwedisch-norwegische Musikerin und Politikerin
- 19. März: Valery Leontiev, sowjetischer und russischer Sänger
- 20. März: Marcia Ball, US-amerikanische Blues-Sängerin und Pianistin
- 21. März: Åge Aleksandersen, norwegischer Sänger, Songwriter und Gitarrist
- 21. März: Eddie Money, US-amerikanischer Rockmusiker († 2019)
- 24. März: Nick Lowe, britischer Songwriter, Bassist, Sänger und Musikproduzent
- 24. März: Carl Rütti, Schweizer Komponist
- 25. März: Kaja Danczowska, polnische Geigerin und Musikpädagogin
- 26. März: Vicki Lawrence, US-amerikanische Schauspielerin, Sängerin und Moderatorin
- 26. März: Fran Sheehan, US-amerikanischer Bassist (Boston)
- 27. März: John Lagrand, niederländischer Musiker († 2005)
- 27. März: Poul Ruders, dänischer Komponist
- 29. März: Kayahan Açar, türkischer Sänger, Komponist und Liedtexter († 2015)
- 29. März: Carlos Azevedo, portugiesischer Pianist und Komponist († 2012)

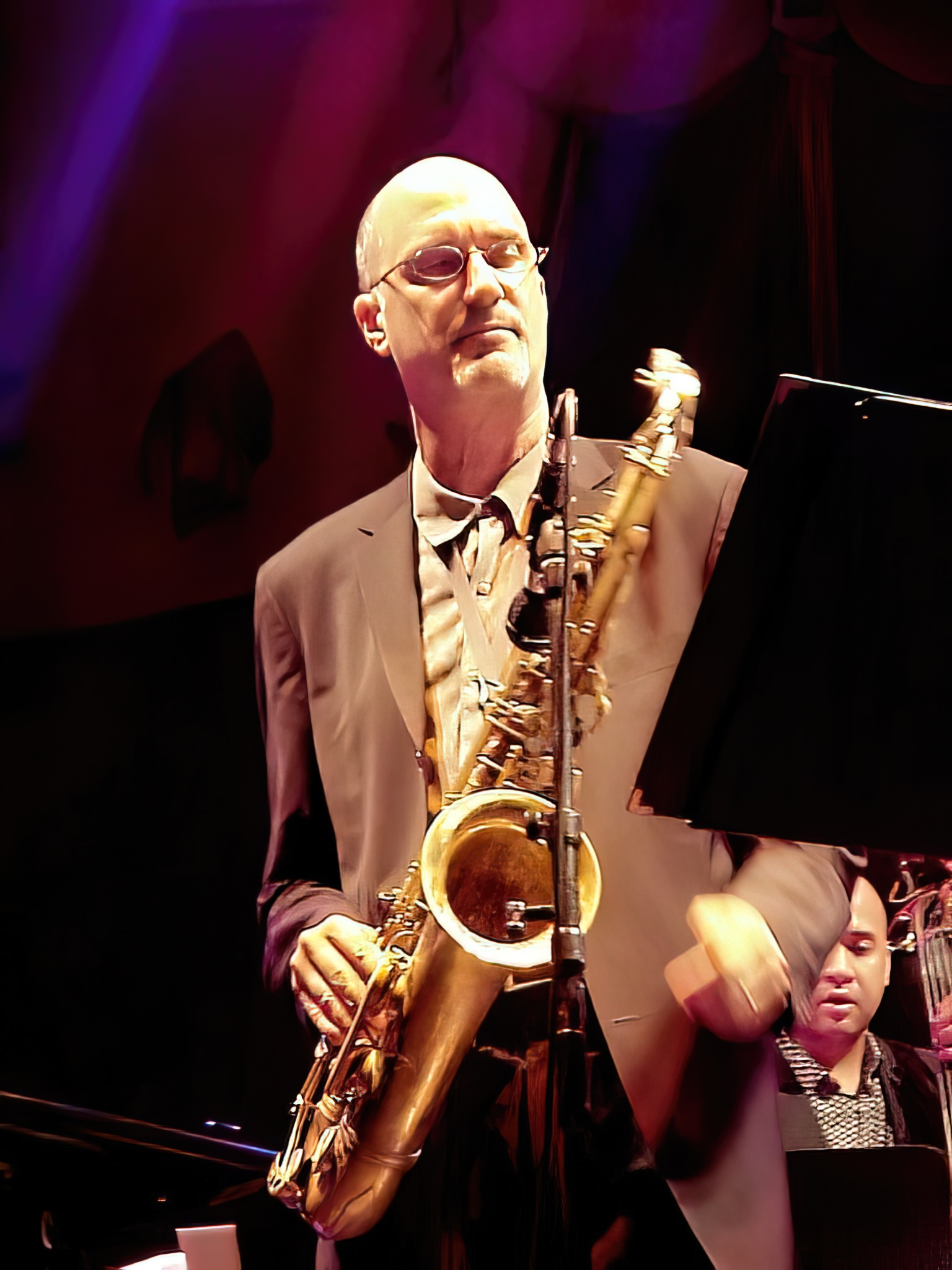
Michael Brecker; * 29. März

- 29. März: Michael Brecker, US-amerikanischer Tenorsaxophonist († 2007)
- 29. März: Dave Greenfield, britischer Keyboarder (The Stranglers)
- 30. März: Lene Lovich, US-amerikanische Sängerin

### April
- 01. April: Reid Anderson, kanadischer Tänzer und Ballettdirektor
- 01. April: Gil Scott-Heron, US-amerikanischer Musiker und Dichter († 2011)
- 02. April: Per Husby, norwegischer Jazzpianist und Komponist
- 03. April: Eric Kloss, US-amerikanischer Jazzmusiker
- 03. April: Thomas Meyer-Fiebig, deutscher Komponist und Konzertorganist

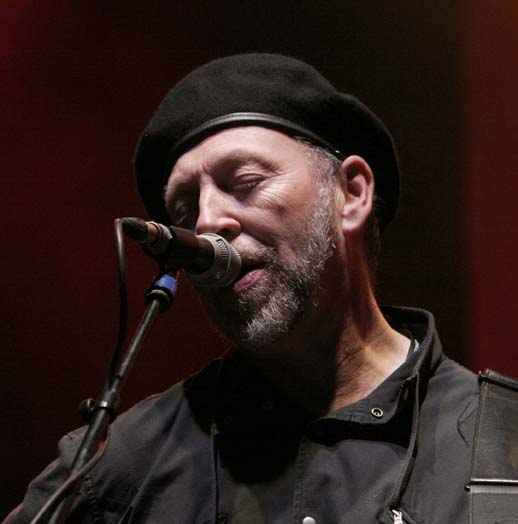
Richard Thompson; * 3. April

- 03. April: Richard Thompson, britischer Folkrocksänger und -gitarrist
- 04. April: Junior Braithwaite, jamaikanischer Musiker († 1999)
- 05. April: Dominique Rouits, französischer Dirigent und Musikpädagoge
- 06. April: Patrick Hernandez, französischer Sänger
- 07. April: John Oates, US-amerikanischer Sänger und Produzent
- 08. April: Philip Aaberg, US-amerikanischer Pianist und Komponist
- 11. April: Lee Sheriden, britischer Sänger (Brotherhood of Man)

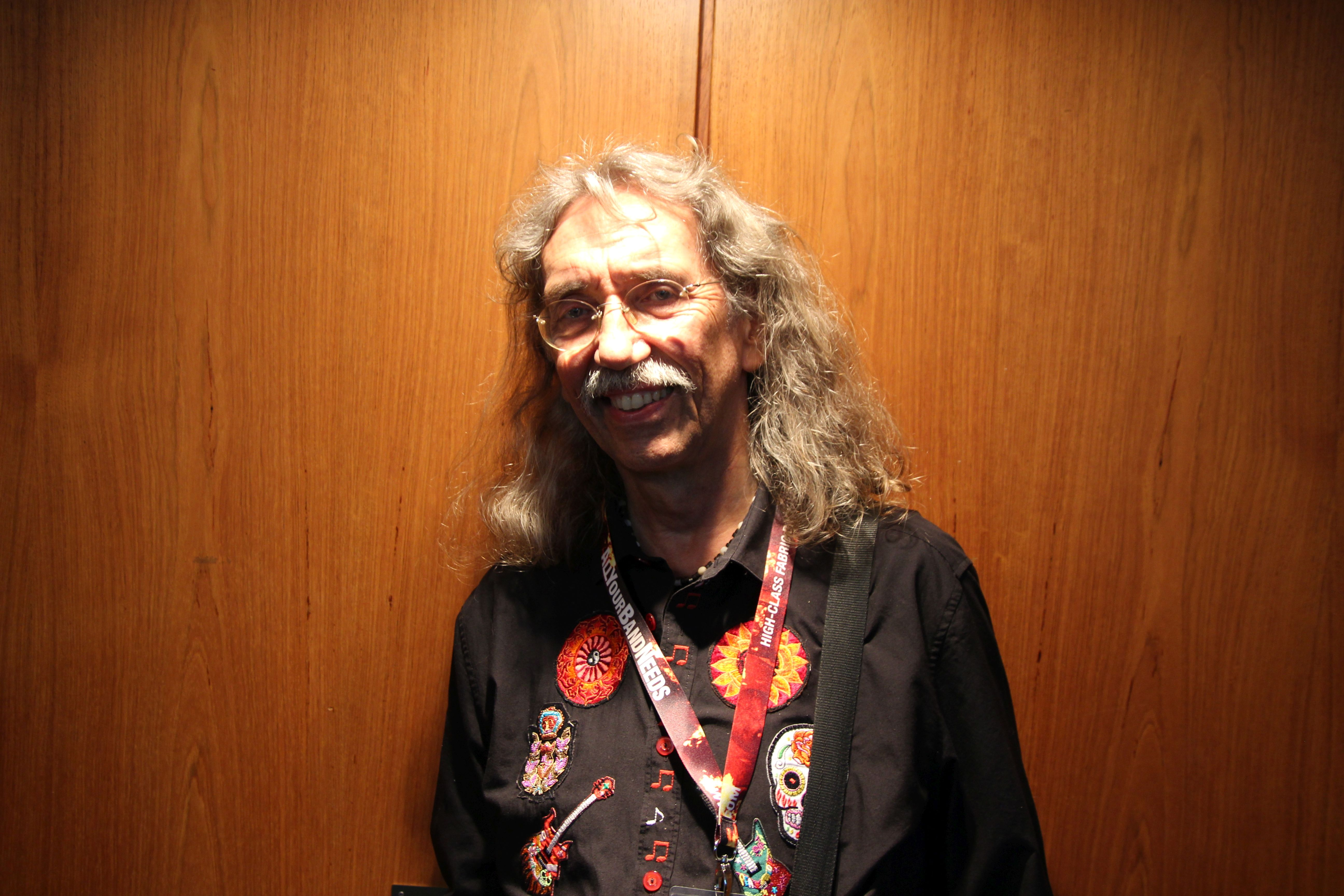
Peter Bursch; * 14. April

- 14. April: Peter Bursch, deutscher Musiker und Autor
- 15. April: Alla Borissowna Pugatschowa, russisch-sowjetische Estrada-Sängerin und Komponistin
- 21. April: Patti LuPone, US-amerikanische Sängerin und Schauspielerin
- 22. April: David Attwooll, britischer Schlagzeuger, Dichter und Herausgeber (Henry Cow) († 2016)
- 22. April: Jacques Poustis, französischer Sänger († 2022)
- 23. April: Denisse de Kalafe, mexikanische Singer-Songwriterin brasilianischer Herkunft
- 23. April: John Miles, britischer Musiker und Komponist († 2021)
- 23. April: Michalis Nikoloudis, griechischer Musiker
- 24. April: Wilfrido Vargas, dominikanischer Bandleader, Trompeter und Sänger
- 28. April: Peter Reber, Schweizer Liedermacher und Sänger
- 29. April: Arlette Zola, Schweizer Sängerin
- 00. April: Jeannette LoVetri, US-amerikanische Gesangspädagogin

### Mai
- 01. Mai: Tim Hodgkinson, britischer Musiker, Komponist und Musikwissenschaftler
- 03. Mai: Kaoru Abe, japanischer Jazz-Pianist, Gitarrist und Saxophonist († 1978)
- 05. Mai: Despina Petecel-Theodoru, rumänische Musikwissenschaftlerin
- 05. Mai: David Toop, britischer Musiker, Schriftsteller, Musikjournalist und Kurator
- 05. Mai: Jan Vičar, tschechischer Komponist, Musikwissenschaftler und -pädagoge
- 07. Mai: Keith, US-amerikanischer Sänger
- 09. Mai: Bob Margolin, US-amerikanischer Blues-Musiker

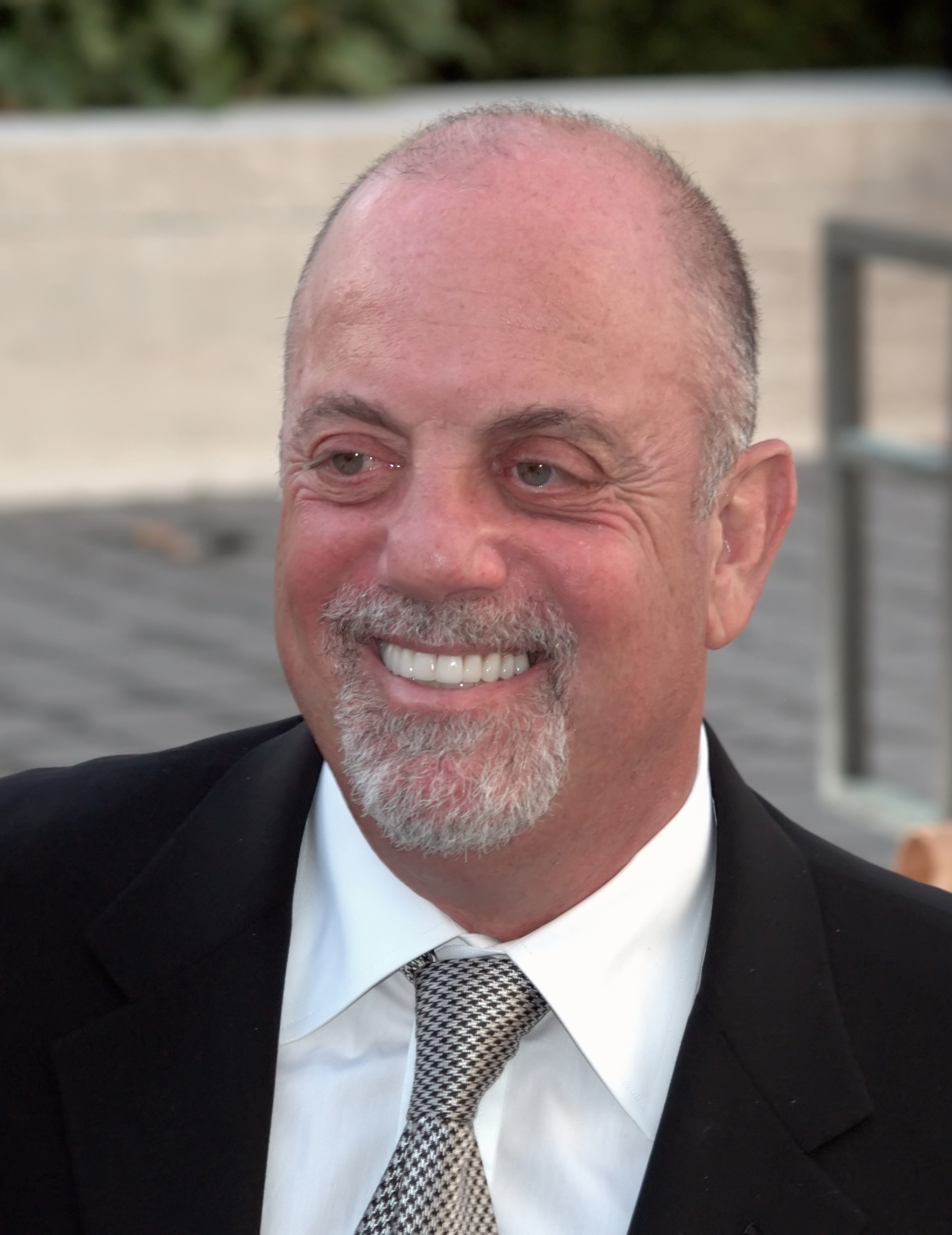
Billy Joel; * 9. Mai

- 09. Mai: Billy Joel, US-amerikanischer Sänger und Songschreiber
- 10. Mai: Robert Kreis, niederländischer Kabarettist, Pianist und Entertainer
- 10. Mai: Hans Reichel, deutscher Gitarrist, Violinist, Instrumentenbauer und Typograph († 2011)
- 12. Mai: Albert Schönberger, deutscher Organist und Kirchenmusiker
- 13. Mai: Jane Glover, britische Dirigentin und Musikwissenschaftlerin
- 13. Mai: Philip Kruse, norwegischer Trompeter, Orchesterleiter, Komponist und Produzent
- 16. Mai: Nicole Rieu, französische Pop- und Chanson-Sängerin
- 17. Mai: Bill Bruford, britischer Schlagzeuger (Yes und King Crimson)
- 17. Mai: Marc Fosset, französischer Jazzgitarrist († 2020)
- 17. Mai: Andrew Latimer, britischer Musiker (Camel)
- 18. Mai: Jim McNeely, US-amerikanischer Jazzpianist, -komponist und -arrangeur

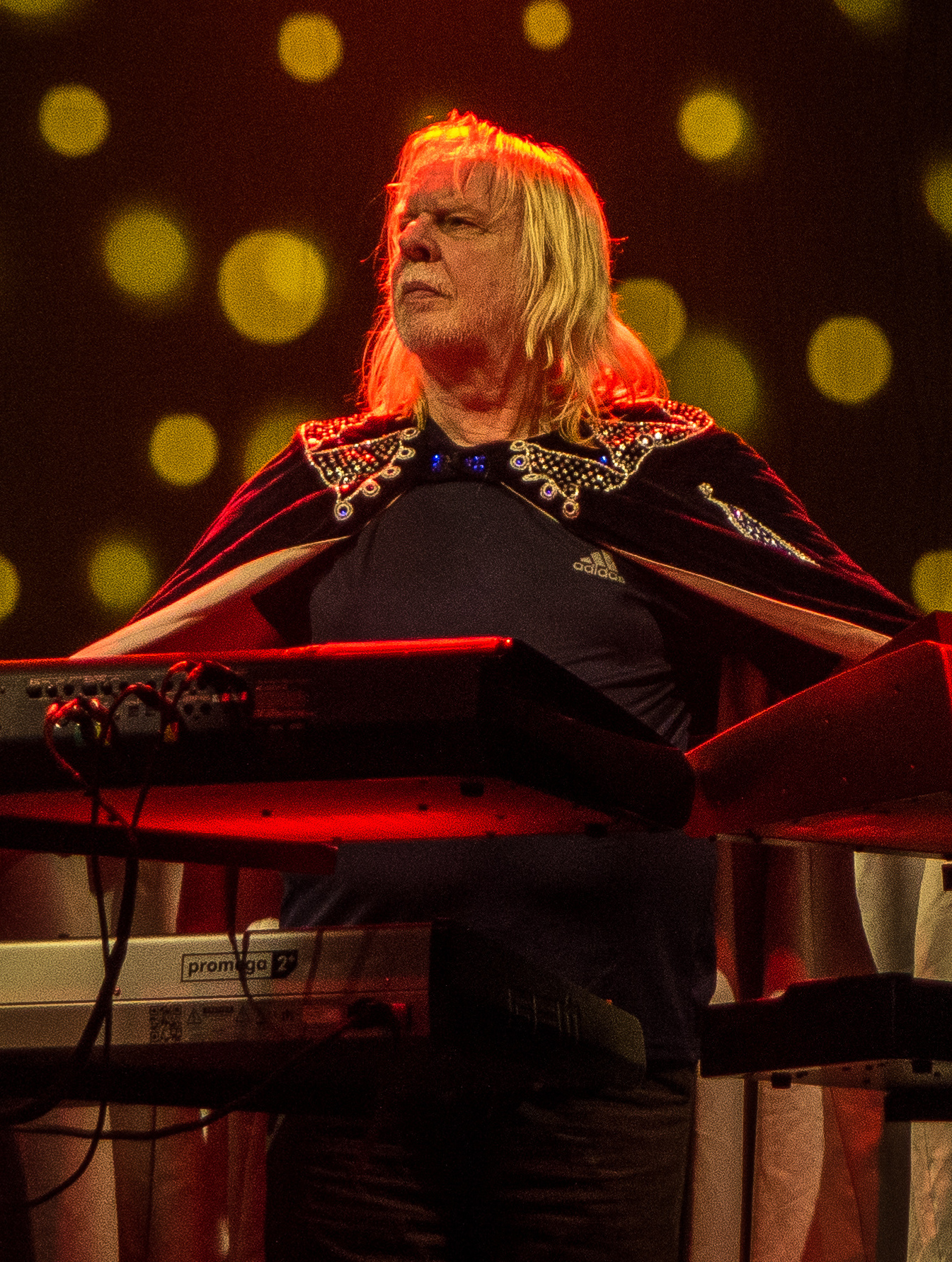
Rick Wakeman; * 18. Mai

- 18. Mai: Rick Wakeman, britischer Musiker
- 19. Mai: Bill Wallace, kanadischer Bassist (The Guess Who und Brother)
- 19. Mai: Dusty Hill, US-amerikanischer Bassist und Sänger († 2021)
- 19. Mai: Stephen Varcoe, britischer klassischer Sänger
- 21. Mai: Arno, belgischer Musiker († 2022)
- 21. Mai: Bernd Feuchtner, deutscher Publizist, Operndirektor und Dramaturg († 2025)
- 21. Mai: Rosalind Plowright, britischer Opernsängerin
- 22. Mai: Klemens Schnorr, deutscher Organist und Musikwissenschaftler
- 23. Mai: Carol Barnett, US-amerikanische Komponistin und Flötistin
- 23. Mai: Elisabeth Heller, deutsche Musikredakteurin und Medienpädagogin
- 23. Mai: Randy Sandke, US-amerikanischer Jazztrompeter
- 23. Mai: Sepp Trütsch, Schweizer Sänger und Moderator von Volksmusiksendungen
- 25. Mai: Norman Fischer, US-amerikanischer Cellist und Musikpädagoge
- 25. Mai: Iver Kleive, norwegischer Organist, Pianist und Komponist
- 25. Mai: Jürgen Zeltinger, deutscher Musiker
- 26. Mai: Hank Williams, Jr., US-amerikanischer Countrymusiker
- 27. Mai: Christoph Krummacher, deutscher Theologe und Kirchenmusiker

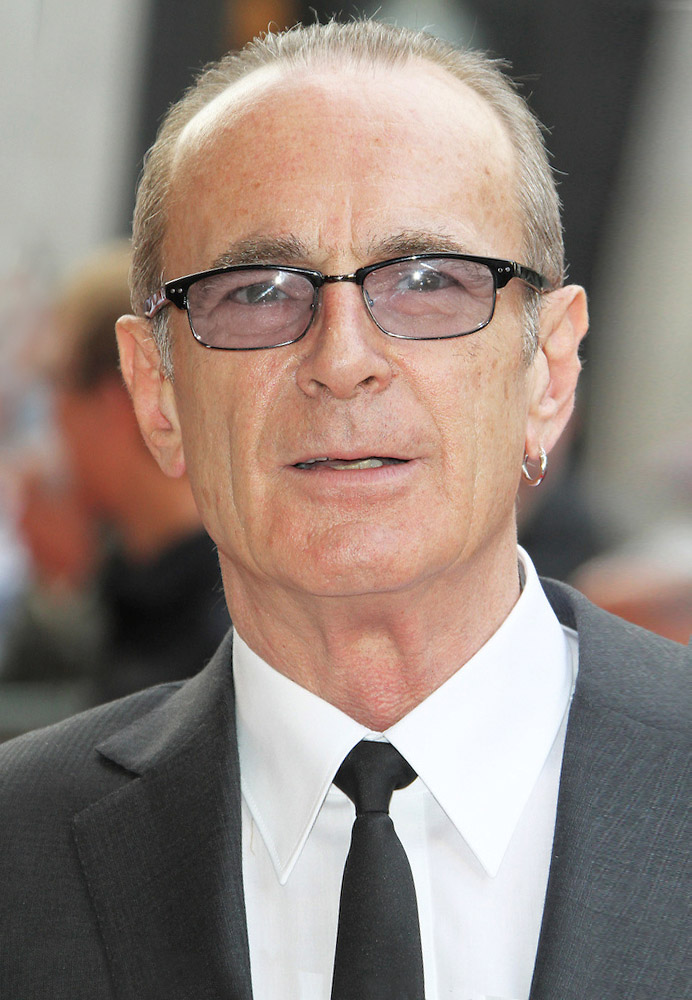
Francis Rossi; * 29. Mai

- 29. Mai: Francis Rossi, britischer Komponist, Sänger und Gitarrist (Status Quo)

### Juni
- 02. Juni: Szymon Kawalla, polnischer Komponist, Dirigent, Geiger und Musikpädagoge
- 02. Juni: Neil Shicoff, US-amerikanischer Opernsänger

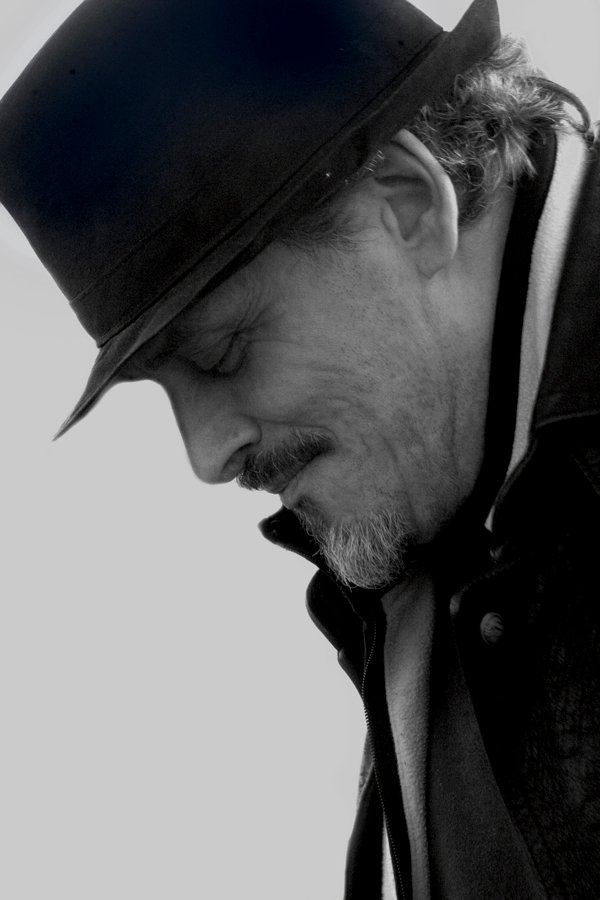
Jerry González; * 5. Juni

- 05. Juni: Jerry Gonzalez, US-amerikanischer Trompeter, Flügelhornist, und Perkussionist († 2018)
- 06. Juni: Paul Lovens, deutscher Schlagzeuger
- 06. Juni: Holly Near, US-amerikanische Sängerin und Liedtexterin
- 06. Juni: Jean-Guy Proulx, kanadischer Organist und Musikpädagoge
- 08. Juni: Emanuel Ax, US-amerikanischer Pianist polnischer Herkunft
- 10. Juni: Ozan Arif, türkischer Liedermacher und Produzent († 2019)
- 10. Juni: Bora Dugić, serbischer Flötist
- 11. Juni: Frank Beard, US-amerikanischer Bluesrockmusiker (ZZ Top)
- 11. Juni: Ned Lagin, US-amerikanischer Keyboarder
- 12. Juni: Ivo Linna, estnischer Sänger
- 12. Juni: John Wetton, britischer Rockmusiker († 2017)
- 13. Juni: Dennis Locorriere, US-amerikanischer Sänger und Gitarrist (Dr. Hook & the Medicine Show)
- 14. Juni: Daryl Sherman, US-amerikanische Jazzmusikerin (Piano, Gesang)
- 14. Juni: Papa Wemba, kongolesischer Sänger, Musiker und Schauspieler († 2016)
- 14. Juni: Alan White, britischer Schlagzeuger (Plastic Ono Band, Yes) († 2022)
- 15. Juni: Henry A. Alviani, US-amerikanischer Komponist, Chorleiter und Musikpädagoge
- 15. Juni: Russell Hitchcock, australischer Musiker (Air Supply)
- 15. Juni: Mike Lutz, US-amerikanischer Gitarrist, Singer-Songwriter und Produzent (Brownsville Station)
- 16. Juni: Jairo, argentinischer Sänger
- 17. Juni: Philip Charles Lithman, britischer Rockgitarrist (The Residents, Chilli Willi and the Red Hot Peppers) († 1987)
- 19. Juni: Uwe Lost, deutscher Bassist, Produzent, Akkordeonist und Komponist
- 20. Juni: Harald Halvorsen, norwegischer Musiker

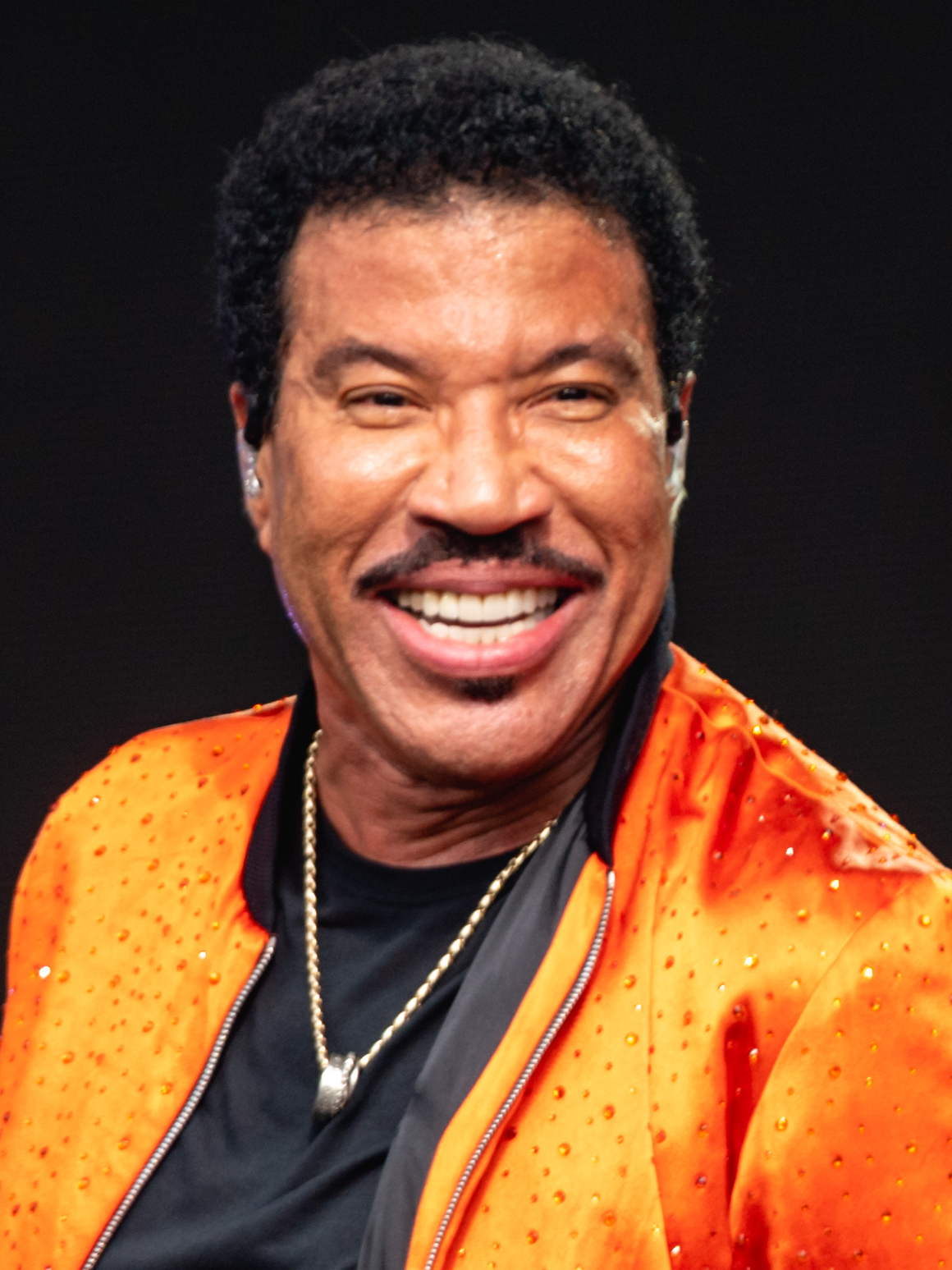
Lionel Richie; * 20. Juni

- 20. Juni: Lionel Richie, US-amerikanischer Sänger, Songwriter, Musikproduzent und Saxophonist
- 21. Juni: Christy Doran, irisch-schweizerischer Jazzgitarrist
- 21. Juni: Alexander Heisler, deutscher Konzertveranstalter und Arzt
- 21. Juni: Thomas Schmidt-Kowalski, deutscher Komponist († 2013)
- 22. Juni: Pierre Amoyal, französischer Violinist und Dirigent
- 22. Juni: Larry Junstrom, US-amerikanischer Southern-Rock-Bassist (Lynyrd Skynyrd, 38 Special) († 2019)
- 22. Juni: Alan Osmond, US-amerikanischer Musiker (The Osmonds)

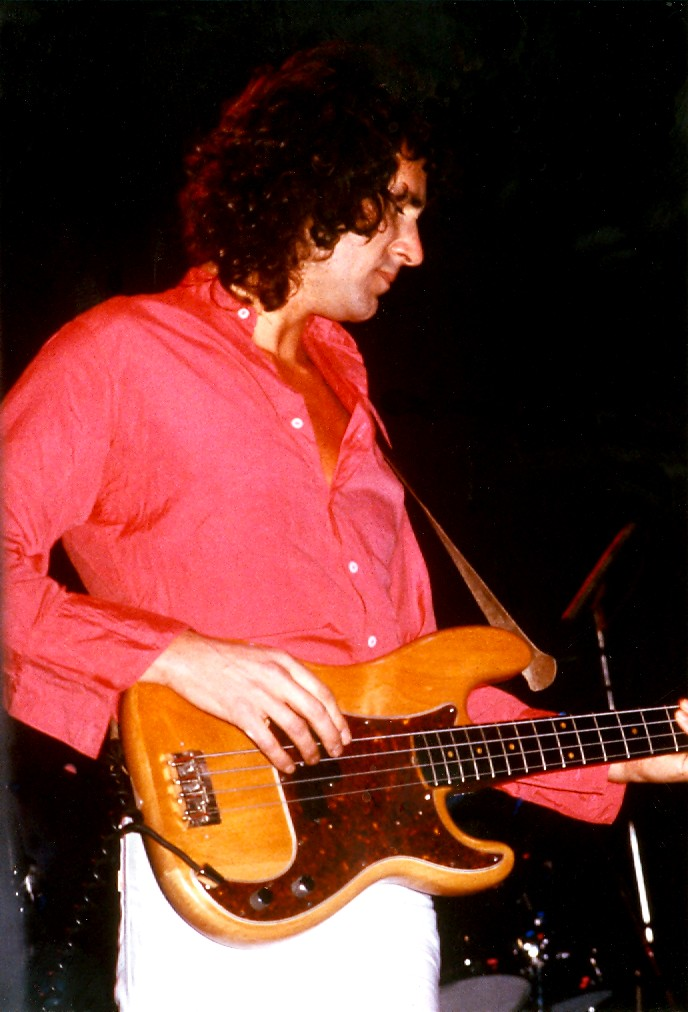
John Illsley; * 24. Juni

- 24. Juni: John Illsley, britischer Bassist (Dire Straits)
- 26. Juni: Gyula Babos, ungarischer Jazzgitarrist († 2018)
- 27. Juni: Karen De Pastel, US-amerikanisch-österreichische Musikerin, Dirigentin und Komponistin
- 27. Juni: Johnny Vidacovich, US-amerikanischer Jazzmusiker (Schlagzeug, Komposition)
- 28. Juni: Colin Bright, australischer Komponist
- 29. Juni: Richard James Burgess, britischer Musikproduzent und Schlagzeuger
- 30. Juni: Andy Scott, britischer Musiker (Sweet)

### Juli
- 01. Juli: John Farnham, australischer Sänger
- 02. Juli: Roy Bittan, US-amerikanischer Keyboarder (E Street Band)
- 02. Juli: Greg Brown, US-amerikanischer Singer-Songwriter und Gitarrist
- 03. Juli: John Verity, britischer Gitarrist und Sänger (Argent)
- 05. Juli: Paul Vernon, britischer Bluesexperte, Schallplattensammler und -händler, Gründer und Herausgeber von Zeitschriften und Autor († 2024)

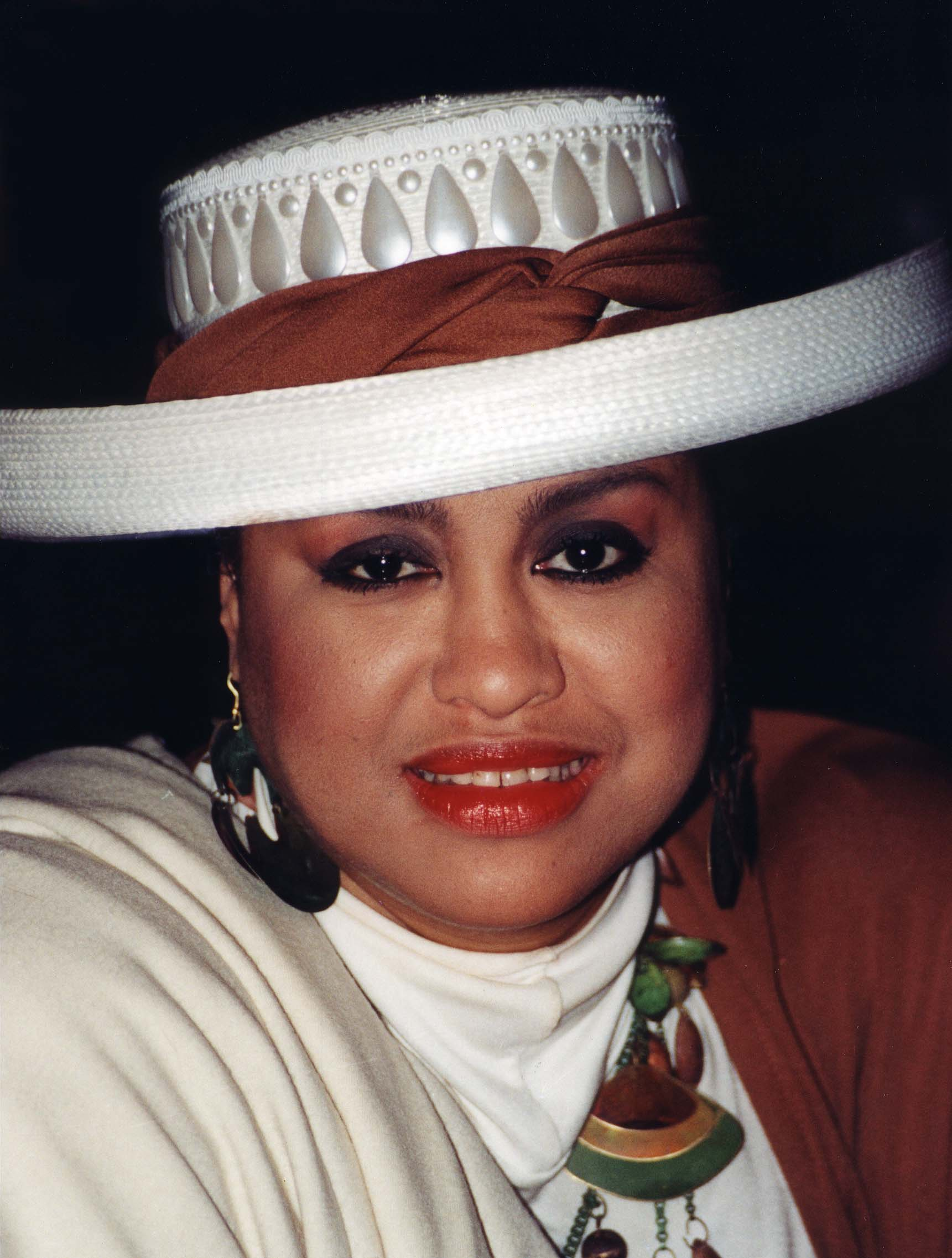
Phylis Hyman; * 6. Juli

- 06. Juli: Phyllis Hyman, US-amerikanische R&B- und Jazz-Sängerin († 1995)
- 06. Juli: Michael Shrieve, US-amerikanischer Schlagzeuger, Perkussionist, Produzent und Komponist (Santana)
- 11. Juli: Liona Boyd, kanadische Gitarristin
- 13. Juli: Daniel Grosgurin, Schweizer Cellist
- 15. Juli: Trevor Horn, britischer Musiker und Musikproduzent
- 16. Juli: Ray Major, britischer Gitarrist (Mott the Hoople)

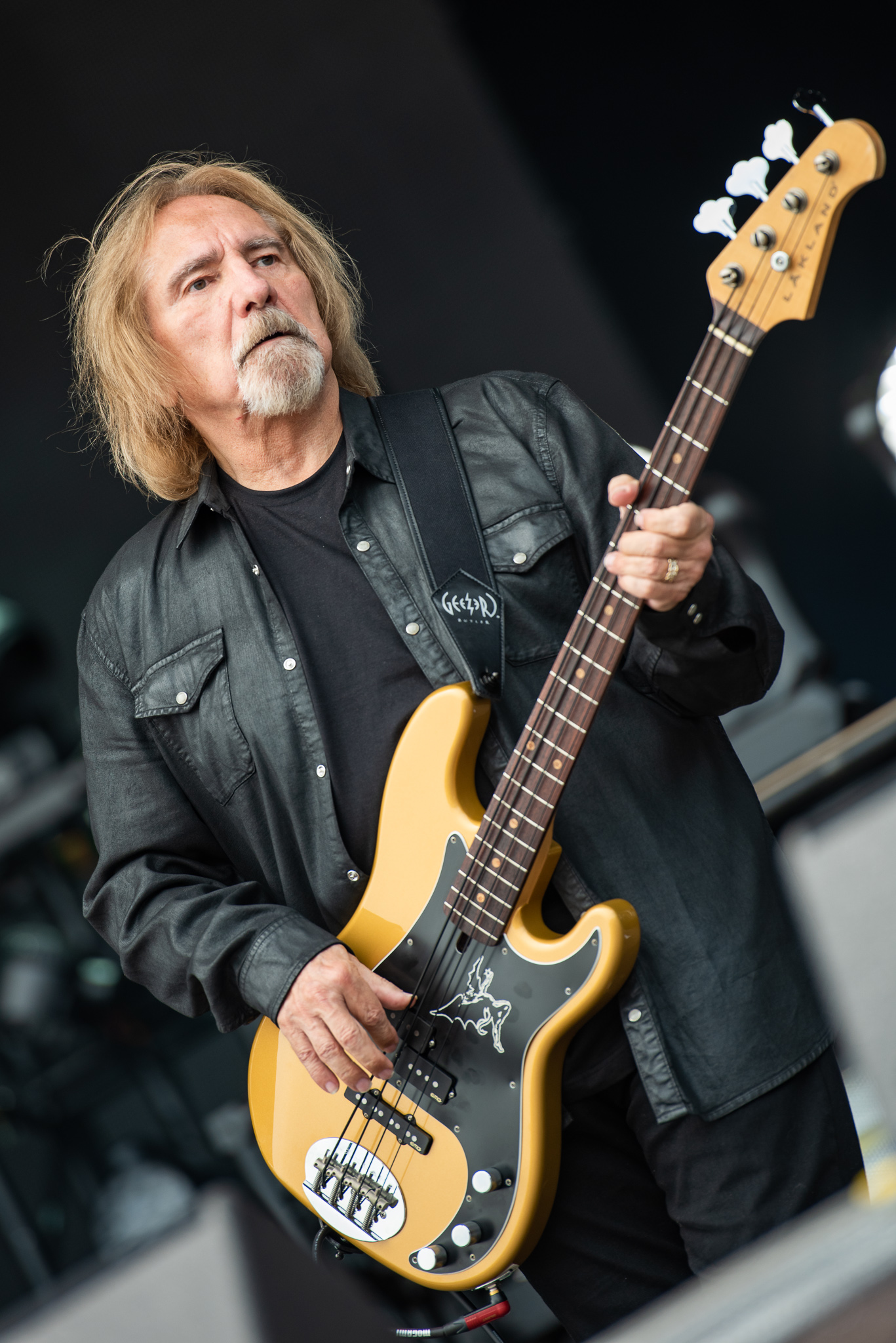
Geezer Butler; * 17. Juli

- 17. Juli: Terence Michael Joseph „Geezer“ Butler, britischer Rockmusiker (Black Sabbath, Geezer Butler Band, GZR und Heaven & Hell)
- 17. Juli: Chico Freeman, US-amerikanischer Jazzmusiker
- 18. Juli: Wally Bryson, US-amerikanischer Gitarrist (The Raspberries)
- 19. Juli: Thulani Davis, US-amerikanische Dramatikerin, Journalistin, Librettistin, Schriftstellerin, Lyrikerin und Hochschullehrerin
- 19. Juli: Maren Kroymann, deutsche Schauspielerin, Kabarettistin und Sängerin

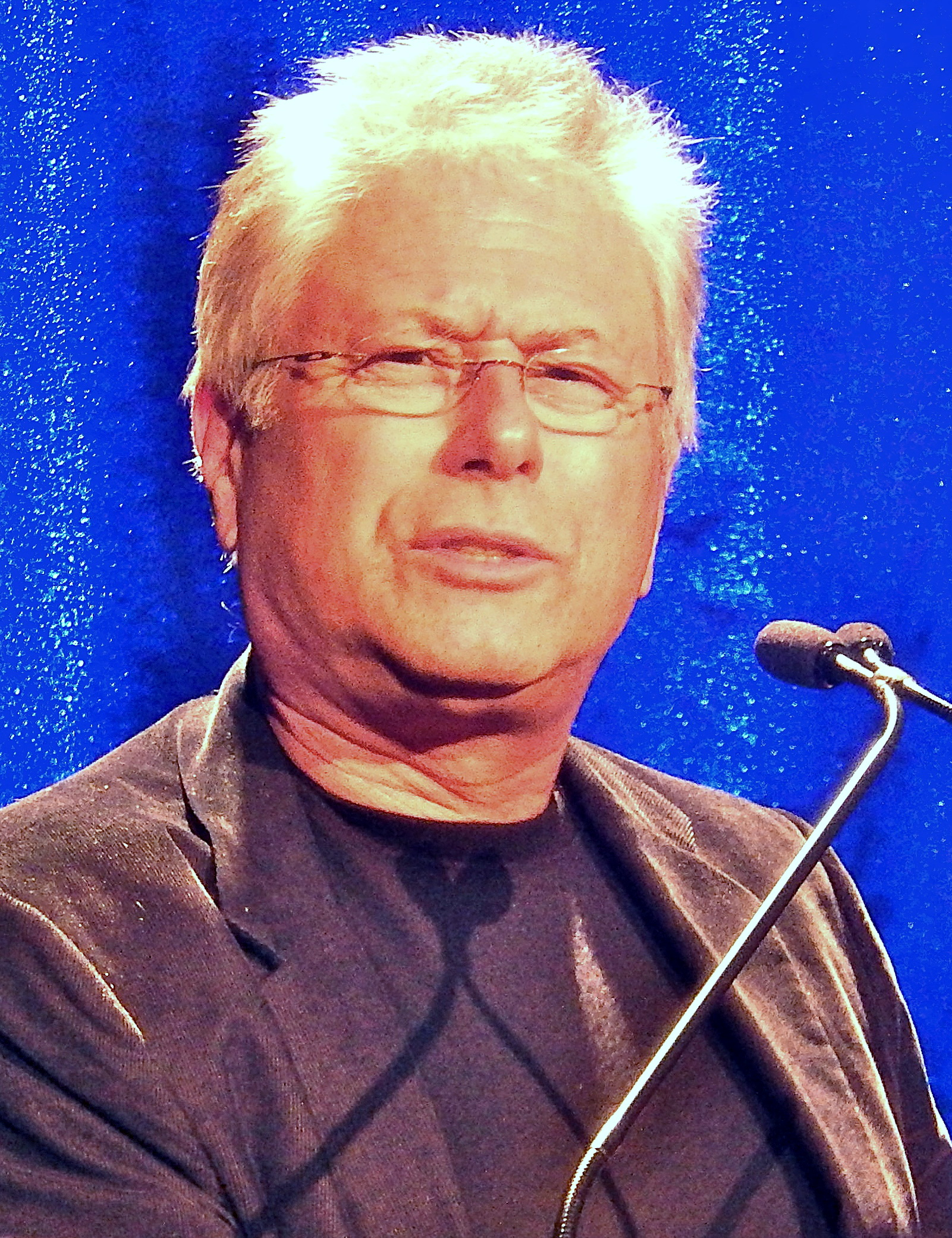
Alan Menken; * 22. Juli

- 22. Juli: Alan Menken, US-amerikanischer Komponist
- 23. Juli: Carlos Bonell, britischer Gitarrist und Musikpädagoge
- 23. Juli: Sławomir Czarnecki, polnischer Komponist und Musikpädagoge
- 24. Juli: Marta Martelińska, polnische Sängerin († 2008)
- 25. Juli: Dave Jerden, US-amerikanischer Toningenieur und Musikproduzent († 2025)
- 26. Juli: Noa Guy, israelische Komponistin
- 26. Juli: Larry Schneider, US-amerikanischer Jazzmusiker

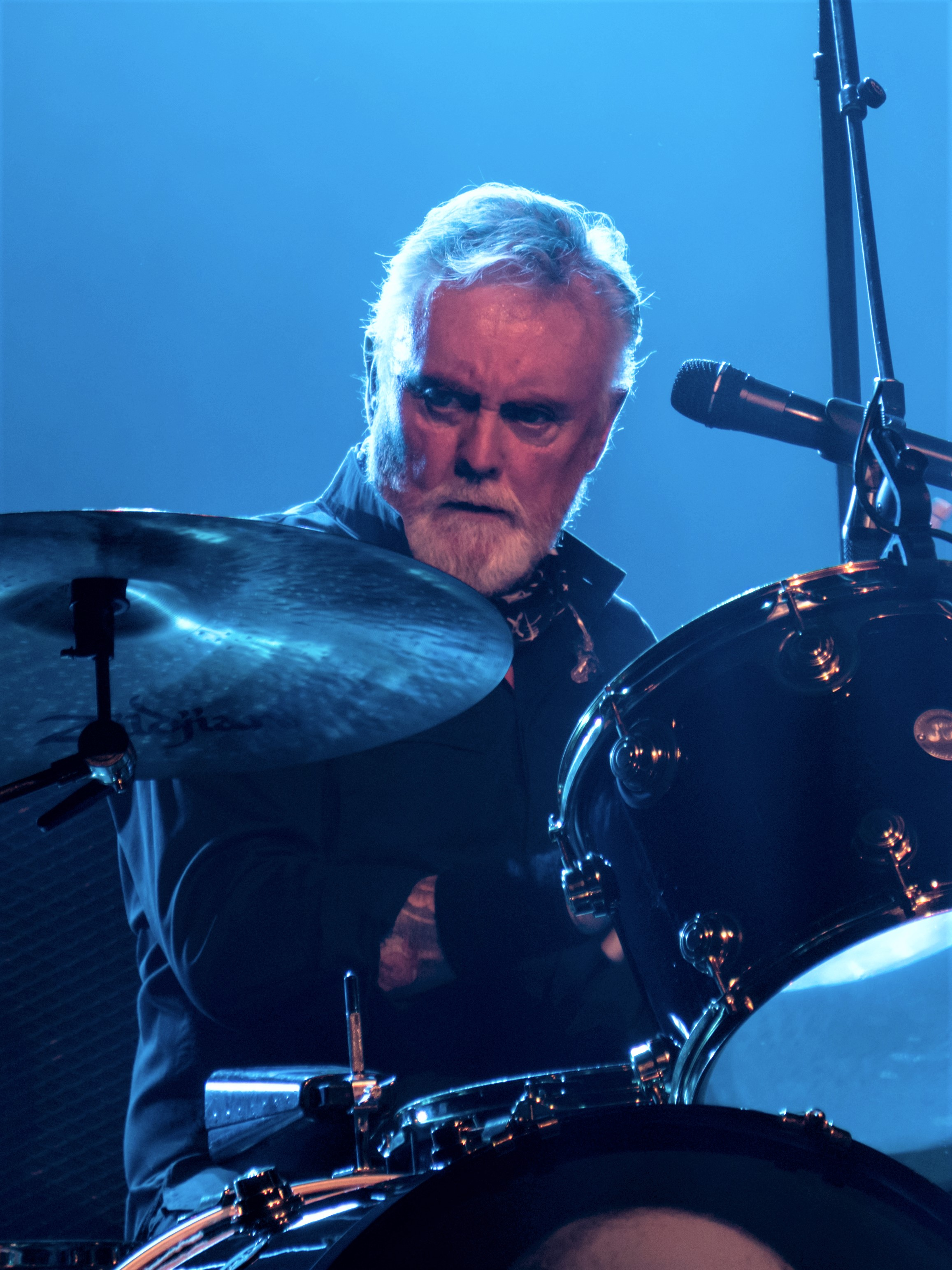
Roger Taylor; * 26. Juli

- 26. Juli: Roger Taylor, britischer Schlagzeuger (Queen)
- 27. Juli: Maureen McGovern, US-amerikanische Sängerin und Broadway-Schauspielerin
- 28. Juli: Simon Kirke, britischer Schlagzeuger (Bad Company und Free)
- 28. Juli: Steve Peregrin Took, britischer Rockmusiker, Bandleader und Songwriter (T. Rex) († 1980)
- 29. Juli: Rainer Baumann, deutscher Gitarrist, Komponist und Texter († 2007)
- 30. Juli: Duck Baker, US-amerikanischer Musiker
- 30. Juli: Alexina Louie, kanadische Komponistin
- 31. Juli: Riccardo Lay, italienischer Jazzbassist
- 31. Juli: Larry Roland, US-amerikanischer Jazzmusiker (Kontrabass, Sprache) und Lyriker († 2023)

### August
- 06. August: Olli Ahvenlahti, finnischer Jazz-Pianist, Dirigent und Komponist
- 06. August: Lillian Boutté, US-amerikanische Jazzsängerin († 2025)
- 06. August: Joe Daley, US-amerikanischer Tubist und Komponist († 2025)
- 07. August: Tim Renwick, britischer Musiker und Gitarrist
- 08. August: Keith Carradine, US-amerikanischer Schauspieler, Regisseur und Sänger
- 08. August: Marie, französische Chansonsängerin († 1990)
- 11. August: Eric Carmen, US-amerikanischer Musiker, Sänger und Songschreiber († 2024)

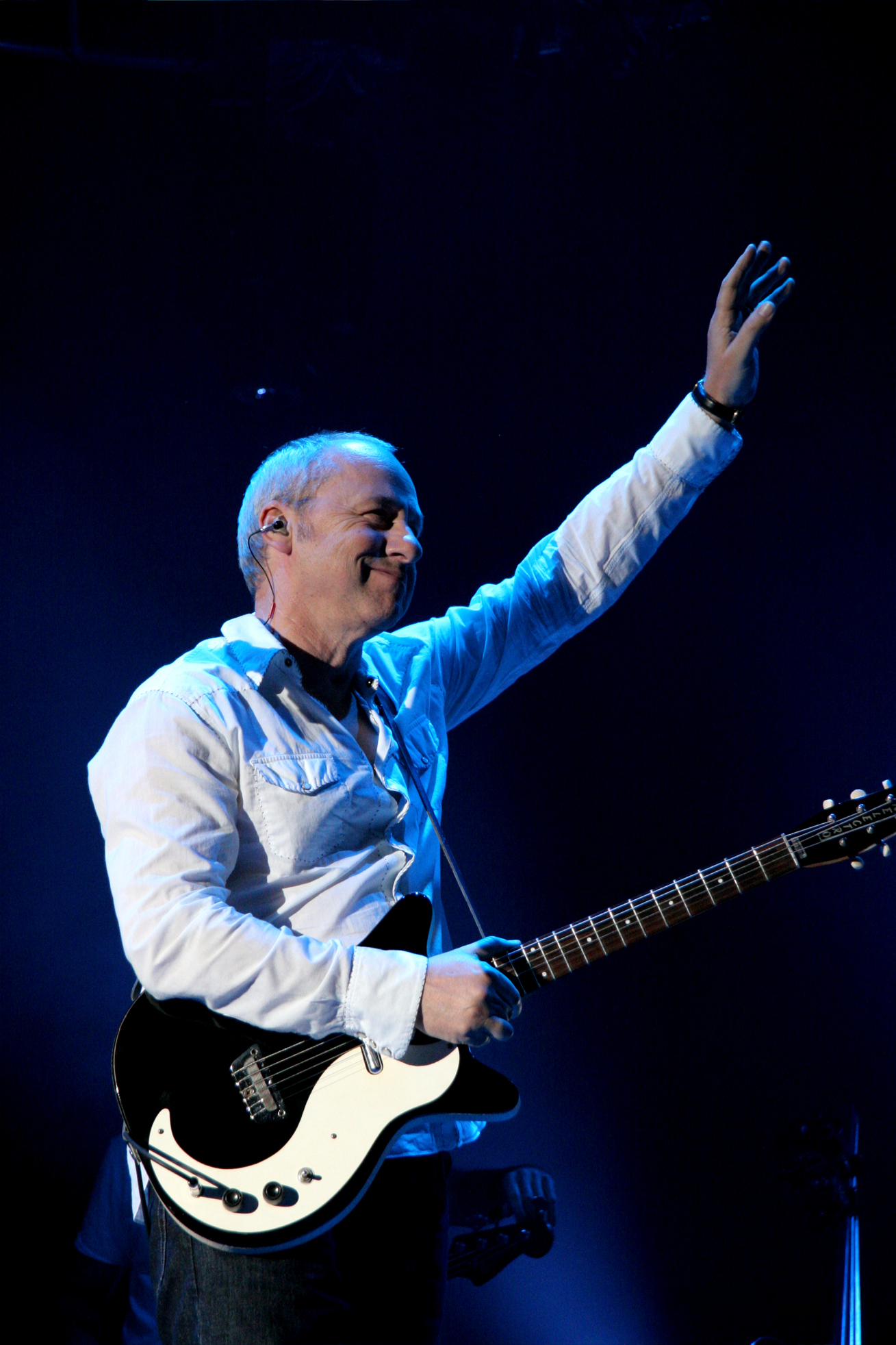
Mark Knopfler; * 12. August

- 12. August: Mark Knopfler, schottischer Musiker (Dire Straits)
- 12. August: Alex Naumik, in Litauen geborener, polnisch-norwegischer Rock- und Popmusiker († 2013)[9]
- 12. August: Lou Martin, nordirischer Pianist und Organist († 2012)
- 16. August: Bill Spooner, US-amerikanischer Musiker (The Tubes)
- 17. August: Bub Asman, US-amerikanischer Tongestalter und Filmeditor
- 17. August: Sib Hashian, US-amerikanischer Musiker (Boston)
- 19. August: Danny Mixon, US-amerikanischer Jazzpianist und -organist
- 19. August: Dave Smith, britischer Komponist und Pianist
- 20. August: Nikolas Asimos, griechischer Liedermacher († 1988)
- 20. August: Leonard Lehrman, US-amerikanischer Komponist und Musikwissenschaftler
- 20. August: Phil Lynott, irischer Rockbassist, Sänger und Songwriter (Thin Lizzy, Grand Slam) († 1986)
- 21. August: Marco Arturo Marelli, Schweizer Bühnenbildner und Opernregisseur
- 21. August: Malachi Thompson, US-amerikanischer Jazztrompeter († 2006)
- 22. August: Fernando Arias Cabello, peruanischer Sänger und Komponist († 2015)
- 23. August: Rick Springfield, australischer Musiker und Schauspieler

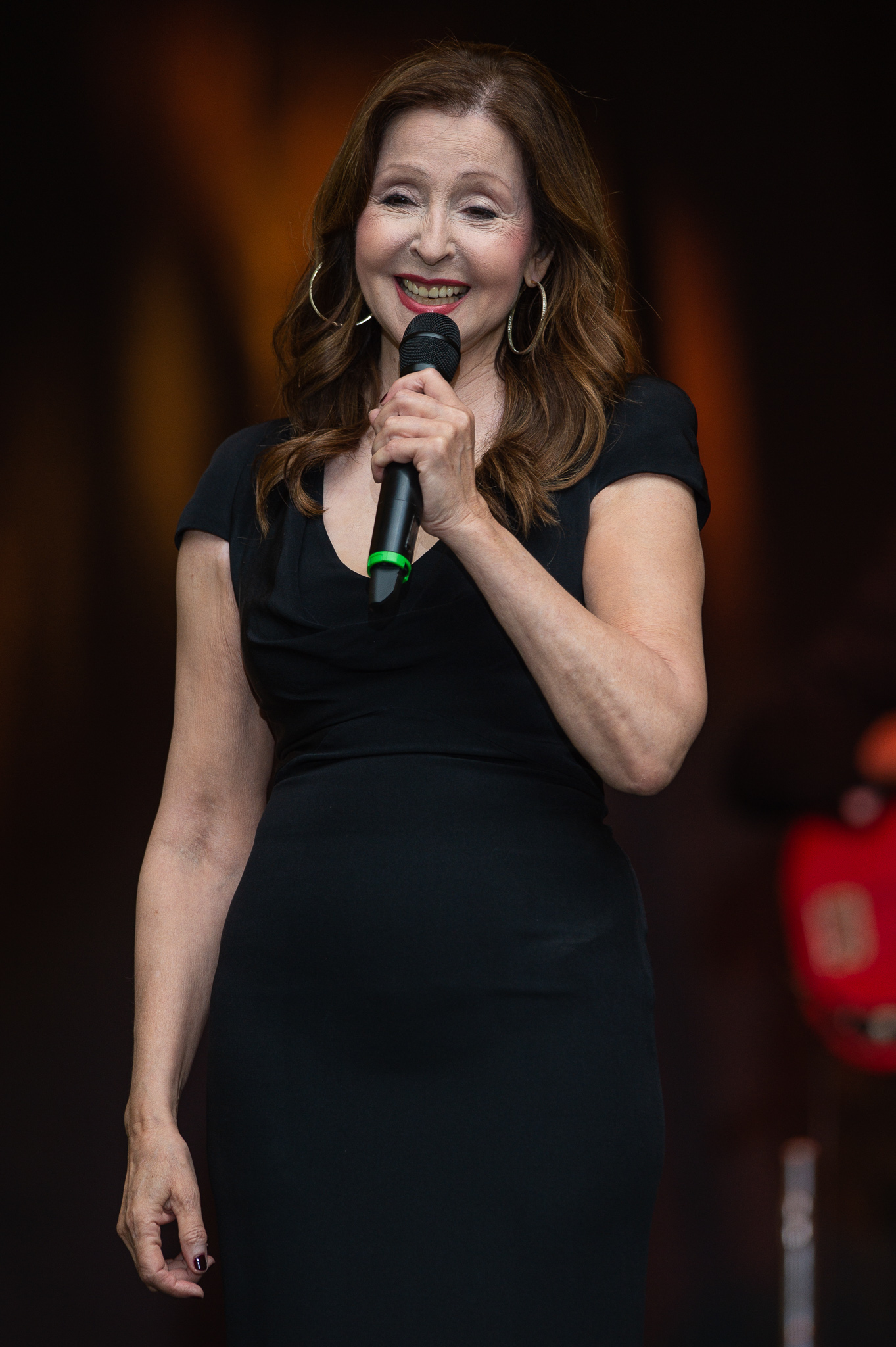
Vicky Leandros; * 23. August

- 23. August: Vicky Leandros, griechisch-deutsche Sängerin
- 23. August: Woody Paul, US-amerikanischer Musiker
- 25. August: Salif Keïta, malischer Sänger und Songschreiber
- 25. August: Fariborz Lachini, iranischer Musiker
- 25. August: Henry Paul, US-amerikanischer Sänger (BlackHawk)
- 25. August: Gene Simmons, israelisch-amerikanischer Musiker, Musikproduzent, Schauspieler, und Unternehmer (Kiss)
- 25. August: Harold Ivory Williams, US-amerikanischer Gospel-, R&B- und Fusion-Musiker († 2010)
- 26. August: Leon Redbone, kanadischer Sänger und Gitarrist
- 27. August: Jeff Cook, US-amerikanischer Countrymusiker (Alabama) († 2022)
- 27. August: Miles Goodman, US-amerikanischer Komponist († 1996)
- 27. August: Istvan Kantor, ungarisch-kanadischer Künstler, Musiker
- 27. August: Ann Murray, irische Opernsängerin
- 28. August: Imogen Cooper, britische Pianistin
- 28. August: Hugh Cornwell, britischer Musiker (The Stranglers)
- 28. August: Dennis Davis, US-amerikanischer Schlagzeuger († 2016)
- 28. August: Marc Durand, kanadischer Pianist und Musikpädagoge
- 28. August: Martin Lamble, britischer Folkrockschlagzeuger († 1969)
- 29. August: Wolfgang Dziony, deutscher Schlagzeuger

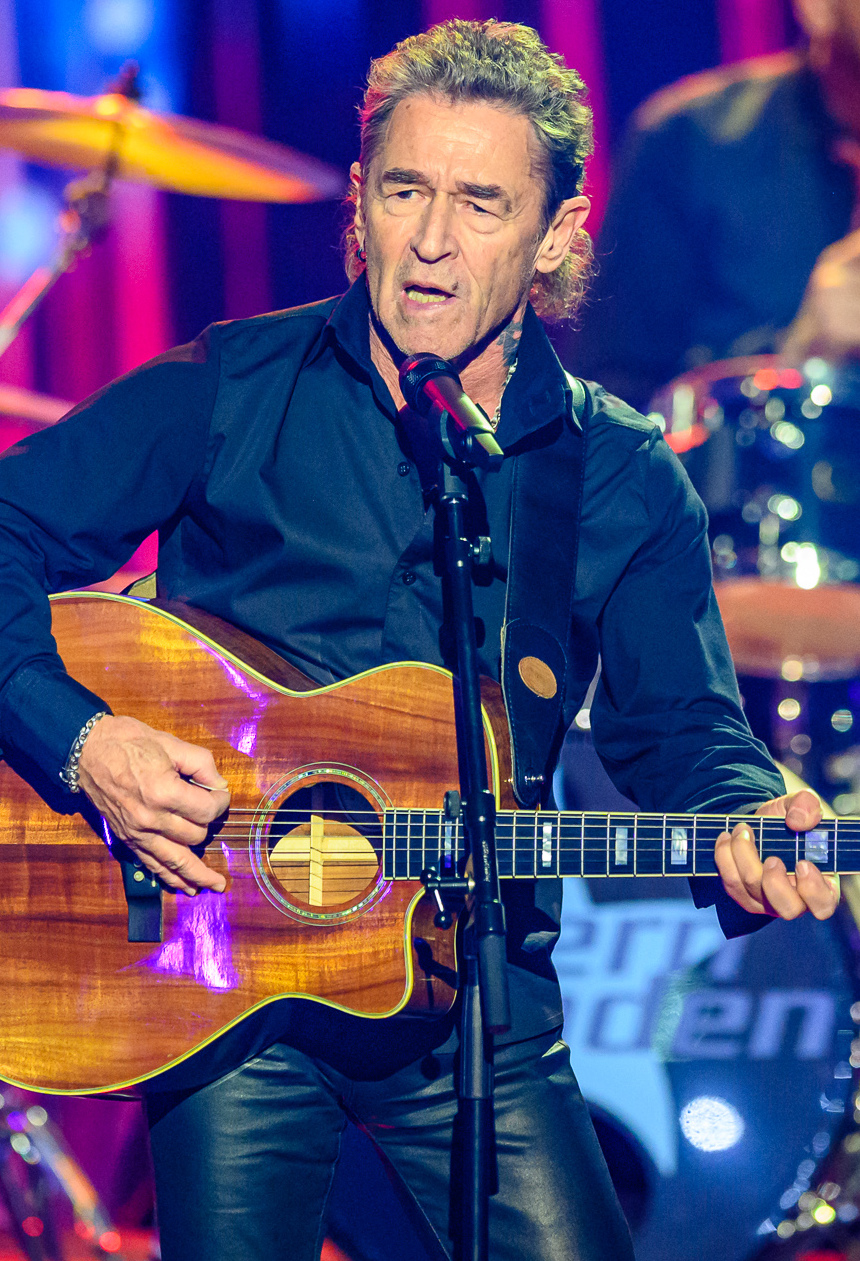
Peter Maffay; * 30. August

- 30. August: Peter Maffay, deutscher Rockmusiker

### September
- 01. September: Jan De Maeyer, belgischer Komponist und Oboist
- 02. September: Knut Borge, norwegischer Journalist, Entertainer und Jazz-Enthusiast († 2017)[10]
- 02. September: Albert West, niederländischer Popsänger und Musikproduzent († 2015)
- 03. September: Onaje Allan Gumbs, US-amerikanischer Jazzmusiker († 2020)
- 03. September: Karl-Ludwig Sauer, deutscher Künstler
- 04. September: Dado Topić, kroatischer Rockmusiker
- 05. September: Clem Clempson, britischer Gitarrist (Humble Pie)
- 09. September: James Barnes, US-amerikanischer Komponist und Professor

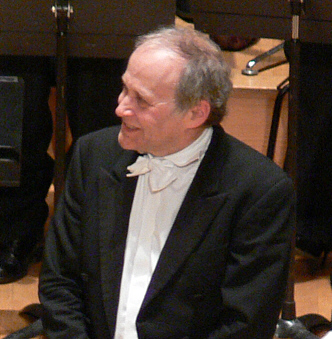
Adam Fischer; * 9. September

- 09. September: Ádám Fischer, ungarischer Dirigent
- 09. September: John Reid, schottischer Musikmanager
- 09. September: Larry Stabbins, britischer Jazzmusiker
- 10. September: Barriemore Barlow, britischer Schlagzeuger und Perkussionist (Jethro Tull)
- 10. September: Josif Gofenberg, ukrainisch-deutscher Akkordeonist und Dozent jüdischer Musik († 2022)
- 10. September: Barbara Morrison, US-amerikanische Jazzsängerin († 2022)
- 10. September: Viktor Paskow, bulgarischer Autor und Musiker († 2009)
- 11. September: Red Hurley, irischer Schlagersänger
- 13. September: Itamar Assumpção, brasilianischer Sänger, Komponist, Arrangeur und Schauspieler († 2003)
- 13. September: Burghart Klaußner, deutscher Schauspieler, Theaterregisseur, Hörbuchsprecher, Sänger und Autor
- 14. September: Steven Earl Gaines, US-amerikanischer Musiker (Lynyrd Skynyrd) († 1977)
- 14. September: Peter Guidi, britisch-italienischer Jazzmusiker († 2018)
- 14. September: Tommy Seebach, dänischer Sänger, Musiker, Songschreiber († 2003)
- 14. September: Fred "Sonic" Smith, US-amerikanischer Gitarrist (MC5)
- 16. September: Wladimir Chromtschenko, ukrainischer Organist und Orgelbauer († 2022)
- 17. September: Miguel Ángel Gómez Martínez, spanischer Komponist und Dirigent († 2024)
- 18. September: Kerry Livgren, US-amerikanischer Rockmusiker (Kansas)
- 19. September: Sally Potter, britische Autorenfilmerin und Filmkomponistin
- 20. September: Chuck Panozzo, US-amerikanischer Musiker (Styx)
- 20. September: John Panozzo, US-amerikanischer Schlagzeuger (Styx)
- 20. September: Rasul Siddik, US-amerikanischer Trompeter des Avantgarde Jazz († 2023)
- 21. September: Jim Schapperoew, US-amerikanischer Jazzmusiker (Schlagzeug, Komposition)
- 23. September: Jean-Claude Montredon, französischer Schlagzeuger († 2025)

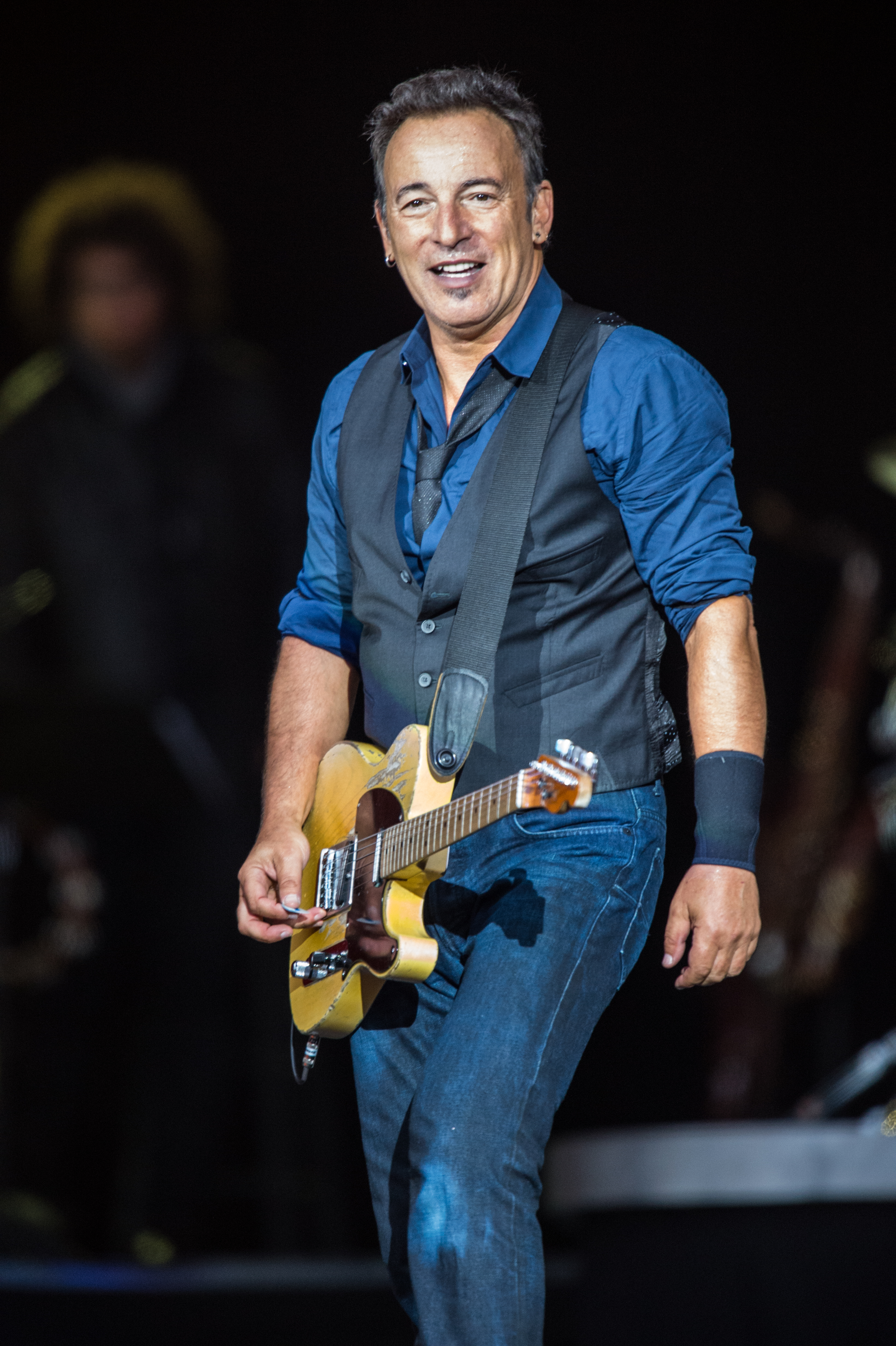
Bruce Springsteen; * 23. September

- 23. September: Bruce Springsteen, US-amerikanischer Rockmusiker
- 24. September: Bill Connors, US-amerikanischer Jazzgitarrist (Return to Forever)
- 25. September: Daniel Fueter, Schweizer Pianist, Komponist und Musikpädagoge
- 26. September: Eduardo Gatti, chilenischer Cantautor
- 26. September: Wendy Saddington, australische Jazz-Sängerin († 2013)
- 27. September: Allan C. Barnes, US-amerikanischer Jazzmusiker († 2016)
- 27. September: Jahn Teigen, norwegischer Sänger und Musiker († 2020)
- 30. September: Eleanor Alberga, britische Komponistin
- 00. September: Little Axe, US-amerikanischer Musiker

### Oktober
- 01. Oktober: Elpida, griechische Sängerin

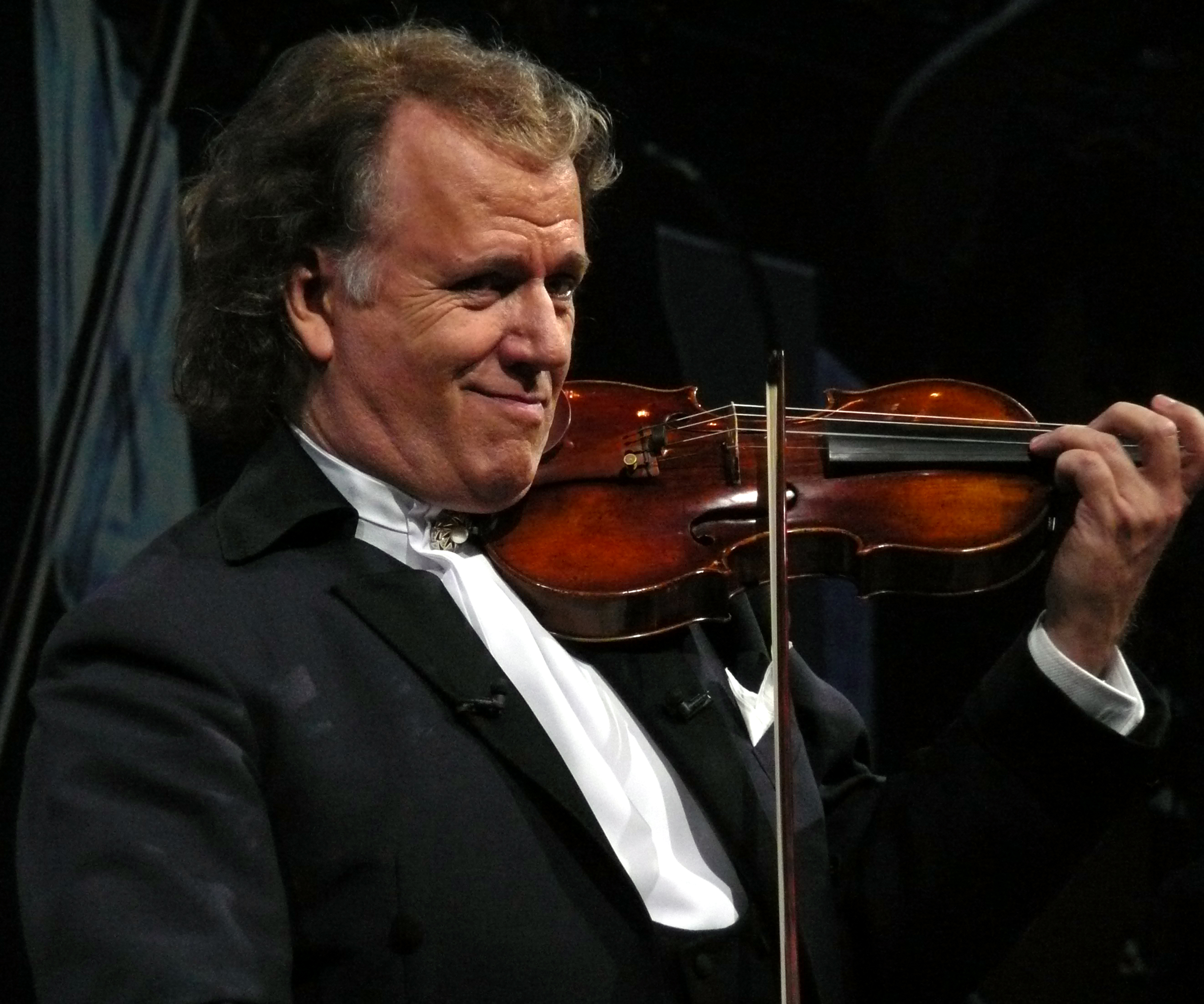
Andre Rieu; * 1. Oktober

- 01. Oktober: André Rieu, niederländischer Violinist
- 02. Oktober: Richard Hell, US-amerikanischer Musiker und Schriftsteller
- 03. Oktober: Lindsey Buckingham, US-amerikanischer Rockmusiker und Komponist
- 04. Oktober: John Aler, US-amerikanischer Konzert- und Opernsänger (Tenor) († 2022)
- 05. Oktober: Thomas Clausen, dänischer Jazzmusiker
- 05. Oktober: B. W. Stevenson, US-amerikanischer Folkmusiker († 1988)

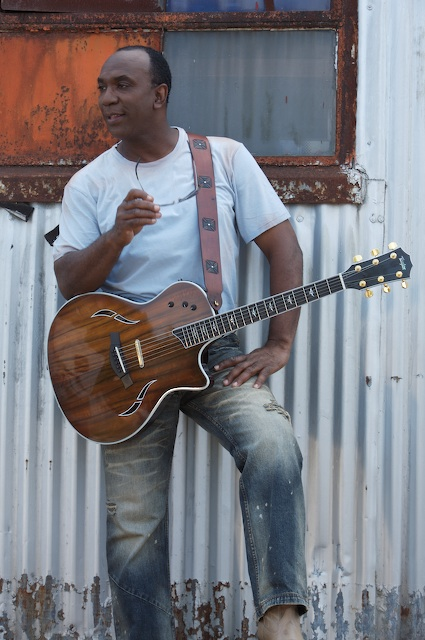
Thomas McClary; * 6. Oktober

- 06. Oktober: Thomas McClary, US-amerikanischer Gitarrist, Sänger, Songwriter und Plattenproduzent (The Commodores)
- 06. Oktober: Bobby Farrell, niederländischer Popsänger und Tänzer († 2010)
- 07. Oktober: Kieran Kane, US-amerikanischer Sänger und Songwriter
- 07. Oktober: Gabriel Yared, libanesischer Komponist
- 08. Oktober: Jay Graydon, US-amerikanischer Musiker und Gitarrist
- 08. Oktober: Hamish Stuart, schottischer Soulmusiker
- 09. Oktober: Brendan Mullen, britischer Nachtklubbesitzer, Musikpromoter und Autor († 2009)
- 10. Oktober: Andrzej Sikorowski, polnischer Sänger, Komponist, Gitarrist und Autor
- 13. Oktober: Ray Brown, Jr., US-amerikanischer Jazz- und Bluessänger
- 13. Oktober: Leona Mitchell, US-amerikanische Sopranistin
- 13. Oktober: Gary Richrath, US-amerikanischer Gitarrist (REO Speedwagon) († 2015)
- 13. Oktober: Rick Vito, US-amerikanischer Gitarrist
- 15. Oktober: Carole Vinci, Schweizer Sängerin
- 17. Oktober: Bill Hudson, US-amerikanischer Musiker und Schauspieler (Hudson Brothers)
- 17. Oktober: Kazutoki Umezu, japanischer Jazzmusiker
- 18. Oktober: Lasse Thoresen, norwegischer Komponist und Musikpädagoge
- 21. Oktober: Shulamit Ran, israelisch-amerikanische Komponistin und Musikpädagogin
- 22. Oktober: Manfred Trojahn, deutscher Komponist, Dirigent, Opernregisseur und Essayist
- 23. Oktober: Michael Burston, britischer Gitarrist (Motörhead) († 2011)
- 23. Oktober: Harald Grosskopf, deutscher Musiker und Schlagzeuger

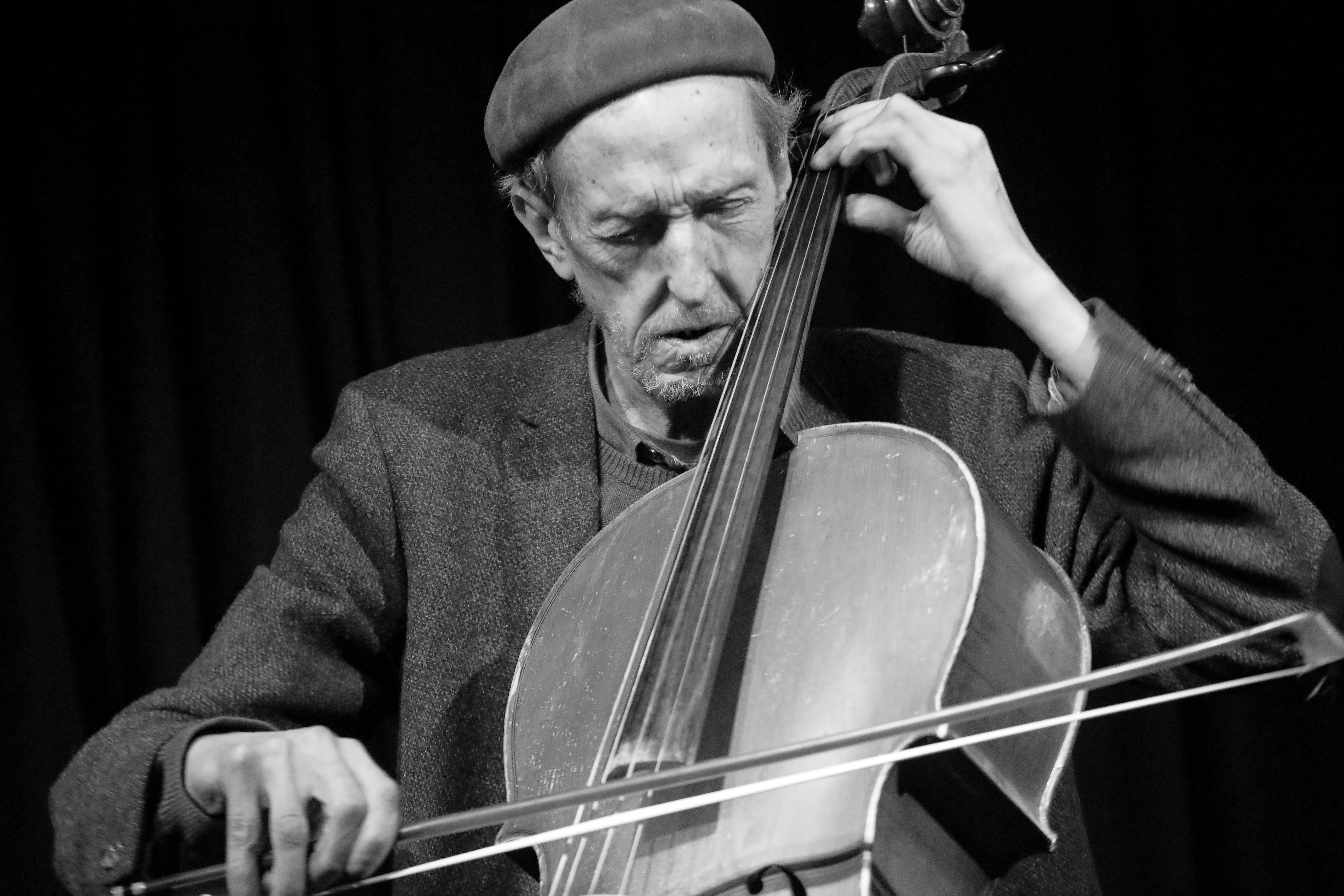
Tristan Honsinger; * 23. Oktober

- 23. Oktober: Tristan Honsinger, US-amerikanischer Freejazz-Cellist († 2023)
- 23. Oktober: Nick Tosches, US-amerikanischer Journalist, Musikkritiker und Schriftsteller († 2019)[11]
- 24. Oktober: De Aal, niederländischer Schlagersänger
- 25. Oktober: Nikolaus Brass, deutscher Komponist
- 26. Oktober: Rafael Pérez Botija, spanischer Komponist und Arrangeur
- 26. Oktober: Jesús Gómez Cairo, kubanischer Musikwissenschaftler und -pädagoge († 2023)
- 27. Oktober: Clifford Antone, US-amerikanischer Bluesclub- und Labelbetreiber († 2006)
- 27. Oktober: Bodo Staiger, deutscher Musiker und Produzent († 2019)

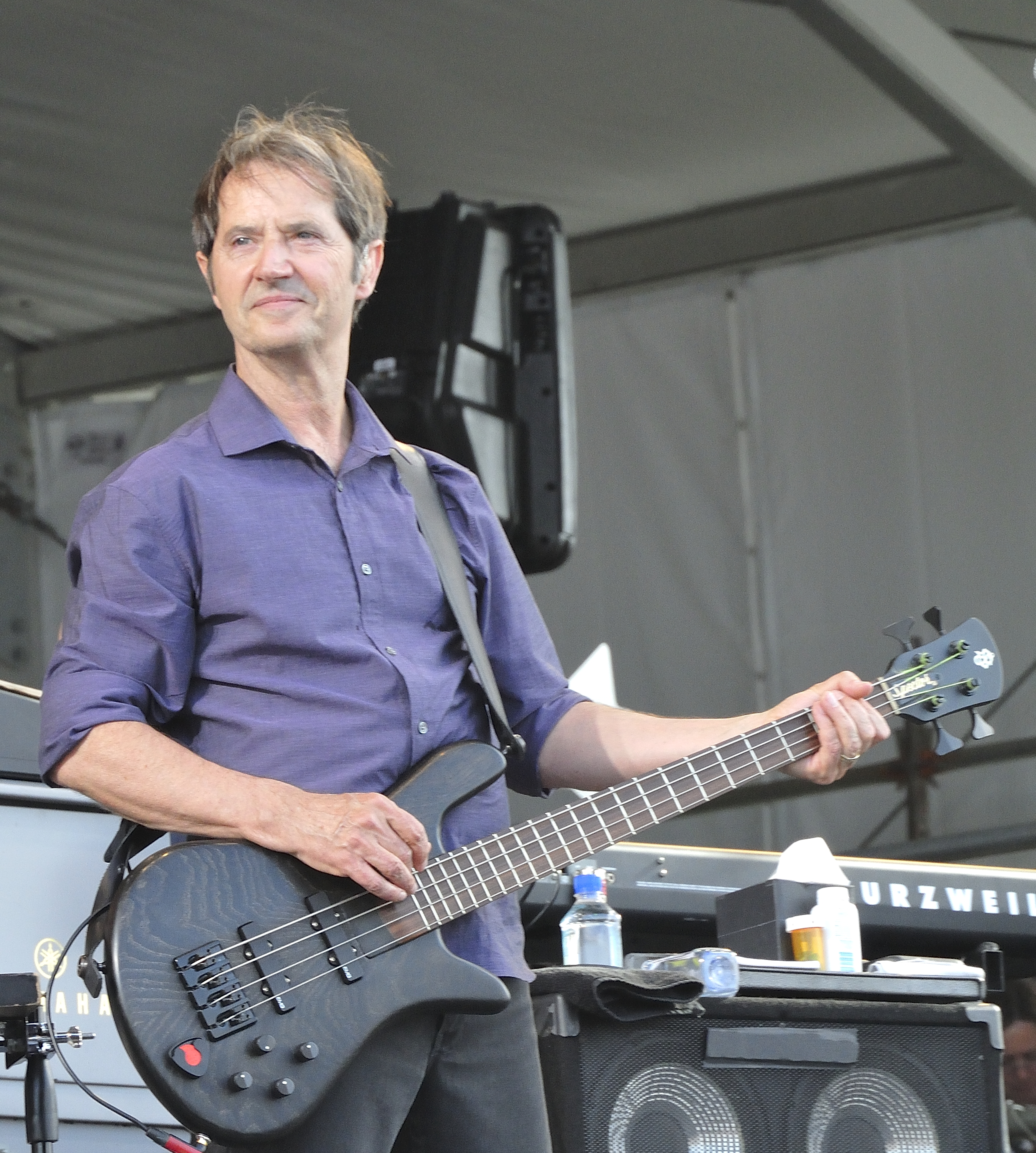
Garry Tallent; * 27. Oktober

- 27. Oktober: Garry Tallent, US-amerikanischer Bassist (E Street Band)
- 28. Oktober: Howard Sandroff, US-amerikanischer Komponist und Musikpädagoge
- 29. Oktober: David Paton, schottischer Bassist, Gitarrist und Sänger
- 30. Oktober: Achim Amme, deutscher Autor, Schauspieler und Musiker

### November
- 02. November: Frankie Miller, britischer Sänger und Gitarrist
- 06. November: Arturo Sandoval, US-amerikanischer Jazz- und Fusionmusiker
- 07. November: David S. Ware, US-amerikanischer Jazz-Saxophonist († 2012)

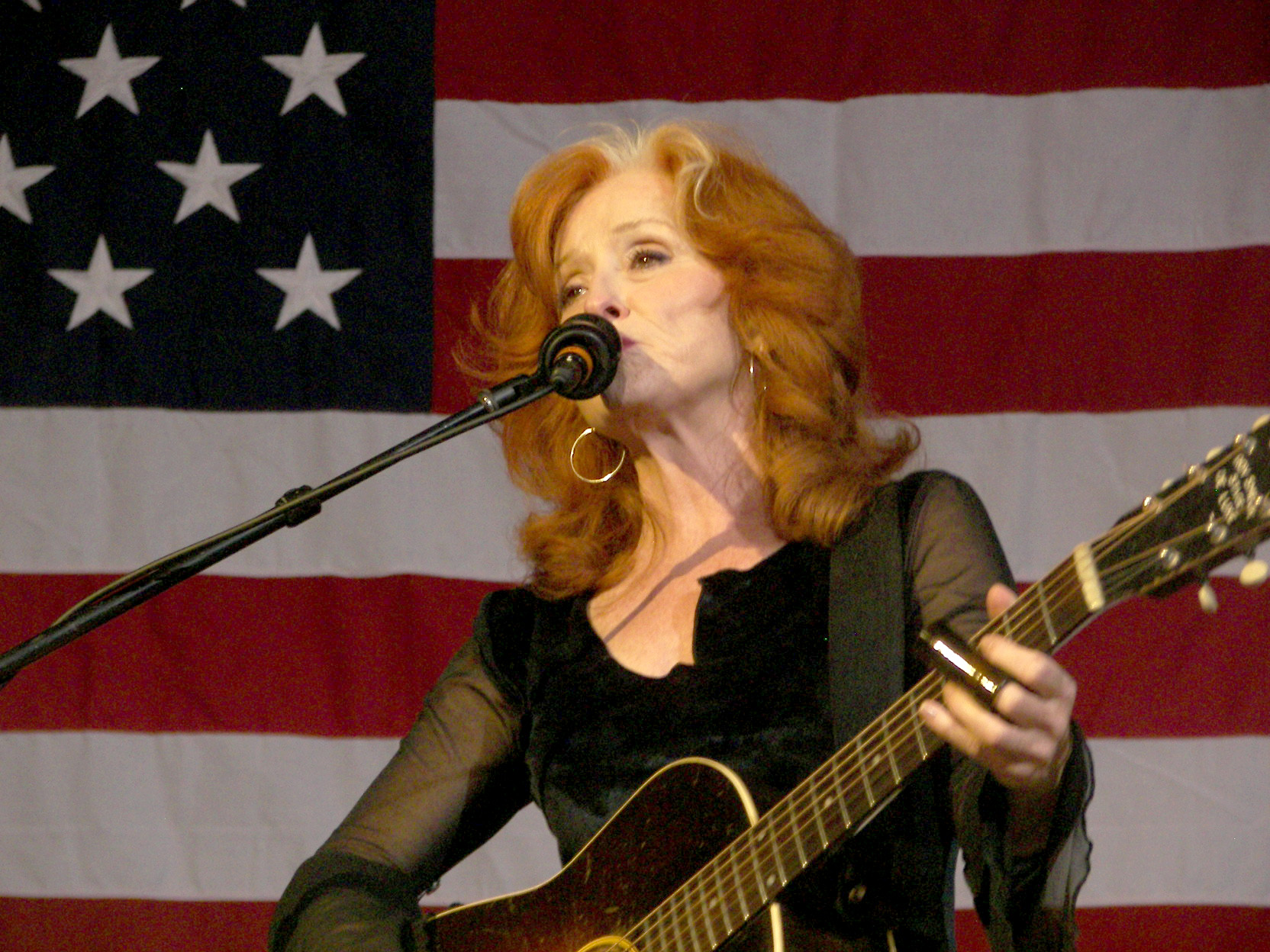
Bonnie Raitt; * 8. November

- 08. November: Bonnie Raitt, US-amerikanische Rhythm-and-Blues-Sängerin
- 10. November: Karl Johannes Schindler, deutscher Komponist und Musikproduzent († 2015)
- 12. November: Cândida Branca Flor, portugiesischer Sänger und Entertainer († 2001)
- 12. November: André Laplante, kanadischer Pianist
- 13. November: Terry Reid, britischer Rocksänger und Gitarrist († 2025)
- 14. November: Raúl Di Blasio, argentinischer Pianist
- 14. November: James Young, US-amerikanischer Musiker (Styx)
- 17. November: Bernhard Morbach, deutscher Musikwissenschaftler und Hörfunkmoderator († 2021)
- 18. November: Herman Rarebell, deutscher Schlagzeuger
- 20. November: Bill Reichenbach Jr., US-amerikanischer Jazz- und Studiomusiker

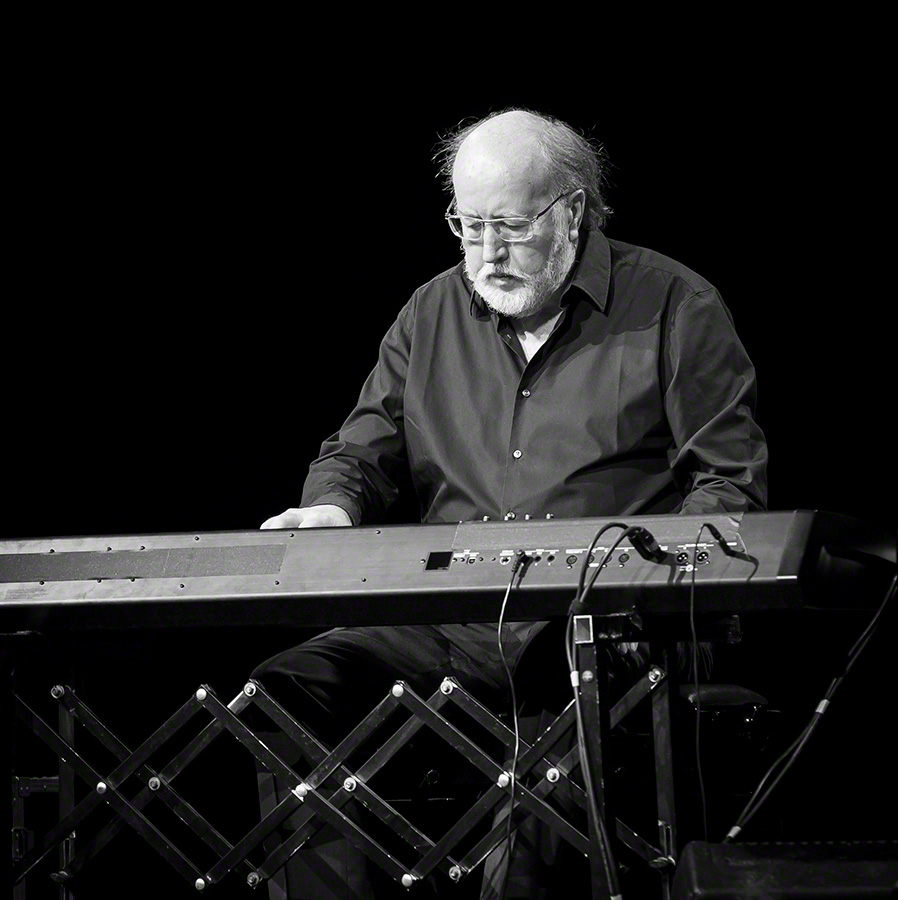
Rainer Brüninghaus; * 21. November

- 21. November: Rainer Brüninghaus, deutscher Jazzpianist und Komponist
- 21. November: Judith Shatin, US-amerikanische Komponistin und Musikpädagogin
- 23. November: Marcia Griffiths, jamaikanische Sängerin
- 23. November: Sandra Stevens, britische Sängerin (Brotherhood of Man)
- 24. November: Antônio Madureira, brasilianischer Gitarrist und Komponist
- 25. November: Herbert Junck, deutscher Schlagzeuger († 2005)
- 26. November: Shlomo Artzi, israelischer Pop- und Rocksänger
- 28. November: Alexander Borissowitsch Godunow, russischer Tänzer und Schauspieler († 1995)
- 28. November: Paul Shaffer, kanadischer Musiker (Late Show with David Letterman)
- 29. November: Bigote Arrocet, argentinisch-chilenischer Sänger, Komiker und Schauspieler

### Dezember
- 03. Dezember: Ka Nin Chan, kanadischer Komponist und Musikpädagoge0
- 03. Dezember: Nicky Stevens, britische Sängerin (Brotherhood of Man)
- 04. Dezember: G. G. Anderson, deutscher Komponist, Produzent und Schlagersänger
- 04. Dezember: Robert Williams, griechischer Musiker († 2022)
- 05. Dezember: John Altman, britischer Komponist und Dirigent
- 05. Dezember: Enrico Pieranunzi, italienischer Jazzpianist, Komponist und Arrangeur
- 07. Dezember: Tom Waits, US-amerikanischer Komponist, Schauspieler und Autor
- 08. Dezember: Ray Shulman, britischer Musiker (Gentle Giant) († 2023)
- 10. Dezember: Pops Mohamed, südafrikanischer Musiker und Produzent
- 11. Dezember: Kadri Gopalnath, indischer Saxophonist († 2019)
- 13. Dezember: Randy Owen, US-amerikanischer Countrymusiker (Alabama)
- 13. Dezember: Tom Verlaine, US-amerikanischer Sänger, Gitarrist und Songwriter (Television) († 2023)
- 14. Dezember: Inger Lise Rypdal, norwegische Sängerin und Schauspielerin
- 14. Dezember: Cliff Williams, britischer Bass-Gitarrist (AC/DC)
- 15. Dezember: Josef Alois Náhlovský, tschechischer Humorist, Entertainer, Musiker, Schauspieler und Schriftsteller († 2022)

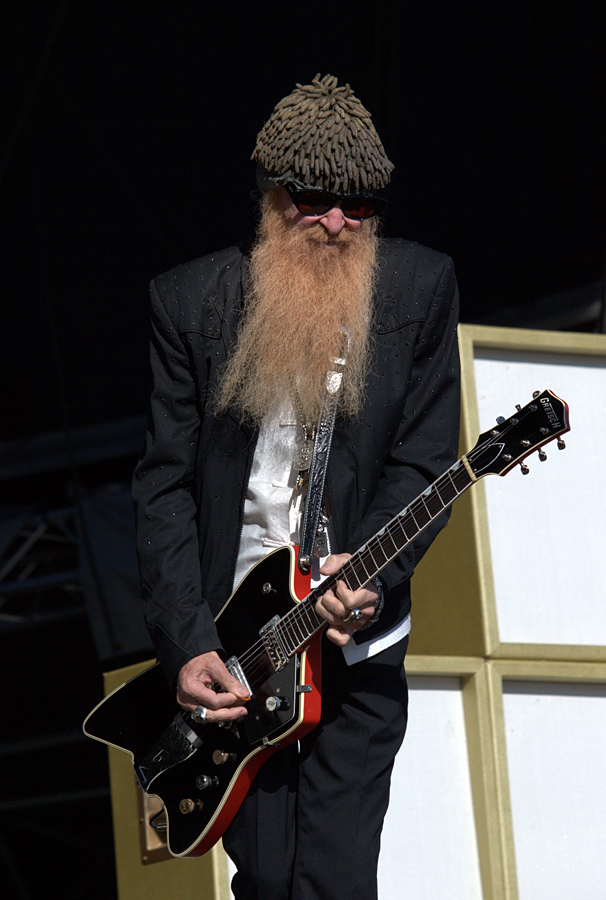
Billy Gibbons; * 16. Dezember

- 16. Dezember: Billy Gibbons, US-amerikanischer Gitarrist und Sänger (ZZ Top)
- 16. Dezember: Sugar Blue, US-amerikanischer Blues-Mundharmonikaspieler

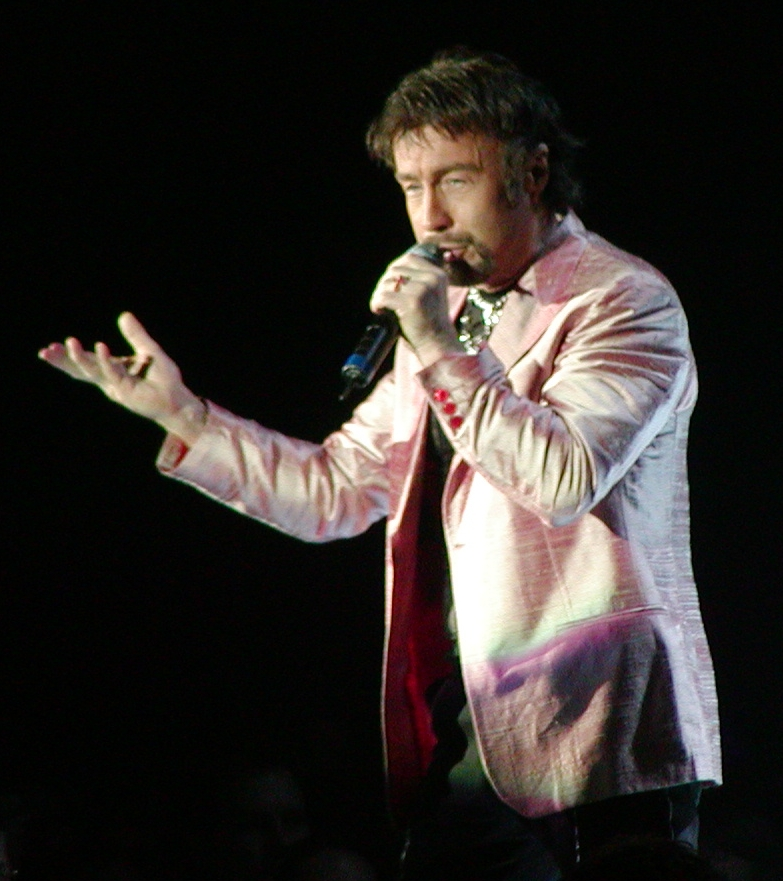
Paul Rodgers; * 17. Dezember

- 17. Dezember: Paul Rodgers, britischer Rockmusiker (Free, Bad Company, Queen)
- 19. Dezember: Ursula Höpfner-Tabori, deutsche Tänzerin und Schauspielerin († 2024)
- 19. Dezember: Lenny White, US-amerikanischer Jazz-Schlagzeuger (Return to Forever)
- 21. Dezember: Gottfried Böttger, deutscher Pianist († 2017)
- 21. Dezember: Alexander Anatoljewitsch Chartschikow, russischer Liedermacher († 2023)
- 21. Dezember: Marilyn Scott, US-amerikanische Jazzsängerin

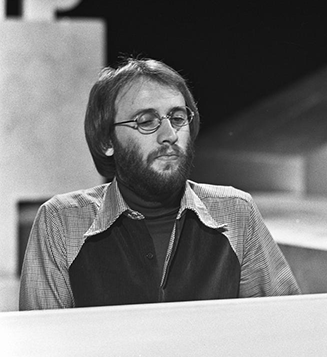
Maurice Gibb; * 22. Dezember

- 22. Dezember: Maurice Gibb, britisch-australischer Popmusiker (Bee Gees) († 2003)

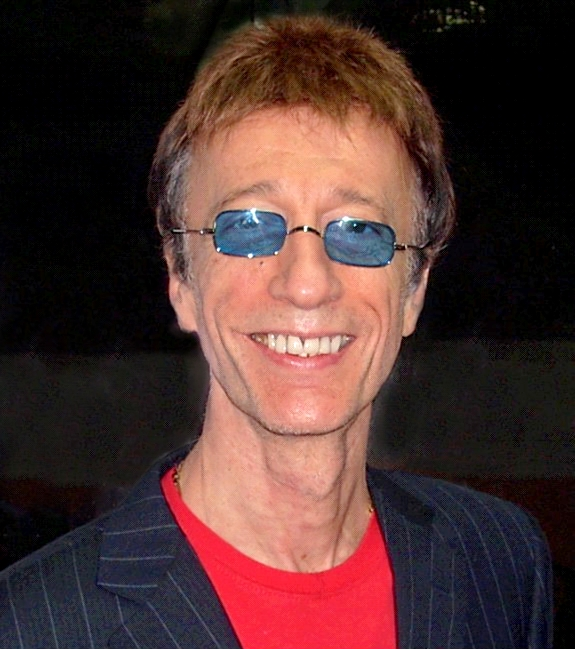
Robin Gibb; * 22. Dezember

- 22. Dezember: Robin Gibb, britisch-australischer Popmusiker (Bee Gees) († 2012)
- 23. Dezember: Robert Steven „Adrian“ Belew, US-amerikanischer Gitarrist und Komponist
- 25. Dezember: Bernhard Hemmerle, deutscher Kirchenmusiker und Komponist

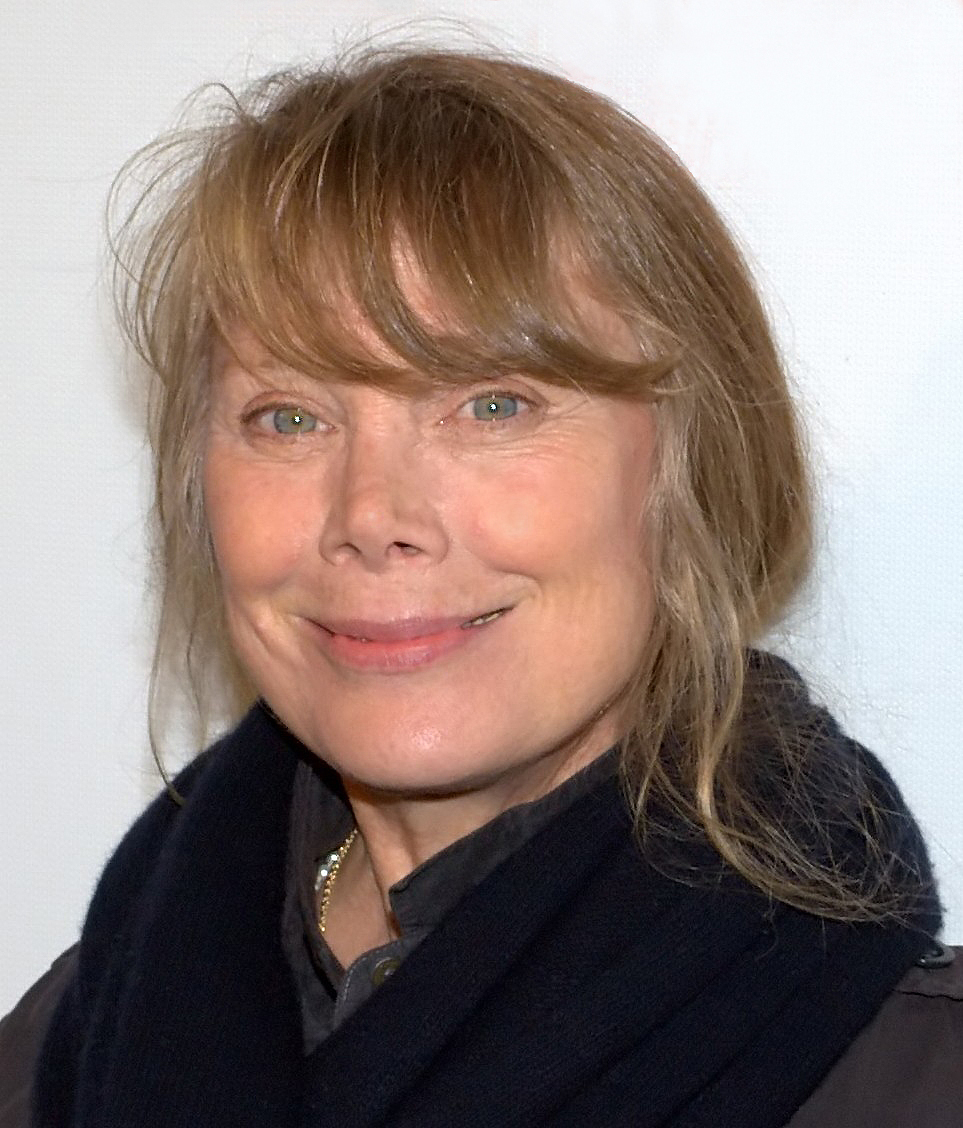
Sissy Spacek; * 25. Dezember

- 25. Dezember: Sissy Spacek, US-amerikanische Schauspielerin und Sängerin
- 25. Dezember: Joe Louis Walker, US-amerikanischer Blues-Gitarrist
- 25. Dezember: Konstanty Wilenski, ukrainischer und polnischer Pianist, Komponist und Jazzmusiker
- 27. Dezember: T. S. Monk, US-amerikanischer Jazz-Schlagzeuger, Perkussionist und Komponist
- 29. Dezember: Wolle Kriwanek, deutscher Sänger († 2003)

### Genaues Geburtsdatum unbekannt
- Michiko Akao, japanische Yokobuespielerin (Querflötistin)
- Klaus Ammann, deutscher Musiker und Komponist
- Hans Anliker, schweizerischer Posaunist und Komponist
- Hans Christoph Becker-Foss, deutscher Organist und Chorleiter und Kirchenmusiker
- Jane Brockman, US-amerikanische Komponistin und Musikpädagogin
- Martin Brody, US-amerikanischer Komponist und Musikpädagoge
- Barry Cooper, britischer Musikwissenschaftler
- Nelson Delle-Vigne Fabbri, argentinischer Pianist und Musikpädagoge
- Robert Dickow, US-amerikanischer Komponist, Hornist und Musikpädagoge
- Klaus Eichhorn, deutscher Organist und Hochschullehrer
- Myriam Fuks, israelische Sängerin und Schauspielerin
- Christian Funke, deutscher Geiger und Hochschullehrer
- Jack Gabel, US-amerikanischer Komponist
- Raviv Gazit, israelischer Komponist und Musikpädagoge
- Friedemann Graef, deutscher Musiker
- Mary Jane Leach, US-amerikanische Komponistin
- Erik Levi, britischer Musikwissenschaftler
- Chris Mann, australischer Lyriker, Komponist und Performer († 2018)
- James Marshall, US-amerikanischer Komponist
- Heinz Robert Martin, deutscher Gitarrist
- Lina Neuwirt, deutsche Sängerin
- Alain Pierre Pradel, französischer Komponist und Pianist
- Kathrin Prick, deutsche Opernregisseurin
- John Sampen, US-amerikanischer Saxophonist und Musikpädagoge
- Tom Sancton, US-amerikanischer Autor und Jazzmusiker
- Mike Schafmeier, deutscher Musiker und Schlagzeuger († 2020)
- Helmut Schröder, deutscher Organist und Musikpädagoge
- Glen Velez, US-amerikanischer Jazz-Perkussionist und Komponist
- Jochen Vetter, deutscher Musiker, Filmemacher, Journalist und Maler
- Ewa Wycichowska, polnische Balletttänzerin und Choreographin
- Jesper Zeuthen, dänischer Jazzmusiker

### Geboren um 1949
- Tina Reynolds, irische Schlagersängerin

## Gestorben

### Januar bis März
- 09. Januar: Artur Immisch, deutscher Pianist und Komponist (* 1902)
- 09. Januar: Amilcare Zanella, italienischer Pianist und Komponist (* 1873)
- 10. Januar: Francisco Soñé, dominikanischer Komponist, Musikpädagoge, Dirigent und Klarinettist (* 1860)
- 11. Januar: Edward Goll, deutschböhmischer britisch-australischer Musiker (* 1884)
- 14. Januar: George Baquet, US-amerikanischer Jazz-Klarinettist des frühen New Orleans Jazz (* 1883)
- 14. Januar: Amedeo Bassi, italienischer Tenor (* 1872)

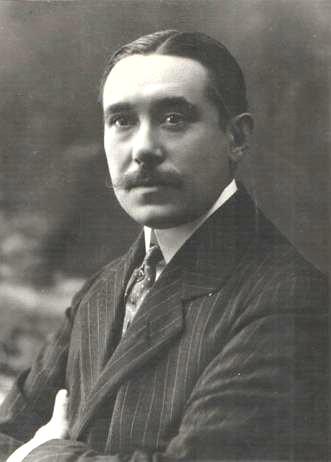
Joaquín Turina; † 14. Januar

- 14. Januar: Joaquín Turina, spanischer Komponist (* 1882)
- 15. Januar: Robert Evett, britischer Sänger, Schauspieler, Theatermanager und Produzent (* 1874)
- 19. Januar: Alexander Savine, US-amerikanischer Komponist, Dirigent und Gesangspädagoge jugoslawischer Familienherkunft (* 1881)
- 23. Januar: Gustav Heinze, deutscher Orgelbauer (* 1874)
- 25. Januar: Emil Axman, tschechischer Musikwissenschaftler und Komponist (* 1887)
- 27. Januar: Boris Assafjew, russischer Komponist (* 1884)
- 29. Januar: Fritz Brandt, deutscher Jurist und Komponist (* 1880)
- 01. Februar: Herbert Stothart, US-amerikanischer Komponist (* 1885)
- 08. Februar: Franco Leoni, italienischer Komponist (* 1864)
- 08. Februar: Karl Luze, österreichischer Chordirigent und letzter Hofkapellmeister (* 1864)
- 08. Februar: Leonid Alexejewitsch Polowinkin, russischer Komponist (* 1894)
- 11. Februar: George Botsford, US-amerikanischer Komponist und Pianist (* 1874)
- 11. Februar: Giovanni Zenatello, italienischer Opernsänger (* 1876)
- 14. Februar: Seymour Simons, US-amerikanischer Pianist, Komponist, Orchesterleiter und Radioproduzent (* 1896)
- 16. Februar: Heinz Schüngeler, deutscher Musikpädagoge, Pianist und Komponist (* 1884)
- 17. Februar: Erik Abrahamsen, dänischer Musikwissenschaftler (* 1893)
- 21. Februar: Ernest Walker, britischer Komponist, Pianist, Organist, Musikpädagoge und -Schriftsteller (* 1870)

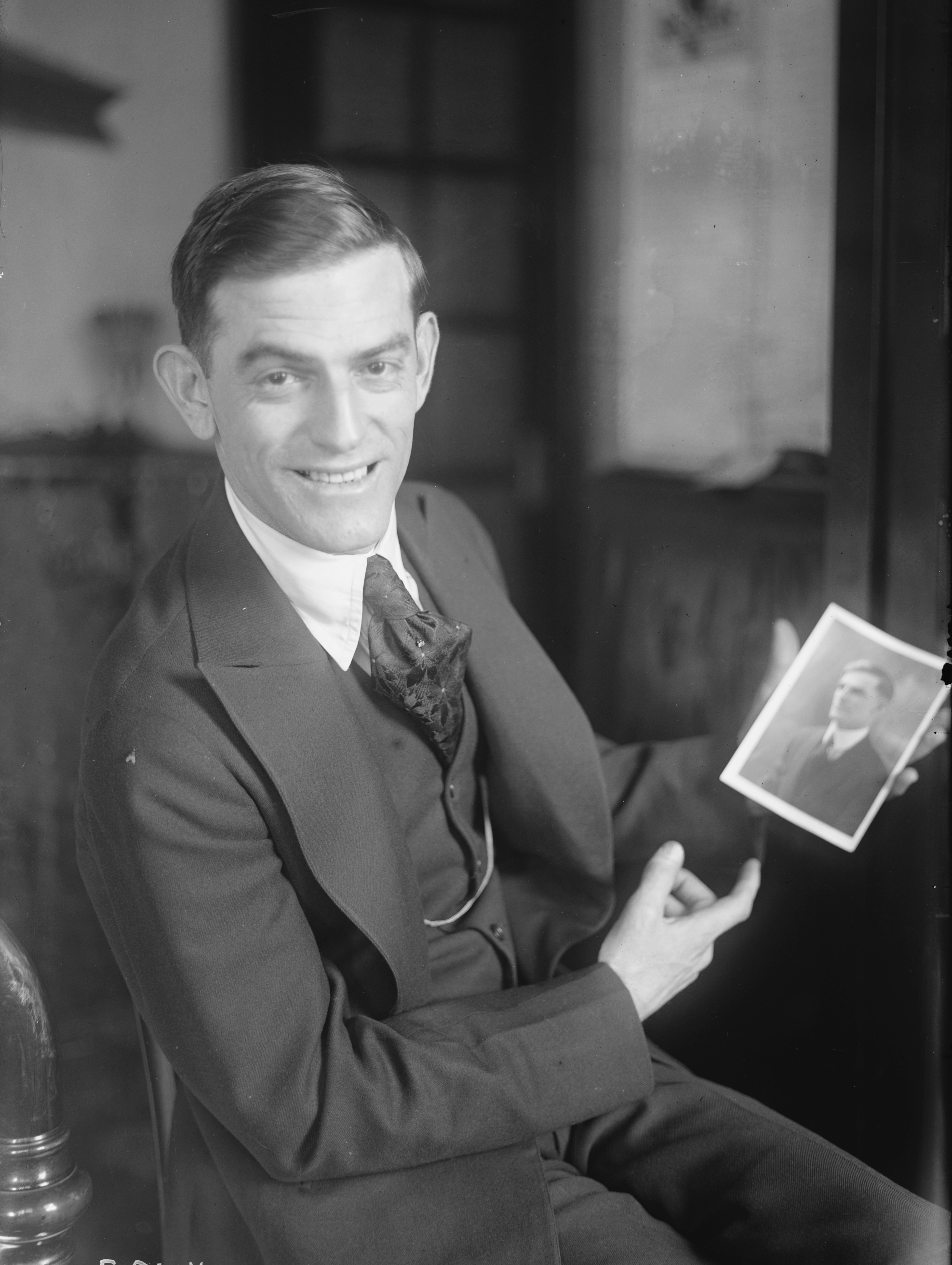
Al Bernard; † 6. März

- 06. März: Al Bernard, US-amerikanischer Vaudeville-Sänger, Old-Time-Musiker und Komiker (* 1888)
- 07. März: Sol Bloom, US-amerikanischer Politiker, Theatermanager und Musikverleger (* 1870)
- 10. März: Rudolf Sahlberg, schwedischer Kapellmeister, Arrangeur und Komponist (* 1879)
- 11. März: Joan Lamote de Grignon i Bocquet, katalanischer Pianist, Dirigent und Komponist (* 1872)
- 12. März: Otto Löffler, deutscher Komponist (* 1871)
- 20. März: Irving Fazola, US-amerikanischer Jazzschlagzeuger (* 1912)
- 21. März: Erwin Lendvai, ungarischer Komponist (* 1882)
- 23. März: Joseph Neuhäuser, deutscher Komponist (* 1890)
- 24. März: Alfred Dubois, belgischer Geiger und Musikpädagoge (* 1898)

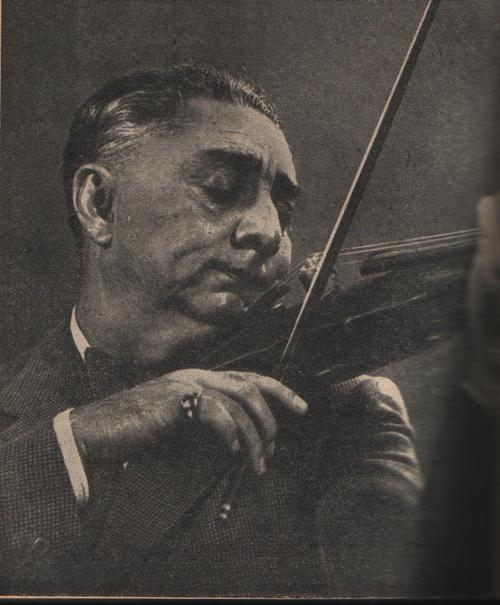
Grigoras Dinicu; † 28. März

- 28. März: Grigoraş Dinicu, rumänischer Komponist und Violinist (* 1889)

### April bis Juni
- 02. April: Fritz Müller-Rehrmann, deutscher Komponist (* 1889)
- 03. April: Basil Harwood, britischer Organist und Komponist (* 1859)
- 05. April: Leo Erdody, US-amerikanischer Filmkomponist, Liedtexter, Autor, Dirigent und Violinist (* 1888)
- 07. April: Ignatz Waghalter, polnisch-deutscher Komponist und Dirigent (* 1881)
- 10. April: Jara Beneš, tschechischer Komponist (* 1897)
- 11. April: Herbie Haymer, US-amerikanischer Jazz-Tenorsaxophonist (* 1915)
- 12. April: Virginia Vera, argentinische Sängerin, Gitarristin, Komponistin und Schauspielerin (* 1898)
- 19. April: Wolfgang von Schwind, österreichisch-deutscher Sänger (Bass) und Schauspieler (* 1879)
- 25. April: Kid Rena, US-amerikanischer Jazz-Trompeter (* 1898)
- 03. Mai: William B. Houchens, US-amerikanischer Musiker (* 1884)
- 03. Mai: Luigi Rachel, italienischer Komponist (* 1879)
- 06. Mai: Hashimoto Kunihiko, japanischer Komponist, Geiger, Dirigent und Hochschullehrer (* 1904)

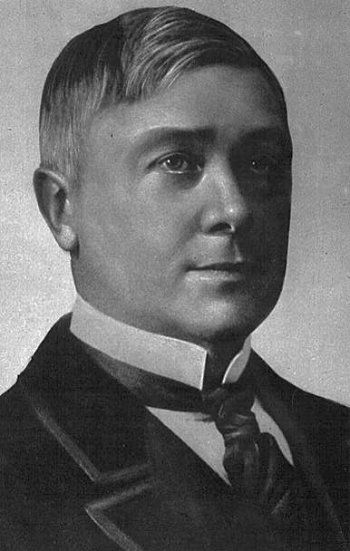
Maurice Maeterlinck; † 6. Mai

- 06. Mai: Maurice Maeterlinck, belgischer Schriftsteller, Dramatiker und Librettist (* 1862)
- 10. Mai: Emilio de Gogorza, US-amerikanischer Sänger (* 1872)
- 21. Mai: Antonio Mesa, dominikanischer Sänger (* 1895)

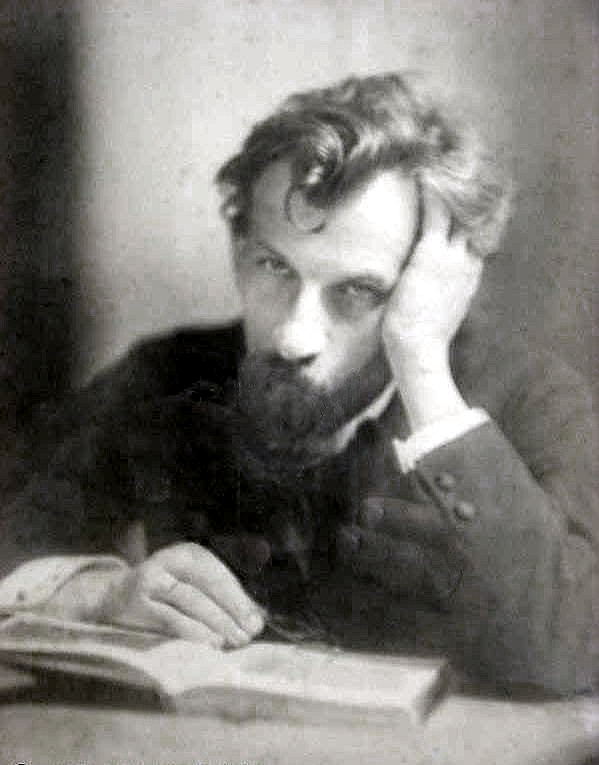
Hans Pfitzner; † 22. Mai

- 22. Mai: Hans Pfitzner, deutscher Komponist, Dirigent und Verfasser antisemitischer Schriften zur Musik (* 1869)
- 24. Mai: Rosita Renard, chilenische Pianistin (* 1894)
- 27. Mai: Rosy Wertheim, niederländische Komponistin, Pianistin und Musikpädagogin (* 1888)
- 29. Mai: Wladimir Nikolajewitsch Zybin, russischer Flötist, Komponist, Dirigent und Hochschullehrer (* 1877)
- 30. Mai: Rudolf Mersy, deutscher Musiker (* 1867)
- 01. Juni: Clarence M. Jones, US-amerikanischer Jazz-Musiker, Komponist und Arrangeur (* 1889)
- 02. Juni: Dynam-Victor Fumet, französischer Organist und Komponist (* 1867)

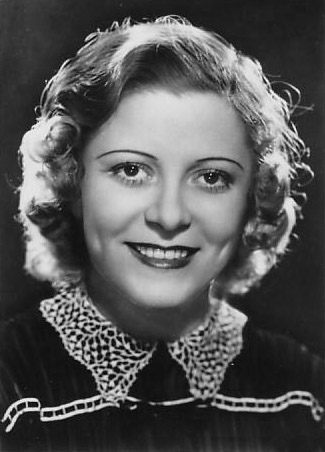
Maria Cebotari; † 9. Juni

- 09. Juni: Maria Cebotari, rumänische Opernsängerin (* 1910)
- 11. Juni: Franz Egenieff, deutscher Opernsänger (Bariton) und Filmschauspieler (* 1874)
- 13. Juni: Camilla Frydan, österreichische Soubrette, Komponistin und Textdichterin (* 1887)
- 16. Juni: Georg Fuchs, deutscher Musikkritiker, Schriftsteller und Theaterleiter (* 1868)

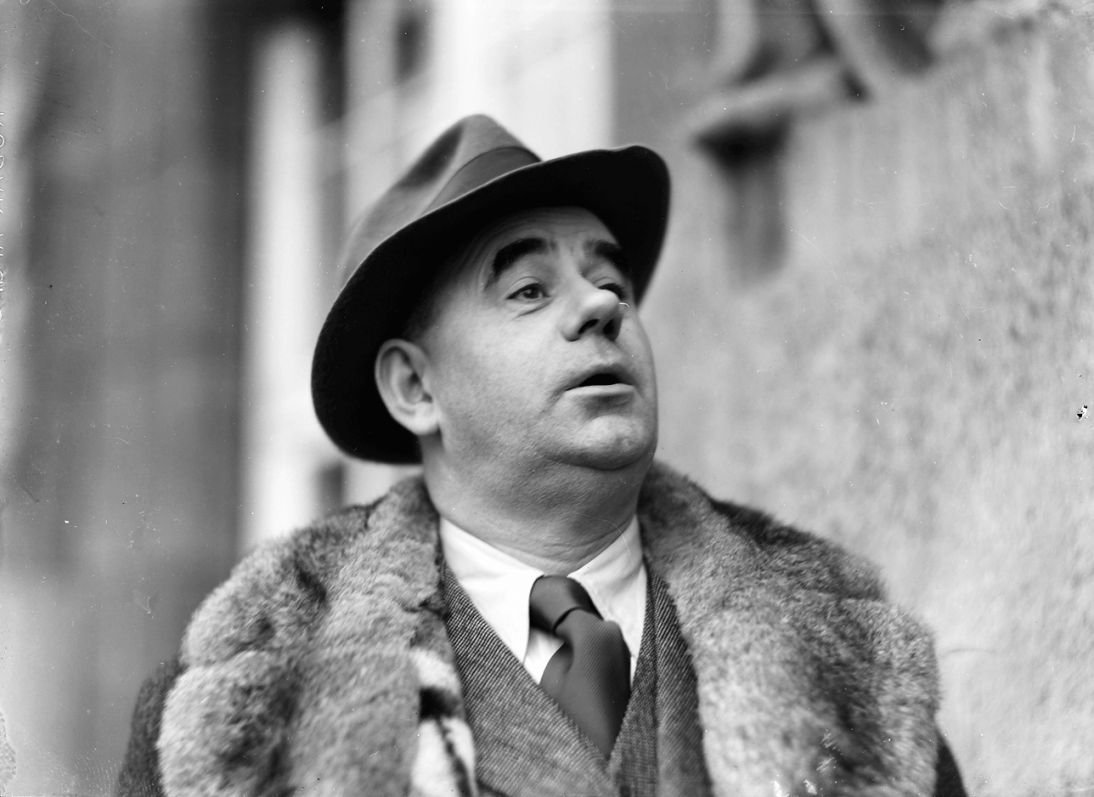
Weiß Ferdl; † 19. Juni

- 19. Juni: Weiß Ferdl, bayerischer Volkssänger und -schauspieler (* 1883)
- 25. Juni: Albert Keates, britischer Orgelbauer (* 1862)
- 27. Juni: Paul Rehkopf, deutscher Schauspieler und Opernsänger (* 1872)

### Juli bis September
- 02. Juli: Bud Scott, US-amerikanischer Jazzmusiker (Gitarre, Banjo, Gesang) des Traditional Jazz (* 1890)
- 04. Juli: Gustav Gold, böhmisch-österreichischer Komponist, Filmkomponist, Arrangeur und Kapellmeister (* 1870)

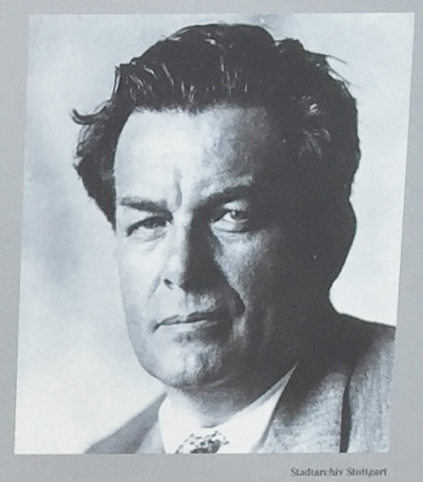
Hermann Weil; † 6. Juli

- 06. Juli: Hermann Weil, deutscher Opernsänger des Stimmfaches Bariton (* 1876)

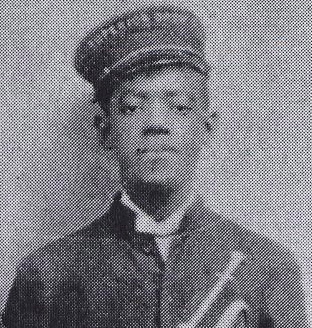
Bunk Johnson; † 7. Juli

- 07. Juli: Bunk Johnson, US-amerikanischer Kornettist und Trompeter (* 1879)
- 09. Juli: Fritz Hart, britischer Komponist und Dirigent (* 1874)
- 11. Juli: Danny Polo, US-amerikanischer Klarinettist und Saxophonist (Alt- und Tenorsaxophon) des Swing (* 1901)
- 14. Juli: Amédée Tremblay, kanadischer Organist, Komponist und Musikpädagoge (* 1876)
- 15. Juli: Eddie DeLange, US-amerikanischer Songwriter und Musiker (* 1904)
- 18. Juli: Vítězslav Novák, tschechoslowakischer Komponist und Dirigent (* 1870)
- 19. Juli: Amalie Konsa, estnische Schauspielerin und Sängerin (* 1873)
- 20. Juli: Ramón Montoya, spanischer Flamenco-Komponist und Flamenco-Gitarrist (* 1880)
- 21. Juli: Cesare Formichi, italienischer Bariton (* 1883)
- 28. Juli: Ernst Bücken, deutscher Musikwissenschaftler (* 1884)
- 02. August: Hermann Grab, österreichischer Schriftsteller und Musiker (* 1903)
- 11. August: Karl Weigl, österreichisch-US-amerikanischer Komponist (* 1881)
- 16. August: John Lemmoné, australischer Flötist, Komponist und Musikmanager (* 1861)
- 18. August: Paul Mares, US-amerikanischer Jazzmusiker (* 1900)
- 20. August: Louis Nelson Delisle, US-amerikanischer Jazz-Klarinettist des New Orleans Jazz (* 1885)
- 21. August: Gerhard von Keußler, deutscher Komponist, Dirigent und Musikschriftsteller (* 1874)
- 26. August: Hans Hoffmann, deutscher Tenor und Musikdirektor (* 1902)
- 30. August: Hans Kindler, niederländisch-amerikanischer Cellist und Dirigent (* 1892)
- 31. August: Paul Höffer, deutscher Komponist (* 1895)
- 31. August: Nick Long Jr., US-amerikanischer Tänzer und Schauspieler (* 1904)
- 04. September: Frank Croxton, US-amerikanischer Sänger (* 1877)
- 05. September: E. Robert Schmitz, französischer Pianist und Musikpädagoge (* 1889)
- 05. September: Walter Widdop, britischer Tenor (* 1892)[12]

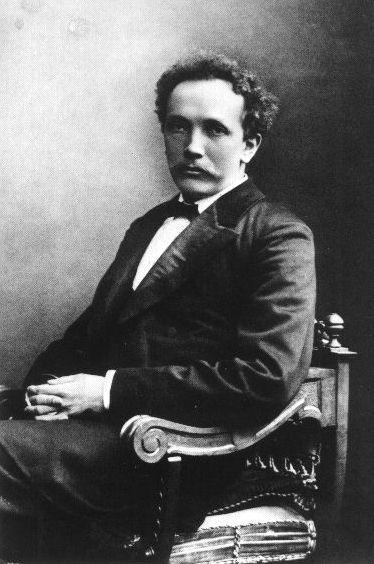
Richard Strauss; † 8. September

- 08. September: Richard Strauss, deutscher Komponist und Dirigent (* 1864)
- 09. September: Louis Dumaine, US-amerikanischer Jazz-Trompeter (* 1889)
- 11. September: Michael Hayvoronsky, ukrainischer Violinist, Dirigent und Komponist (* 1892)
- 11. September: Henri Rabaud, französischer Komponist und Dirigent (* 1873)

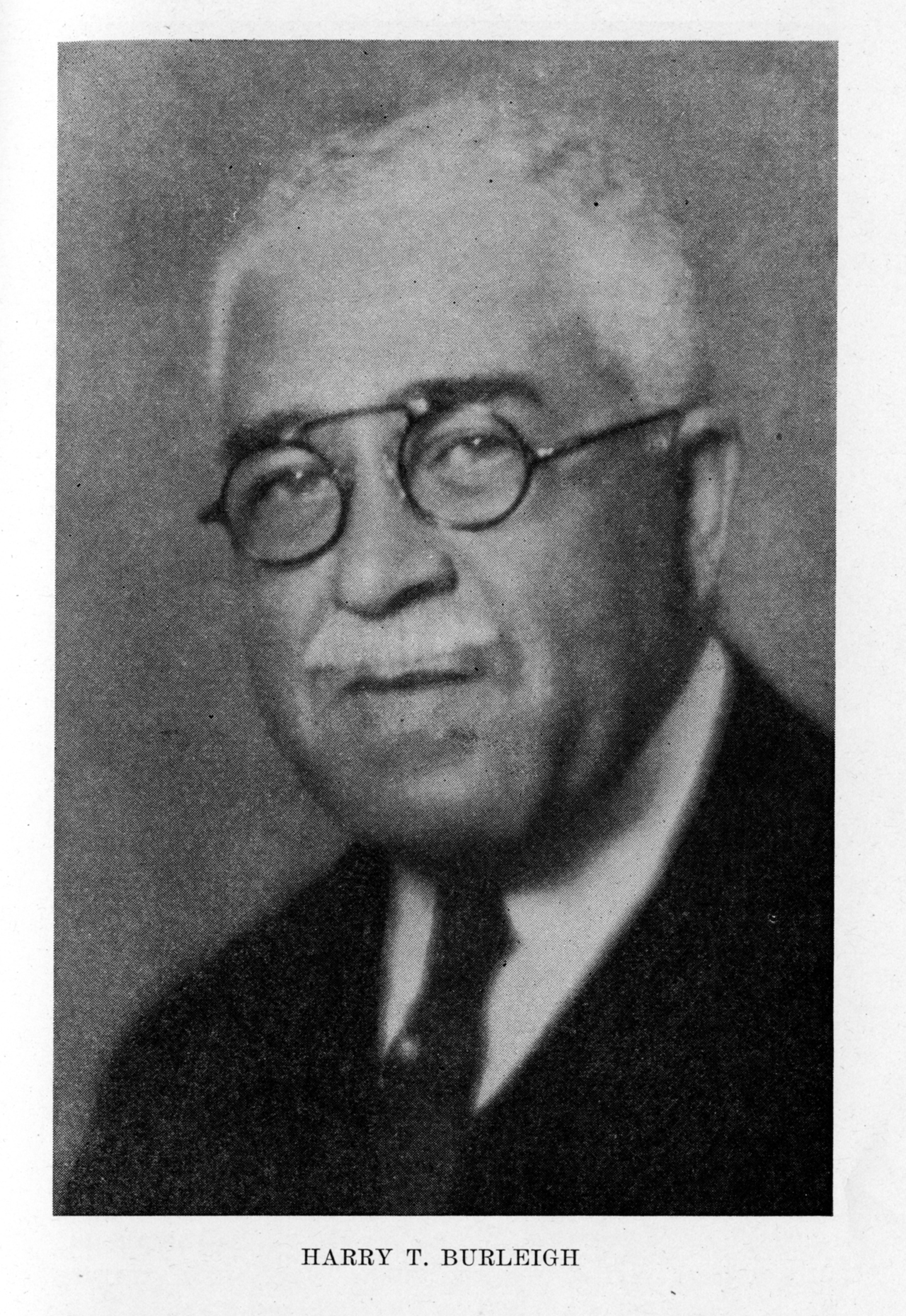
Harry T. Burleigh; † 12. September

- 12. September: Henry Thacker Burleigh, US-amerikanischer klassischer Sänger (Bariton), Arrangeur und Komponist (* 1866)
- 14. September: Frieda Hodapp, deutsche Pianistin und Schülerin von Max Reger (* 1880)
- 16. September: Victor Cordero Gonzales, peruanischer Sänger und Komponist (* 1893)
- 19. September: Nikos Skalkottas, griechischer Komponist (* 1904)
- 22. September: Karl von Greyerz, reformierter Pfarrer, religiöser Sozialist und Kirchenlieddichter (* 1870)
- 23. September: Pierre de Bréville, französischer Komponist (* 1861)
- 26. September: Alessandro Riboli, italienischer Organist und Komponist (* 1887)
- 28. September: Nancy Dalberg, dänische Komponistin (* 1881)

### Oktober bis Dezember
- 01. Oktober: Buddy Clark, US-amerikanischer Sänger (* 1912)
- 02. Oktober: Kosta Manojlović. serbischer Komponist und Musikethnologe (* 1890)

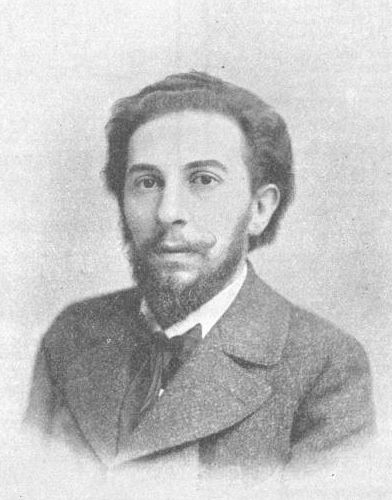
Edmund Eysler; † 4. Oktober

- 04. Oktober: Edmund Eysler, österreichischer Komponist (* 1874)
- 04. Oktober: Chris Smith, US-amerikanischer Komponist (* 1879)
- 09. Oktober: Wiktor Alexandrowitsch Uspenski, sowjetischer, russischer und usbekischer Komponist (* 1879)
- 10. Oktober: Charles Silver, französischer Komponist (* 1868)
- 14. Oktober: Paul Ehrenberg, deutscher Violinist und Maler (* 1876)
- 17. Oktober: Robert Peenemaa, estnischer Geiger (* 1903)
- 20. Oktober: Sam Collins, US-amerikanischer Blues-Sänger und Gitarrist (* 1887)
- 21. Oktober: Fritz Tennigkeit, deutscher Musiker und Maler (* 1892)
- 23. Oktober: Buster Wilson, US-amerikanischer Jazz-Pianist (* 1897)
- 24. Oktober: Joaquim Nin i Castellanos, kubanischer Komponist und klassischer Pianist (* 1879)
- 28. Oktober: Rosalie Housman, US-amerikanische Komponistin (* 1888)
- 28. Oktober: Jaroslav Labský, tschechischer Komponist (* 1875)
- 28. Oktober: Ginette Neveu, französische Violinistin (* 1919)
- 29. Oktober: Georges I. Gurdjieff, griechisch-armenischer Weisheitslehrer, Choreograph, Komponist (* vermutlich 1872)
- 30. Oktober: Stanley Kirkby, britischer Sänger und Varietékünstler (* 1878)
- 03. November: Berta Geissmar, deutsche Musikwissenschaftlerin (* 1892)
- 08. November: Robert Heinrich Lienau, deutscher Musikverleger und GEMA-Mitbegründer (* 1866)
- 09. November: Margit Bokor, ungarische Opernsängerin (* 1900)
- 11. November: Alphonse Boog, französischer Komponist, Pädagoge und Historiker (* 1872)
- 13. November: Magna Lykseth-Skogman, schwedische Opernsängerin (* 1874)
- 14. November: Lothar Wallerstein, österreichisch-amerikanischer Regisseur und Dirigent (* 1882)
- 15. November: Franz Neuhofer, österreichischer Komponist (* 1870)
- 19. November: Stan King, US-amerikanischer Jazzmusiker (* 1900)

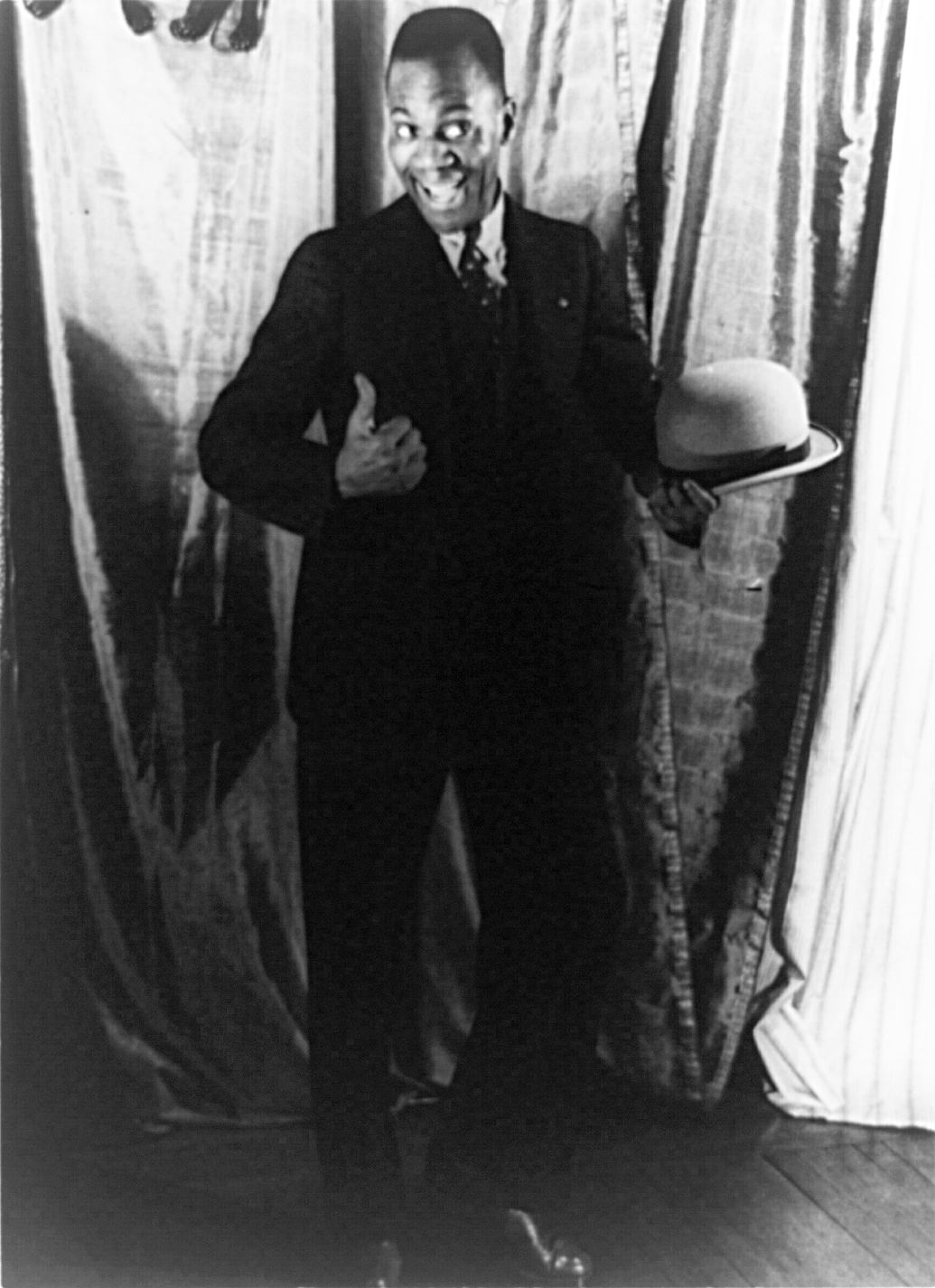
Bill Robinson; † 25. November

- 25. November: Bill Robinson, US-amerikanischer Stepptänzer und Schauspieler (* 1878)
- 28. November: Emilián Trolda, tschechischer Musikhistoriker (* 1871)
- 02. Dezember: Albert Ammons, US-amerikanischer Boogie-Woogie-Pianist (* 1907)
- 06. Dezember: Carl Godlewski, deutscher Zirkus-Clown, Akrobat, Ballettmeister, Tanzlehrer und Choreograf (* 1862)

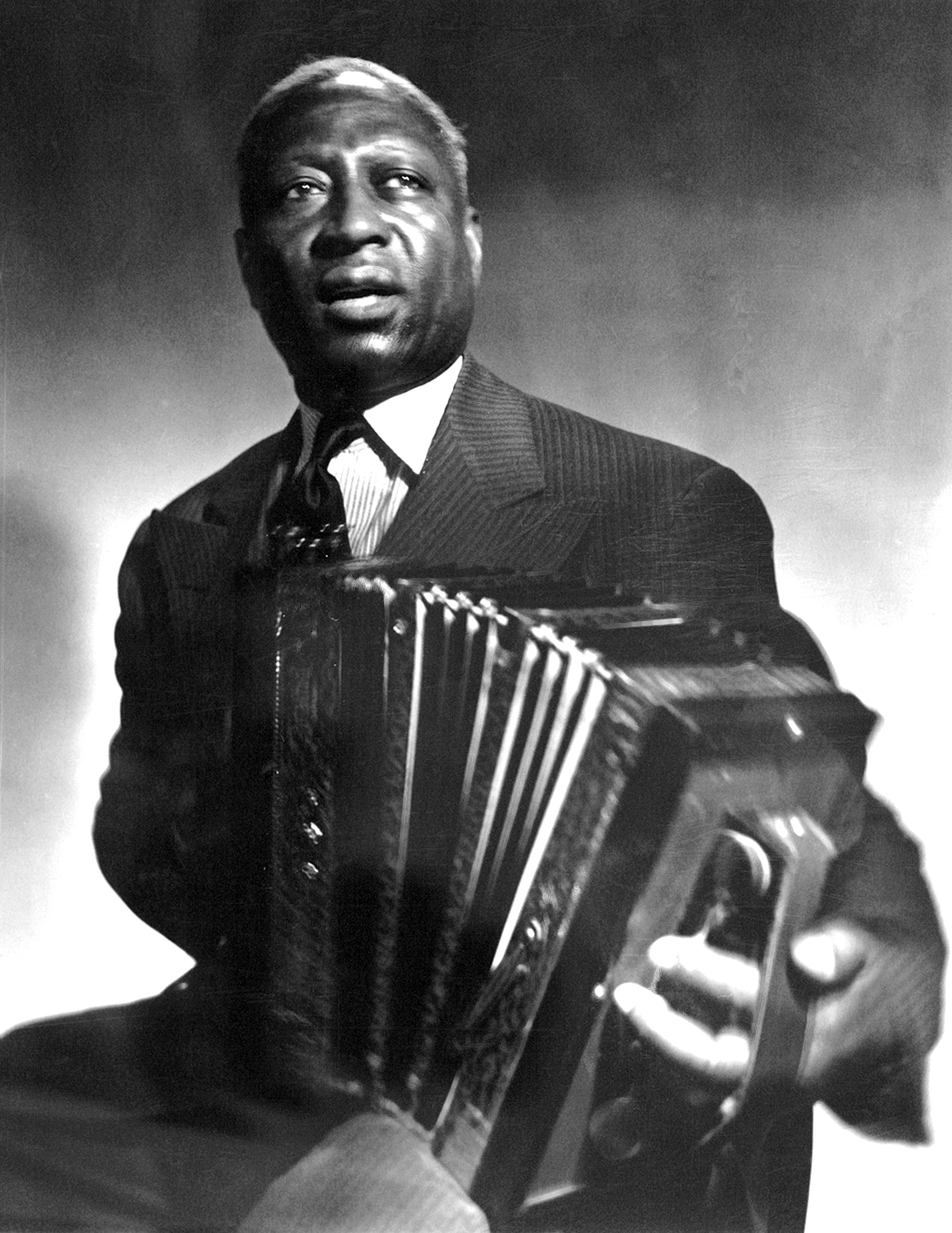
Leadbelly; † 6. Dezember

- 06. Dezember: Leadbelly, US-amerikanischer Blues-Sänger (* 1889)
- 08. Dezember: Arthur Rebner, Chansonnier, Autor, Librettist, Komponist, Revueautor, Conferencier und Textdichter (* 1890)
- 11. Dezember: Fiddlin’ John Carson, US-amerikanischer Country-Musiker (* 1868 oder 1874)
- 15. Dezember: Ludwig Ermold, deutscher Kammersänger (* 1883)
- 15. Dezember: Jógvan Waagstein, färöischer Musikpädagoge, Komponist und Kunstmaler (* 1879)
- 16. Dezember: Jean-Josaphat Gagnier, kanadischer Dirigent und Komponist (* 1885)

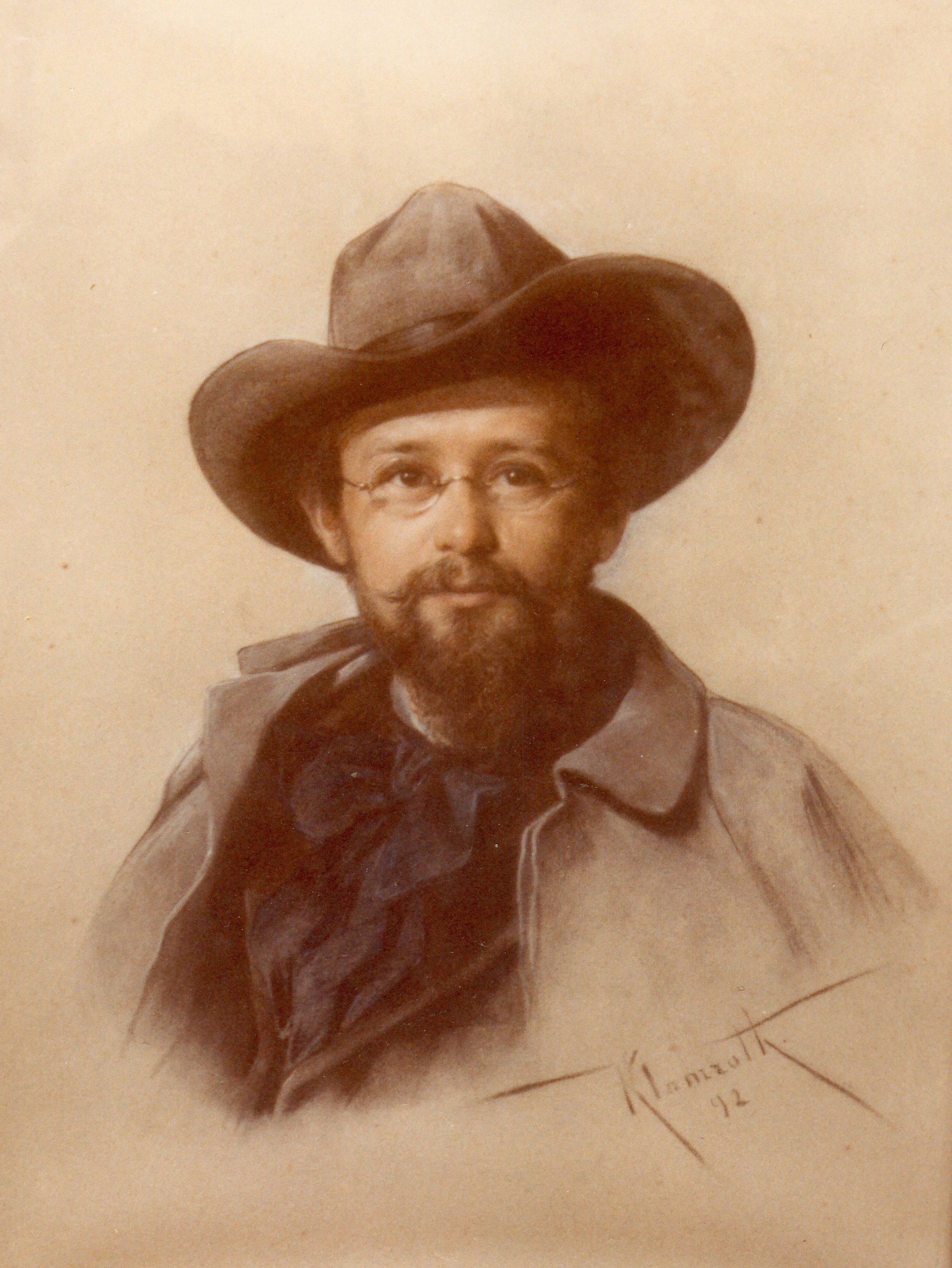
Ferdinand Pfohl; † 16. Dezember

- 16. Dezember: Ferdinand Pfohl, deutscher Musikkritiker, Schriftsteller und Komponist (* 1862)
- 16. Dezember: Lee White, US-amerikanischer Vaudeville-Pianist, Songwriter, Entertainer und Schauspieler (* 1888)
- 17. Dezember: David Stanley Smith, US-amerikanischer Komponist (* 1877)
- 22. Dezember: José Armándola, deutscher Komponist (* 1880)
- 22. Dezember: Wilhelm August Lautenschläger, deutscher Komponist und Pianist (* 1880)
- 25. Dezember: Edgar Wollgandt, deutscher Violinist (* 1880)
- 28. Dezember: Iva Anderson, US-amerikanische Jazzsängerin (* 1905)
- 29. Dezember: Alfred Loewenberg, deutsch-britischer Musikwissenschaftler (* 1902)
- 30. Dezember: Heinrich Rehkemper, deutscher Opernsänger (* 1894)
- 31. Dezember: Raimond Valgre, estnischer Komponist und Unterhaltungsmusiker (* 1913)

### Genaues Todesdatum unbekannt
- Jean Benda, deutscher Geiger und Violinpädagoge (* 1874)
- Alice Cucini, italienische Opernsängerin (* 1870)
- Wilhelm Gustav Damm, Schweizer Komponist und Dirigent (* 1881)
- Lleó Fontova i Planes, katalanisch-argentinischer klassischer Violinist (* 1875)
- King Solomon Hill, US-amerikanischer Blues-Sänger und Gitarrist (* 1897)
- Byrd Moore, US-amerikanischer Old-Time-Musiker (* 1889)
- Rosa Olitzka, deutsche Opernsängerin (* 1873)
- Snoozer Quinn, US-amerikanischer Jazz-Gitarrist (* 1906)
- Lee S. Roberts, US-amerikanischer Komponist und Pianist (* 1884)
- Babe Wagner, US-amerikanischer Jazz-Musiker (* 1913 oder 1914)
- Meryem Xan, kurdische Sängerin (* 1904)

### Gestorben nach 1949
- Gaston Léonard, französischer Jazzmusiker (Schlagzeug) (* um 1920)